# Barbora Strýcová
Barbora Strýcová (temporairement connue sous le nom de Barbora Záhlavová-Strýcová 2006–2015), née le 28 mars 1986 à Pilsen, est une joueuse de tennis tchèque.
Professionnelle de 2000 à 2023, elle compte deux titres en simple et trente-deux titres en double dames sur le circuit WTA. Son meilleur résultat en simple en tournoi du Grand Chelem est une demi-finale à Wimbledon en 2019 face à Serena Williams.
En double, elle remporte le titre à Wimbledon en 2019 avec Hsieh Su-wei et devient numéro un mondiale à la suite de cette victoire. Elle restera vingt-sept semaines à cette place.

## Biographie
Barbora Strýcová a commencé à pratiquer le tennis à l'âge de cinq ans. Championne du monde junior en simple filles en 2002, ses surfaces de prédilection sont le gazon et la terre battue.

### 2004. Premières participations en Grand Chelem et entrée dans le Top 100 en simple
Elle parvient en janvier à intégrer le tableau final de l'Open d'Australie après être sortie des qualifications. Elle y remporte son premier match en Majeur contre l'Espagnol Arantxa Parra Santonja qui joue elle aussi pour la première fois le tournoi australien après avoir été battue en qualifications l'année passée par la Tchèque (7-5, 6-1). Elle s'incline après une bataille en trois sets au deuxième tour contre la Russe Lina Krasnoroutskaïa (3-6, 6-4, 3-6) qui remporte à cette occasion son dernier match en Grand Chelem.
Après un échec en qualifications à Memphis, elle parvient à s'en sortir à Indian Wells, et y sort l'Américaine Angela Haynes (6-2, 6-4) classée 170e avant de renverser la Grecque Eléni Daniilídou (3-6, 6-4, 6-1), et enchaîne avec une victoire sur abandon contre sa compatriote Iveta Melzer (6-1, 2-1 ab.). Affrontant alors la numéro une de l'époque, Justine Henin, vainqueur de trois des quatre derniers Grand Chelem, elle livre une prestation honorable (3-6, 4-6). Ce beau parcours californien lui permet d'intégrer pour la première fois de sa carrière le Top 100. Elle bat à Miami la semaine suivante l'Américaine Samantha Reeves qui joue sa dernière saison pleine sur le circuit (7-6, 6-3) avant de tomber contre la Russe Elena Likhovtseva (1-6, 4-6).
Elle sort une nouvelle fois des qualifications à Amelia Island sur ocre et élimine la Hongroise Melinda Czink (7-6, 6-1) ainsi que l'Israélienne Anna Smashnova (2-6, 6-4, 7-6), confirmant ses progrès récents. Comme contre Henin, elle ne fait pas pâle figure contre la Française Amélie Mauresmo, numéro trois mondiale (3-6, 4-6) et demi-finaliste du dernier US Open.
Elle échoue ensuite sur la terre européenne d'entrée à Berlin contre une autre Française, Nathalie Dechy (4-6, 6-7) mais se ressaisit à Strasbourg, contre la Thaïlandaise Tamarine Tanasugarn (6-2, 6-7, 6-3), et face à Séverine Beltrame qui joue sa première grosse saison sur le circuit (6-4, 7-6) avant de tomber contre une troisième Française de suite, Émilie Loit (3-6, 1-6). Elle joue pour la première fois Roland Garros et hérite au premier tour de la Belge Els Callens qui dispute pour la dernière fois le tournoi. Elle remporte sa première victoire Porte d'Auteuil (6-3, 6-2), échouant au second tour contre la Russe Anastassia Myskina, cinquième joueuse mondiale (0-6, 4-6) et qui soulèvera quelques jours plus tard son seul et unique titre en Grand Chelem, devenant la première Russe à en remporter un.
Les mois suivants sont plus difficiles, la Tchèque s'inclinant au premier tour à Birmingham contre Shenay Perry (3-6, 3-6) et pour son premier Wimbledon contre Silvija Talaja qui joue pour la dernière fois au Temple (3-6, 4-6).
Elle enchaîne de nouvelles défaites à Los Angeles contre la Slovène Tina Pisnik (6-4, 4-6, 2-6), à l'Open du Canada contre Mashona Washington (6-7, 4-6), à Athènes pour ses premiers Jeux Olympiques, ayant hérité de la numéro une Justine Henin d'entrée (3-6, 4-6) et à l'US Open contre Anabel Medina Garrigues qui y remporte son premier match (5-7, 3-6). Ces six défaites sont entrecoupées par une petite victoire contre Virginia Ruano Pascual (6-4, 5-7, 7-5) à San Diego, battue au tour suivant de nouveau par Elena Likhovtseva (4-6, 3-6).
Elle retrouve quelques couleurs sur la fin de saison, parvenant jusqu'en demi-finale à Guanzhou en ne perdant pas un seul set, et sortant successivement sa compatriote Sandra Kleinová (6-2, 6-1), la jeune locale Zheng Jie (6-2, 7-5) qui dispute sa première saison sur le circuit ainsi qu'une autre jeune, la Russe Dinara Safina (6-4, 6-1). Elle échoue à se qualifier pour sa première finale contre la Slovaque Martina Suchá (2-6, 5-7) avant de conclure sa saison par une défaite au premier tour à Tokyo contre Jill Craybas (5-7, 6-4, 4-6).

### 2005-2007. Eclosion en double, premiers titres et premières finales mais sortie du Top 100 en simple
Ses résultats de la saison sont décevants en simple. Elle bat à Hobart l'Américaine Jennifer Hopkins qui joue sa dernière saison sur le circuit (6-4, 6-2) et est renversée au tour suivant par sa compatriote Iveta Melzer (3-6, 6-3, 6-3). Elle subit une élimination piteuse d'entrée à l'Open d'Australie par la Thaïlandaise Tamarine Tanasugarn (0-6, 2-6). Elle remporte en février ses deux seules victoires consécutives de la saison dans un tableau final d'un tournoi WTA à Bogota, éliminant coup sur coup l'Argentine Maria-Vanina Garcia-Sokol (7-6, 6-1) et la Hongroise Zsófia Gubacsi (6-3, 6-0), toutes deux classées hors du Top 150 avant de ne marquer que deux petits jeux contre l'Italienne Flavia Pennetta (2-6, 1-6) qui remporte quelques jours plus tard son deuxième titre en carrière en Colombie. Elle fait néanmoins belle impression en double, sortant en compagnie de la Slovaque Ľubomíra Kurhajcová ses adversaires, pour jouer sa première finale, s'inclinant contre Emmanuelle Gagliardi et Tina Pisnik (4-6, 3-6) en finale.
Sa tournée américaine est difficile, renversée au score au premier tour à Indian Wells et Miami par des joueuses moins bien classées qu'elle, Antonella Serra Zanetti (6-3, 3-6, 1-6) et la Française Stéphanie Cohen-Aloro (6-3, 4-6, 3-6). Elle retrouve la victoire sur terre contre Kateryna Volodko (4-6, 6-4, 6-3) mais s'effondre de nouveau contre la Japonaise Ai Sugiyama, huitième mondiale en fin d'année dernière (7-6, 1-6, 1-6) à Amelia Island. Elle perd également au second tour à Charleston, sortant l'ancienne championne et numéro deux Conchita Martínez (6-2, 6-4) mais s'inclinant contre la Croate Jelena Kostanić (3-6, 2-6).
Elle dispute le tournoi Tier II de Warsaw uniquement en double fin avril, en compagnie de l'Ukrainienne Tatiana Perebiynis et les deux joueuses remportent trois matchs en trois sets, se hissant en finale. Elles se débarrassent des locales Klaudia Jans et Alicja Rosolska (6-1, 6-4), permettant à la Tchèque de s'octroyer son premier titre en carrière.
Lancée, elle enchaîne de nouvelles victoires à Rabat avec Émilie Loit, remontant un handicap d'un set à zéro et passant près de la défaite en finale contre les Espagnoles Lourdes Domínguez Lino et Nuria Llagostera Vives (3-6, 7-6, 7-5), remportant ainsi un second titre en deux semaines. Elle retrouve son pays natal la semaine suivante et dispute avec Jelena Kostanić le tournoi de Prague, confirmant ses appétences pour le double et s'imposant pour la onzième fois consécutive pour se hisser une nouvelle fois en finale. Elle y retrouve Émilie Loit qui avec l'Australienne Nicole Pratt remporte à son tour un deuxième titre de suite (7-6, 4-6, 4-6) contre la paire tchéquo-croate.

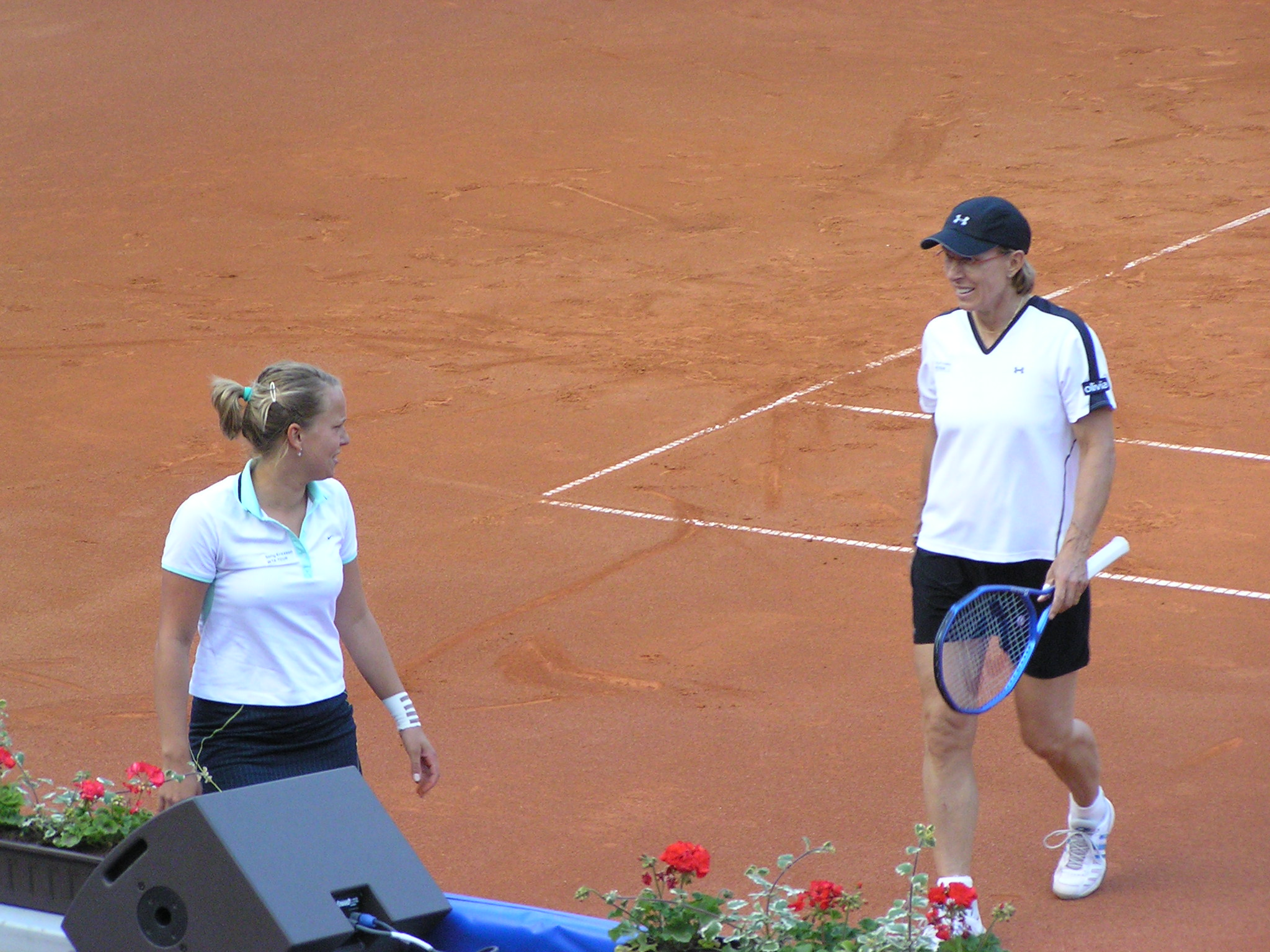
Avec Martina Navratilova à Prague en 2006.

La suite de sa saison en double sera moins fructueux, Barbora disputant néanmoins ses premiers Majeurs, parvenant jusqu'en huitième à Wimbledon où elle ne s'incline que face à la paire Cara Black-Liezel Huber qui remportera le tournoi. En simples, elle confirme ses difficultés, s'inclinant au premier tour à Prague et à Roland Garros, contre la finaliste de la saison passée et cinquième joueuse mondiale, Elena Dementieva (3-6, 3-6), sortant à l'issue du tournoi du Top 100. Elle remporte son premier match à Wimbledon contre Lilia Osterloh (6-3, 7-5) mais s'incline au tour suivant, battue par la jeune Dinara Safina (2-6, 2-6).
Elle est sortie pour la fin de sa saison d'entrée à Stockholm, l'US Open (par Marion Bartoli) et Linz et au second tour à Tashkent et New Haven, ne parvenant pas à s'extirper des qualifications à Bangkok. Elle est classée en fin de saison hors du Top 150. Elle parvient uniquement durant la saison 2006 à ne participer qu'au tableau final dans le tournoi de Prague où elle s'incline dès le premier tour contre Akiko Morigami (3-6, 1-6) en simple.
En double, 2006 démarre par une finale à Auckland en double pour la Tchèque, accompagné d'Émilie Loit. Les deux joueuses s'inclinent néanmoins en finale contre la paire Russe composée d'Elena Likhovtseva et Vera Zvonareva (3-6, 4-6), cette dernière remportant l'US Open en fin d'année. Elle s'incline d'entrée à l'Open d'Australie avec sa toute jeune compatriote Nicole Vaidišová mais effectue un bon parcours à Indian Wells avec Iveta Benešová qui devient sa coéquipière pour la majeure partie des tournois de la saison. Les deux Tchèques s'immiscent jusqu'en demi-finale en Californie, s'inclinant nettement devant Raymond-Stosur, victorieuses à l'US Open et finalistes récentes à l'Open d'Australie (1-6, 1-6). Elles perdent au second tour à Miami contre les légendes Américaines Liezel Huber et Martina Navrátilová, cette dernière jouant la dernière saison de son immense carrière sur le circuit (3-6, 6-7). La Tchèque fait équipe avec cette dernière pour la seule et unique fois de sa carrière à Prague, où elles s'inclinent en quarts de finale.
Arrivée à Roland Garros avec Iveta Benešová, elle atteint les huitièmes Porte d'Auteuil pour la première fois, renversant les Américaines Amy Frazier et Vania King (4-6, 7-5, 6-2) et les Chinoises Li Ting et Sun Tiantian (4-6, 7-6, 6-4). Elles s'inclinent à ce stade contre Zheng Jie et Yan Zi (6-3, 4-6, 2-6), les deux Chinoises titrées en début de saison à l'Open d'Australie jouant leur meilleure saison en carrière. Les mois suivants seront plus compliqués pour Barbora, la Tchèque échouant à Wimbledon dès le second tour et d'entrée à l'US Open, une nouvelle fois contre Zheng Jie et Yan Zi qui viennent de remporter le tournoi londonien (3-6, 4-6). Elle s'incline également au premier tour à Stuttgart et termine l'année par une note plus positive à Hasselt avec la Roumaine Andreea Ehritt-Vanc où elle parvient jusqu'en demi-finale seulement stoppée par Raymond-Stosur (5-7, 1-6).
Sa saison 2007 la voit disputer quelques tableaux finaux en simple à Bogota où elle y remporte ses deux seuls matchs de la saison en simple contre Marta Marrero (6-2, 6-2) et Hana Sromova (6-4, 6-3) avant de s'incliner face à la tête de série numéro une Tathiana Garbin (2-6, 5-7) qui jouera quelques jours plus tard sa dernière finale sur le circuit. Elle échoue au premier tour à Charleston contre la Chinoise Peng Shuai (5-7, 1-6), à Estoril face à Anastasiya Yakimova (6-2, 4-6, 3-6), à Prague contre une autre qualifiée, Klára Koukalová (2-6, 5-7) et à Wimbledon, sortie par la très jeune Autrichienne Tamira Paszek (4-6, 6-7), qui joue pour la première fois le tournoi londonien. Ses performances en double ne sont pas meilleures que l'année précédente, la Tchèque s'inclinant d'entrée à l'Open d'Australie. Elle réussit néanmoins avec la jeune Allemande Tatjana Maria à atteindre les quarts à Bogota et avec sa compatriote Eva Birnerová en demi-finale à Acapulco, renversée par les Espagnols Lourdes Domínguez Lino et Arantxa Parra Santonja (6-3, 4-6, 6-10). Après une sortie dès le deuxième tour à Indian Wells, elle confirme ses difficultés sur la tournée de terre battue, écartée au premier tour à Charleston, Prague et Roland Garros, ne remportant qu'un match sur le circuit WTA à Estoril. De nouveau écartée au deuxième tour à Wimbledon, elle s'incline également dès son premier match à l'US Open et au tournoi de Luxembourg, ainsi qu'au deuxième tour à Stuttgart, terminant l'année par plusieurs finales sur le circuit ITF. Elle finit la saison à la 80e place mondiale.

### 2008-2009. Retour dans le Top 100 en simple et trois titres en double
L'année commence de belle manière pour la Tchèque, jouant une nouvelle finale à Auckland en compagnie de Martina Müller qu'elle perd contre Mariya Koryttseva et Lilia Osterloh (3-6, 4-6). Elle remporte son premier match en double à l'Open d'Australie avec Nicole Vaidišová qui a joué sa meilleure saison l'année passée en étant demi-finaliste au tournoi australien en simple et les deux Tchèques poursuivent leur route jusqu'en huitièmes, battues par la paire asiatique Jie-Zi, ancienne vainqueurs (4-6, 1-6). Elle échoue néanmoins au premier tour en double début février à Pattaya mais également en simple contre l'Ouzbek Akgul Amanmuradova (2-6, 3-6). Sortie des qualifications à Indian Wells, elle s'incline au premier tour contre Jill Craybas (6-7, 4-6) et ne remporte qu'un match sur la tournée américaine en double.
Elle voit néanmoins la terre battue lui donner un nouveau souffle, remportant son premier match dans un tableau final d'un tournoi WTA à Amelia Island contre la jeune Suissesse Timea Bacsinszky, future demi-finaliste à Roland Garros (6-2, 6-4), passant à la trappe dès le tour suivant contre la numéro cinq mondiale Maria Sharapova, victorieuse en début de saison à l'Open d'Australie (1-6, 3-6). Elle remporte également son premier tour à Charleston contre la Taïwanaise Chan Yung-jan (6-3, 6-2) et mène un set à zéro contre Katarina Srebotnik (6-4, 1-6, 5-7), ces deux joueuses étant spécialistes de double. Elle ne parvient cependant pas à s'extraire des qualifications à Roland Garros, contrairement à Wimbledon où elle s'offre au premier tour la Française Camille Pin qui joue pour la dernière fois le tournoi (7-5, 4-6, 7-5). Elle profite de l'abandon de l'Ukrainienne Alona Bondarenko, 27e joueuse mondiale (6-3, 3-0 ab.) pour rejoindre pour la première fois de sa carrière le troisième tour d'un Majeur en simple. Opposée à la Russe Svetlana Kuznetsova, finaliste du dernier US Open et quatrième mondiale, elle s'incline logiquement (2-6, 4-6), faisant son retour dans le Top 100 à l'issue du tournoi.
En double, elle ne s'offre aucun résultat probant, s'inclinant avec la jeune Agnieszka Radwańska à Charleston au premier tour et d'entrée aussi à Roland Garros. Elle dispute sa deuxième demi-finale de la saison à Palerme avec Renata Voráčová, s'inclinant en simple au premier tour contre la jeune terrienne Carla Suárez Navarro, quart de finaliste pour sa première participation à Roland Garros (5-7, 6-7). Elle s'envole pour la Suède et y performe, sortant des qualifications et remportant son dernier match de la saison en simple contre sa compatriote Petra Cetkovská (6-4, 6-7, 6-4) avant de sortir sèchement face à une autre Espagnole, Anabel Medina Garrigues (1-6, 0-6). Avec Iveta Benešová, elles parviennent jusqu'en finale et remportent le tournoi dans une finale entre joueuses Tchèques, sortant victorieuse une nouvelle fois de Petra Cetkovská et Lucie Šafářová, cette dernière disputant sa première finale en carrière (7-5, 6-4). Il s'agit pour Barbora du troisième titre en double, le premier sur dur en carrière.
Après une nouvelle demi-finale avec Jasmin Wöhr à Cincinnati, elle sort d'entrée en double comme en simple à New Haven et à l'US Open où elle hérite d'un tirage difficile en simple, écartée par la Russe Vera Zvonareva (4-6, 3-6), dixième joueuse mondiale. Elle sort des qualifications à Stuttgart et perd contre Nadia Petrova, ancienne numéro trois (2-6, 2-6).
Elle commence la saison 2009 par une victoire renversante à Auckland contre la Française Virginie Razzano (1-6, 6-2, 6-3), s'inclinant au second tour du tournoi néo-zélandais contre l'Israélienne Shahar Peer (3-6, 6-4, 2-6). Elle ne sort pas des qualifications à Hobart et sort dès le premier tour à l'Open d'Australie contre une autre Française, Stéphanie Cohen-Aloro (3-6, 4-6) et à Bogota sur terre face à la Roumaine Edina Gallovits (2-6, 2-6). Elle retrouve des sensations à Acapulco, sortant successivement la Slovène spécialiste de double Andreja Klepač (2-6, 6-1, 6-4), Carla Suárez Navarro (6-4, 7-5) quart de finaliste du dernier Roland Garros, sa seule victoire en dix confrontations contre l'Espagnole en carrière, et la surprise Maret Ani (4-6, 7-5, 6-1) pour disputer sa première demi-finale en simple depuis près de cinq ans. Elle ne fait pas le poids contre la cinquième joueuse mondiale Venus Williams (0-6, 3-6), vainqueur du dernier Wimbledon. Elle confirme sur dur en écartant à Monterrey Anna-Lena Grönefeld (6-3, 2-6, 7-6) ainsi que la quinzième joueuse mondiale, Flavia Pennetta (7-6, 2-6, 6-4), quart de finaliste du dernier US Open. Elle voit sa coéquipière de double Iveta Benešová mettre fin à son parcours en quarts (5-7, 4-6) mais parvient avec elle jusqu'en finale du tournoi, sa première de l'année. Elles s'inclinent contre les Européennes Nathalie Dechy (qui dispute sa dernière saison) et Mara Santangelo, demi-finalistes à l'Open d'Australie en début de saison (3-6, 4-6).

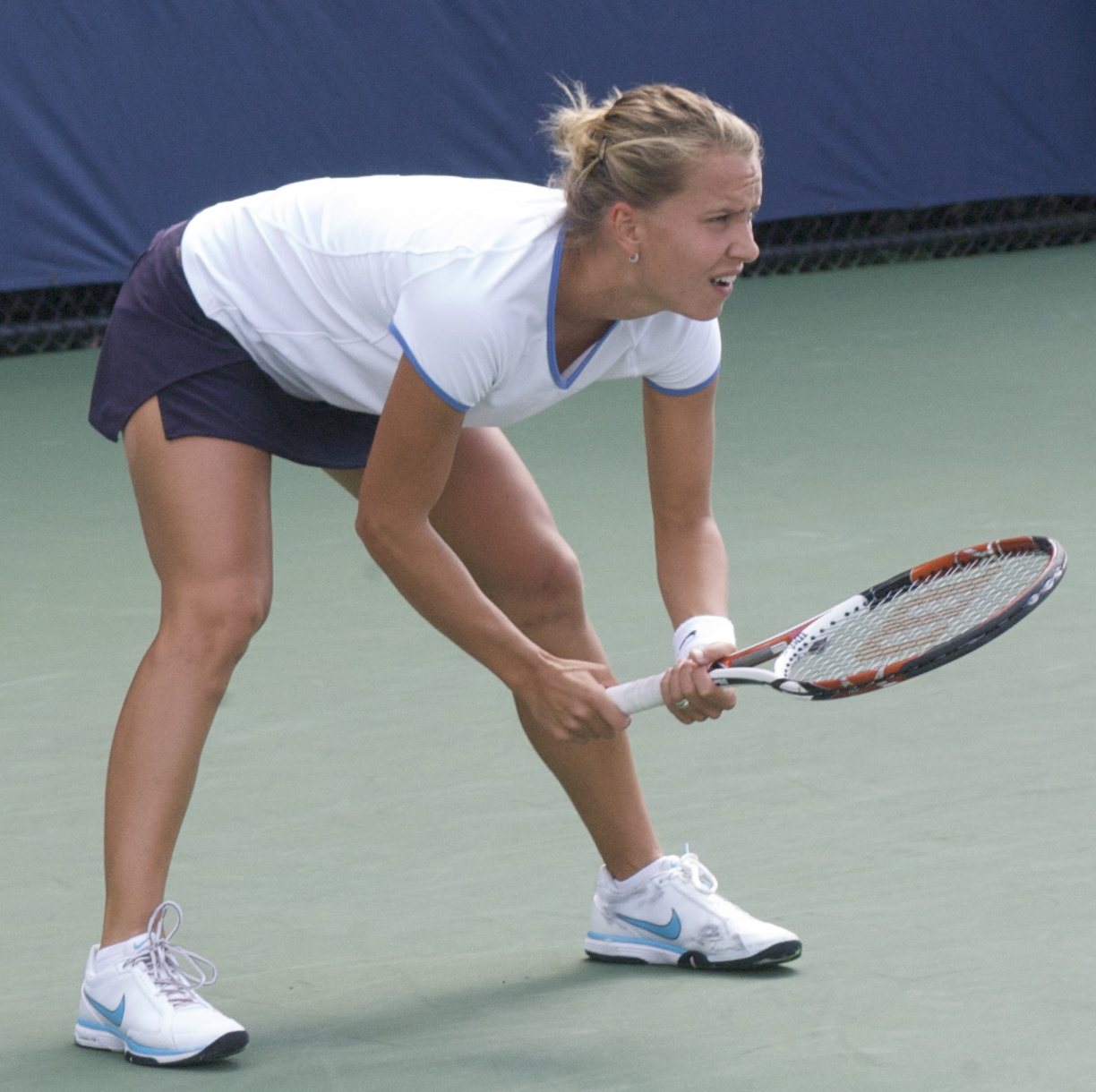
Strycova à l'US Open 2009.

Après une tournée américaine décevante avec une défaite d'entrée à Indian Wells contre Nuria Llagostera Vives, 121e en deux tie-breaks et un deuxième tour perdu à Miami contre la Française Alizé Cornet, qui vient d'atteindre son meilleur classement en carrière un mois plus tôt (4-6, 6-7), elle subit une série de défaites sur terre battue. Elle ne remporte qu'un match à Estoril, où elle s'incline de nouveau contre Shahar Peer et perd d'entrée à Ponte Vedra Beach, Charleston (contre la 229e Shenay Perry), Stuttgart (de justesse face à la 138e Sesil Karatantcheva, revenue de suspension pour dopage un an plus tôt) et Roland Garros, battue par Lourdes Domínguez Lino qui remporte son premier match Porte d'Auteuil au terme d'une longue partie (1-6, 6-4, 7-9).
Le gazon ne lui sourit pas beaucoup plus, la Tchèque ne remportant qu'un match sur cette surface à Birmingham contre la Japonaise Ayumi Morita (7-5, 3-6, 6-3), enchaînant trois défaites consécutives contre Melinda Czink (2-6, 3-6), Tamarine Tanasugarn, quart de finaliste du dernier Wimbledon (1-6, 3-6) à Bois-Le-Duc et au Temple face à Kate Makarova (7-5, 2-6, 3-6). Ces mauvaises performances l'éjectent du Top 100 momentanément. Elle subit à Bastad la loi de la jeune future championne Angelique Kerber, classée alors hors du Top 100 (5-7, 4-6) et brise sa série de défaites à Prague, contre une autre jeune joueuse, Kristína Kučová (7-5, 6-4). Malgré sa défaite au tour suivant contre Carla Suárez Navarro qui prend sa revanche (1-6, 4-6), elle poursuit le tournoi en double avec Iveta Benešová et les deux Tchèques rejoignent leur deuxième finale de l'année ensemble. À domicile, elles ne font néanmoins pas le poids, laissant le titre aux sœurs Alona Bondarenko et Kateryna Bondarenko (1-6, 2-6).
Toujours sur ocre, elle s'impose contre Sandra Zahlavova (6-1, 2-6, 6-4) et Nuria Llagostera Vives (6-0, 6-3) à Bad Gastein mais est écartée une nouvelle fois par Alizé Cornet (4-6, 6-2, 2-6). Elle fait le plein de confiance à l'US Open, sortant des qualifications et remportant son premier match en simple à Flushing Meadows contre la modeste Marta Domachowska, elle aussi issue des qualifications et qui joue son dernier Majeur en carrière (2-6, 6-2, 6-3). Elle subit la loi de la Biélorusse Victoria Azarenka (2-6, 1-6), qu'elle rencontre pour la première fois, au deuxième tour. Grâce à ce résultat, la Tchèque fait son retour dans le Top 100. Malgré une défaite au tournoi de Québec City contre la locale Valérie Tétreault, elle parvient jusqu'en finale avec Vania King, s'offrant son seul et unique titre sur moquette contre Séverine Beltrame et Sofia Arvidsson (6-1, 6-3). Elle conclut l'année par une défaite après s'être extirpé des qualifications à Luxembourg contre Shahar Peer (1-6, 3-6) pour la troisième fois de la saison. Elle remporte cependant un deuxième titre en double à l'issue de ce tournoi, au terme d'une finale décousue contre Vladimíra Uhlířová et Renata Voráčová dans une finale 100% Tchèque en compagnie d'Iveta Benešová (1-6, 6-0, 10-7).

### 2010. 1èrefinale en simple à Prague et cinq titres en double dont Tokyo
Commençant la saison à Brisbane, elle sort la Biélorusse Olga Govortsova (6-4, 6-1) avant de s'incliner contre Melinda Czink (3-6, 6-2, 1-6). Elle ne parvient pas à sortir des qualifications à Sydney mais joue l'Open d'Australie et y remporte son premier match depuis six ans contre la Russe Regina Kulikova (7-6, 6-7, 6-3), échouant de nouveau au deuxième tour contre la numéro deux mondiale Dinara Safina, finaliste l'année passée (3-6, 4-6). Elle s'envole pour Paris et même si elle ne sort pas des qualifications en simple, elle parvient sur moquette à rejoindre la finale avec Iveta Benešová. Elles profitent du forfait des numéros une et deux Cara Black et Liezel Huber pour remporter leur premier tournoi de l'année.

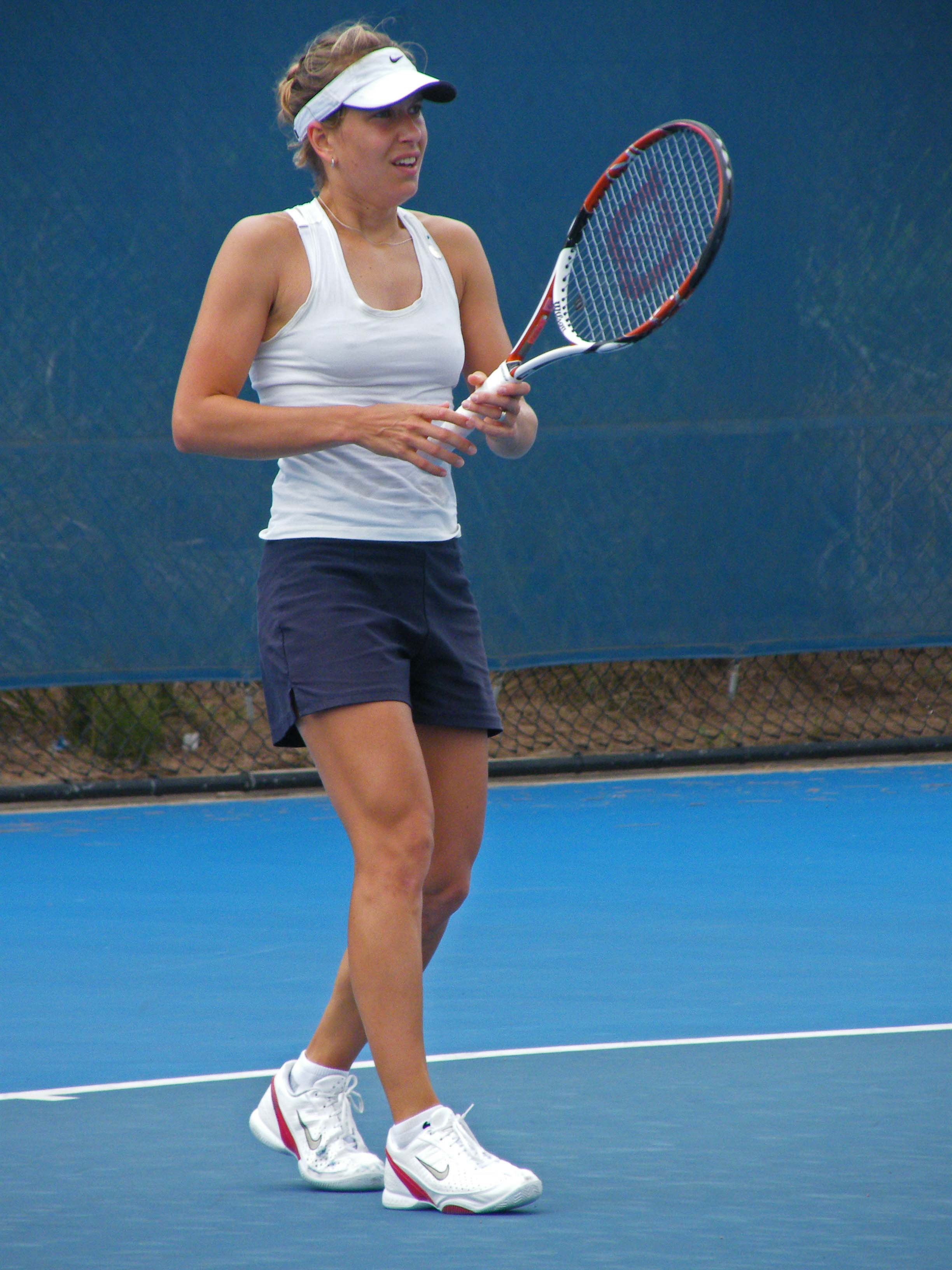
Barbora Strycova à Sydney en 2010.

Elle joue ensuite quatre tournois lors de la tournée américaine, sortie au premier tour à Monterrey par Alizé Cornet et à Miami par Polona Hercog et au deuxième tour à Acapulco contre la spécialiste de double Gisela Dulko (5-7, 1-6) et à Indian Wells face à Kim Clijsters, revenue de grossesse en fin d'année dernière et vainqueur surprise de l'US Open (2-6, 1-6). Elle rencontre le succès en double, renversant avec Polona Hercog les Italiennes Errani-Vinci (2-6, 6-1, 10-2) pour remporter son second titre de l'année à Acapulco et confirme la semaine suivante, toujours au Mexique à Monterrey, remontant encore une fois un handicap d'un set à zéro en finale contre Anna-Lena Grönefeld et Vania King à Monterrey (3-6, 6-4, 10-8), cette fois-ci avec sa partenaire habituelle, Iveta Benešová. Elle voit sa série de treize victoires brisée en quarts de finale d'Indian Wells par Samantha Stosur et Nadia Petrova.
Les mois suivants sont plus difficiles, elle est éliminée dès son entrée en lice à Ponte Vedra Beach par l'Allemande Julia Görges (5-7, 7-5, 4-6), à Fes face à la 117e Bojana Jovanovski (3-6, 1-6) et au second tour à Charleston contre la numéro deux mondiale Caroline Wozniacki, finaliste du dernier US Open (4-6, 1-6) et à Warsaw contre Alona Bondarenko (2-6, 4-6). Elle confirme ses difficultés à Roland Garros, où malgré un bon tirage, elle est battue d'entrée par la Paraguyenne Rossana de los Ríos qui gagne à cette occasion son dernier match en Grand Chelem (6-7, 3-6). Elle traverse la saison sur terre en double comme en simple, manquant de résultats et ne remportant que trois matchs. Après une défaite à Bois-Le-Duc contre Roberta Vinci (4-6, 6-7), elle parvient à revenir au troisième tour à Wimbledon, écartant la Russe Elena Vesnina (6-1, 6-3) et la Slovaque Daniela Hantuchová (1-6, 6-2, 6-4), ne perdant que contre Maria Sharapova, ancienne vainqueur du tournoi (5-7, 3-6).
De retour sur terre en juillet à Bastad, elle passe deux tours mais est éjectée en quarts par sa compatriote Lucie Šafářová (4-6, 6-7). Elle rallie une quatrième finale en double avec Renata Voráčová où elles s'effondrent contre les Top 10 Dulko-Pennetta (6-7, 0-6). Elle bénéficie d'un tableau ouvert à Prague la semaine suivante et sort deux joueuses classées hors du Top 100, Andrea Hlaváčková (6-2, 6-4) et Ksenia Pervak (2-6, 6-4, 6-2) ainsi que la Suédoise Johanna Larsson (6-2, 4-6, 7-5). Une nouvelle victoire écrasante contre l'ancienne championne Patty Schnyder (6-2, 6-0) lui permet de se qualifier pour sa première finale en simple en carrière, à 24 ans. Affrontant une autre surprise du tournoi, la Hongroise Ágnes Szávay, elle laisse son adversaire s'emparer du trophée, son dernier en carrière (2-6, 6-1, 2-6). Cette performance lui permet d'intégrer le Top 50 pour la première fois. La suite de la saison est plus difficile avec des premiers tours perdus à Bad Gastein, l'US Open, Quebec City (contre l'invitée locale 179e Valérie Tétreault comme l'année passée), Tokyo et Pékin. Le tournoi de Linz lui permet de stopper sa série de six défaites en tableau final mais elle perd au second tour contre l'ancienne numéro une Ana Ivanović (3-6, 2-6). Son année se termine en simple par une autre défaite au même stade à Luxembourg, contre Roberta Vinci (6-7, 6-4, 6-7).
C'est en double qu'elle montre le plus de capacités, parvenant jusqu'en quarts à l'Open du Canada, puis en finale à Québec City. Elle parvient avec Iveta Benešová en octobre en finale pour la première fois en Premier 5, à Tokyo, battue de justesse par Shahar Peer et Peng Shuai (4-6, 6-4, 8-10). Elle termine l'année en trombes, jouant un nouveau quart à Pékin et décrochant un cinquième titre de l'année à Linz et une huitième finale à Luxembourg.

### 2011. 1ertitre en simple à Québec City, 5 titres en double et premier quart en Majeur
Elle commence la saison par un quart de finale à Brisbane, ayant bénéficié d'un bon tirage avec la Géorgienne Anna Tatishvili (7-5, 6-2) et l'invitée Sally Peers (6-4, 6-1) avant d'être sortie par la Française Marion Bartoli qui finira l'année dans le Top 10 (2-6, 1-6). Elle sort des qualifications à Sydney et remporte une de ses plus belles victoires en carrière jusqu'alors contre la Russe Nadia Petrova (6-2, 6-2), quinzième mondiale (6-2, 6-2) avant de subir logiquement la loi de la Belge Kim Clijsters, titrée en fin de saison dernière à l'US Open et futur vainqueur quelques semaines plus tard à l'Open d'Australie (1-6, 4-6). Elle y performe également en double avec Iveta Benešová, s'imposant devant sa compatriote Květa Peschke et la Slovène Katarina Srebotnik, finalistes du dernier Roland Garros (4-6, 6-4, 10-7) et remportant ainsi son premier titre en Océanie. Elle parvient à créer la surprise à l'Open d'Australie, écartant la Française Aravane Rezaï (6-0, 3-6, 7-5) avant d'éliminer l'invitée Jelena Dokić, ancienne numéro quatre mondiale. Pour la première fois au troisième tour du Majeur australien, elle est sèchement écartée par Li Na (2-6, 1-6) qui deviendra quelques jours plus tard la première Chinoise en finale d'un tournoi du Grand Chelem.
Sur moquette, elle atteint le deuxième tour à Paris après s'être débarrassée de la Bulgare Tsvetana Pironkova (7-6, 6-3), demi-finaliste à Wimbledon l'année passée et est battue par la jeune Petra Kvitová au terme d'un duel acharné (4-6, 7-6, 6-7), son adversaire gagnant quelques jours plus tard le tournoi. Après une contre-performance contre sa future coéquipière de double Michaëlla Krajicek (1-6, 3-6) au premier tour de Memphis, elle sort au second tour de nouveau à Monterrey, mais réussit à remporter son deuxième tournoi en double de la saison, renversant Anna-Lena Grönefeld et Vania King, cette dernière ayant été titrée l'année passée à Wimbledon et l'US Open (6-7, 6-2, 10-6).. Elle réussit suite à une victoire facile contre la locale Alison Riske (6-2, 6-1) à Indian Wells, à prendre sa revanche sur Petra Kvitová, vainqueur cette année-là de son premier Wimbledon (3-6, 6-2, 7-5) pour rejoindre le troisième tour et être sortie par l'ancienne numéro une Ana Ivanović (2-6, 2-6). Elle subit une nouvelle défaite écrasante au second tour à Miami, contre la Polonaise Agnieszka Radwańska (1-6, 0-6) après avoir battu la toute jeune Sloane Stephens, invitée par les organisateurs (6-4, 6-2). Faisant une nouvelle apparition furtive dans le Top 50, elle commence la saison sur terre par deux victoires en trois sets sur Andrea Hlaváčková (6-2, 2-6, 7-6) et Anastassia Rodionova (6-3, 1-6, 6-3), offrant une belle prestation contre la numéro une Caroline Wozniacki (6-7, 6-7) en quarts de finale.
La tournée européenne sur ocre est néanmoins compliquée pour la Tchèque avec quatre défaites en autant de matchs à Barcelone (contre la locale Laura Pous Tió), Madrid (face à sa coéquipière Iveta Benešová), Rome et Roland Garros où elle a la malchance d'affronter au premier tour la septième joueuse mondiale, Li Na (3-6, 7-6, 3-6), future vainqueur de son premier Majeur. Elle remporte un nouveau tournoi en double, son troisième de la saison à Barcelone au terme d'un nouveau match accroché contre la Sud-Africaine Natalie Grandin et sa compatriote Vladimíra Uhlířová (5-7, 6-4, 11-9). Après un rapide retour sur dur à Copenhague où elle subit la loi de Mona Barthel, 142e joueuse mondiale au second tour, elle s'incline dès son entrée en lice à Bois-Le-Duc contre une autre Allemande, Kristina Barrois (3-6, 2-6), victorieuse quelques jours plus tard de son seul titre en carrière avec Klára Koukalová (qui remporte son premier titre en double à cette occasion) durant le tournoi néerlandais. Comme lors de ses trois dernières finales, elle remonte un handicap d'un set à zéro (1-6, 6-4, 10-7) face à Dominika Cibulková et Flavia Pennetta. C'est également son premier titre en carrière sur gazon. Elle parvient à gagner un match à Wimbledon mi-juin contre la Canadienne Aleksandra Wozniak (7-6, 6-4) avant de tomber sur Francesca Schiavone, finaliste pour la dernière fois en Grand Chelem quelques semaines plus tôt à Roland Garros (5-7, 3-6).

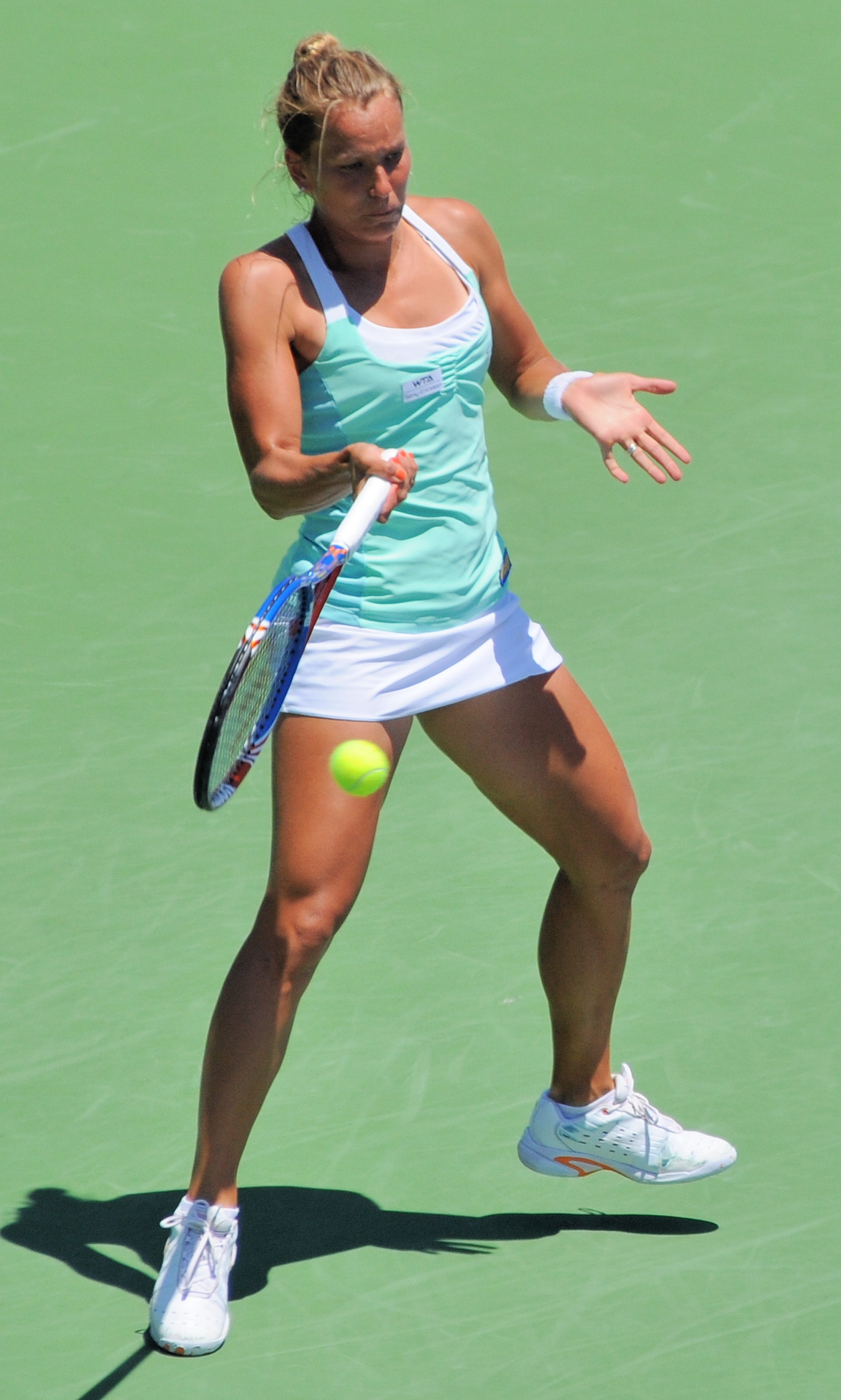
Barbora Strycova au tournoi de San Diego.

Elle remporte pour la première fois depuis trois mois un match en simple sur terre à Bastad contre la modeste Hilda Melander (6-2, 6-3) puis sort victorieuses de batailles en trois manches contre Anastasiya Yakimova (7-5, 4-6, 6-3) et Flavia Pennetta (6-4, 5-7, 6-3), rejoignant ainsi sa première demi-finale de la saison en simple. Elle manque l'occasion de disputer le titre en étant sortie par la Slovène Polona Hercog qui sera titrée pour la première fois de sa carrière le lendemain (2-6, 6-4, 5-7). En dehors de ce bon tournoi, les semaines suivantes confirment les difficultés de Barbora, la joueuse Tchèque étant éliminée prématurément, au premier tour à Stanford, Dallas et à l'US Open, au deuxième tour à San Diego et en qualifications à Cincinnati et Toronto. Elle arrive à briller en double lors du Majeur étasunien, renversante avec Iveta Benešová contre les Roumaines Irina-Camelia Begu et Simona Halep (6-7, 6-0, 4-2 ab.) et face à Monica Niculescu et Shahar Peer (5-7, 6-4, 7-5). Elles s'offrent le droit de disputer leur premier quart de finale en Grand Chelem après une victoire de prestige en deux tie-breaks contre Sania Mirza et Elena Vesnina, finalistes à Roland Garros. Opposée aux locales Liezel Huber et Lisa Raymond, elles s'inclinent (1-6, 4-6), les deux Américaines remportant leur dernier Majeur en double à l'issue du tournoi.
Elle joue son dernier tournoi aux Amériques en septembre à Québec City et profite d'un tableau clément, n'affrontant que des joueuses classées hors du Top 100 jusqu'en finale. Elle sort ainsi Zhang Shuai (6-4, 6-2) qui joue sa première saison pleine sur le circuit, la Croate Mirjana Lučić qui revient progressivement sur le circuit (2-6, 6-1, 6-3), sa compatriote Andrea Hlaváčková, également spécialiste de double (6-3, 7-5) et Michaëlla Krajicek sur laquelle elle prend sa revanche (6-4, 6-3). Pour sa deuxième finale en carrière, la seule et unique sur moquette, elle remonte le cours du jeu et voit la Néo-Zélandaise Marina Erakovic (qui joue sa première finale) s'effondrer (4-6, 6-1, 6-0), s'offrant ainsi son premier trophée en simple sur le circuit.
Elle termine la saison par un deuxième tour à Tokyo et des sorties au premier tour à Pékin, Linz et Luxembourg, parvenant dans ce dernier tournoi, à accrocher son cinquième titre de la saison en double et sortant Lucie Hradecká et Ekaterina Makarova (7-5, 6-3).

### 2012. Finale à Palerme en simple, 2 titres et demi-finales à Indian Wells et Tokyo en double
Elle s'impose à Brisbane pour commencer la saison devant la modeste invitée Olivia Rogowska (6-2, 4-6, 6-4), mais s'effondre contre la dixième joueuse mondiale Andrea Petkovic (6-7, 0-6). Ne sortant pas des qualifications à Sydney, elle remporte son seul match en Majeur de la saison contre la Française Irina Bremond (6-0, 6-4), battue sur le même score au tour suivant par la légende Serena Williams, finaliste du dernier US Open. Après une défaite sur moquette à Paris contre la qualifiée Mona Barthel, victorieuse en début d'année de son premier titre à Hobart (3-6, 2-6), elle enchaîne deux autres défaites à Doha contre sa partenaire de double Iveta Benešová (6-4, 3-6, 1-6) et en qualifications à Dubaï. Elle brise sa mauvaise dynamique à Indian Wells, renversant la Japonaise Ayumi Morita (2-6, 6-1, 6-4) et ne remportant que quatre jeux contre la numéro trois Petra Kvitová (1-6, 3-6). Elle réussit en double avec Iveta Melzer à aller jusqu'en demi-finale. Les deux Tchèques s'inclinent sèchement contre les locales légendes du double Liezel Huber et Lisa Raymond (1-6, 2-6). Elle passé aussi un tour à Miami contre la qualifiée Vera Dushevina qui joue son dernier Premier Mandatory (6-7, 4-6), sortant au tour suivant contre une autre Top 10, Caroline Wozniacki, sixième joueuse mondiale (4-6, 0-6).
Sur terre, elle parvient au second tour à Charleston mais s'incline à Barcelone d'entrée contre la locale Laura Pous Tió, classée 114e (1-6, 2-6) et ne s'extirpe pas des qualifications à Stuttgart. Elle joue néanmoins lors du tournoi allemand sa première finale de la saison, toujours avec Iveta Melzer contre les locales Julia Görges et Anna-Lena Grönefeld. Elles sortent victorieuses (6-4, 7-5), la tchèque enlevant son seizième tournoi en carrière en doubles. Malgré un bon parcours à Budapest où elle parvient jusqu'en quart de finale, sortie par la Néo-Zélandaise Marina Erakovic (2-6, 6-1, 4-6), elle déçoit à Madrid où elle est battue au premier tour des qualifications et Porte d'Auteuil, sortie par la Française Stéphanie Foretz (3-6, 5-7), qui n'avait plus remporté de match ici depuis huit ans.
La tournée sur gazon est constituée de deux défaites en autant de tournoi, à Bois-Le-Duc contre Monica Niculescu (6-7, 3-6) et à Wimbledon, où ayant héritée d'un mauvais tirage, elle cède contre Serena Williams (2-6, 4-6), future vainqueur de son quatorzième Majeur. Ses résultats en double durant la saison n'ont pas été probants, avec des défaites au deuxième tour à l'Open d'Australie et Wimbledon et d'entrée à Roland Garros. La Tchèque se redresse au tournoi de Palerme en juillet. Ecartant en Italie l'Espagnole terrienne Silvia Soler Espinosa (7-5, 7-6), elle renverse la modeste Américaine Julia Cohen qui joue sa meilleure saison en carrière (3-6, 6-3, 7-5) et écarte l'Allemande Julia Görges (7-6, 6-7, 6-1). Pour sa seule demi-finale de l'année en simple, elle joue une autre surprise du tournoi, la très jeune Britannique Laura Robson, classée hors du Top 100, et la renverse (2-6, 7-5, 6-2). Cette victoire lui permet de disputer sa troisième finale en carrière. Jouant l'ancienne vainqueur Sara Errani, redoutable sur terre et récente finaliste à Roland Garros, elle ne fait logiquement pas le poids (1-6, 3-6), laissant son adversaire soulever son quatrième titre de la saison.
Elle brille également en double avec Renata Voráčová, soulevant son deuxième trophée de l'année contre la Croate Darija Jurak et la Hongroise Katalin Marosi (7-6, 6-4). En simple, la chute de résultats est brutale, avec quatre défaites au premier tour à Bastad, subissant la vengeance de Julia Görges (2-6, 2-6), à Washington contre la 143e Edina Gallovits (5-7, 6-4, 3-6), à Dallas contre la Sud-Africaine Chanelle Scheepers en ne marquant que deux jeux (0-6, 2-6) et à l'US Open face à la qualifiée 133e Kirsten Flipkens (3-6, 6-3, 3-6). Défendant son titre à Québec City, elle parvient à battre deux joueuses hors du Top 100 mais sort en quarts contre l'Allemande Mona Barthel qui joue sa première saison pleine sur le circuit (3-6, 3-6). Elle conclut l'année en simple par trois nouvelles défaites à Tokyo contre Roberta Vinci, quart de finaliste à l'US Open (4-6, 6-4, 5-7), à Linz contre l'invitée Andrea Petkovic (6-7, 2-6), victime de nouvelles blessures cette saison et à Luxembourg contre une autre Allemande, Annika Beck (7-5, 6-7, 2-6).
Après avoir mis un terme à sa collaboration avec sa compatriote Iveta Benešová en doubles, elle égaye sa fin de saison en parvenant jusqu'en demi-finale en capitale japonaise avec sa nouvelle coéquipière, Julia Görges, ne s'inclinant qu'au bout du super tie-break contre Anna-Lena Grönefeld et Květa Peschke (6-1, 1-6, 7-10). Elles subissent une nouvelle défaite contre ces deux joueuses à Linz pour le dernier tournoi de la saison en double de la Tchèque (3-6, 4-6), ce qui est l'unique finale disputée avec l'Allemande au cours de sa carrière.

### 2013. Suspension pour dopage et quart de finale à Wimbledon en double
En février 2013, elle est suspendue six mois pour dopage par la fédération internationale de tennis. Elle a été testée positive à la sibutramine lors du Tournoi de Luxembourg. Sa suspension étant rétroactive, elle est suspendue jusqu'au 15 avril 2013. Elle revient sur le circuit fin avril et échoue dans les qualifications à Stuttgart mais pas à Roland Garros, où elle s'incline au premier tour contre la Serbe Bojana Jovanovski qui gagne son premier match Porte d'Auteuil (3-6, 2-6). Elle perd également au premier tour en double.

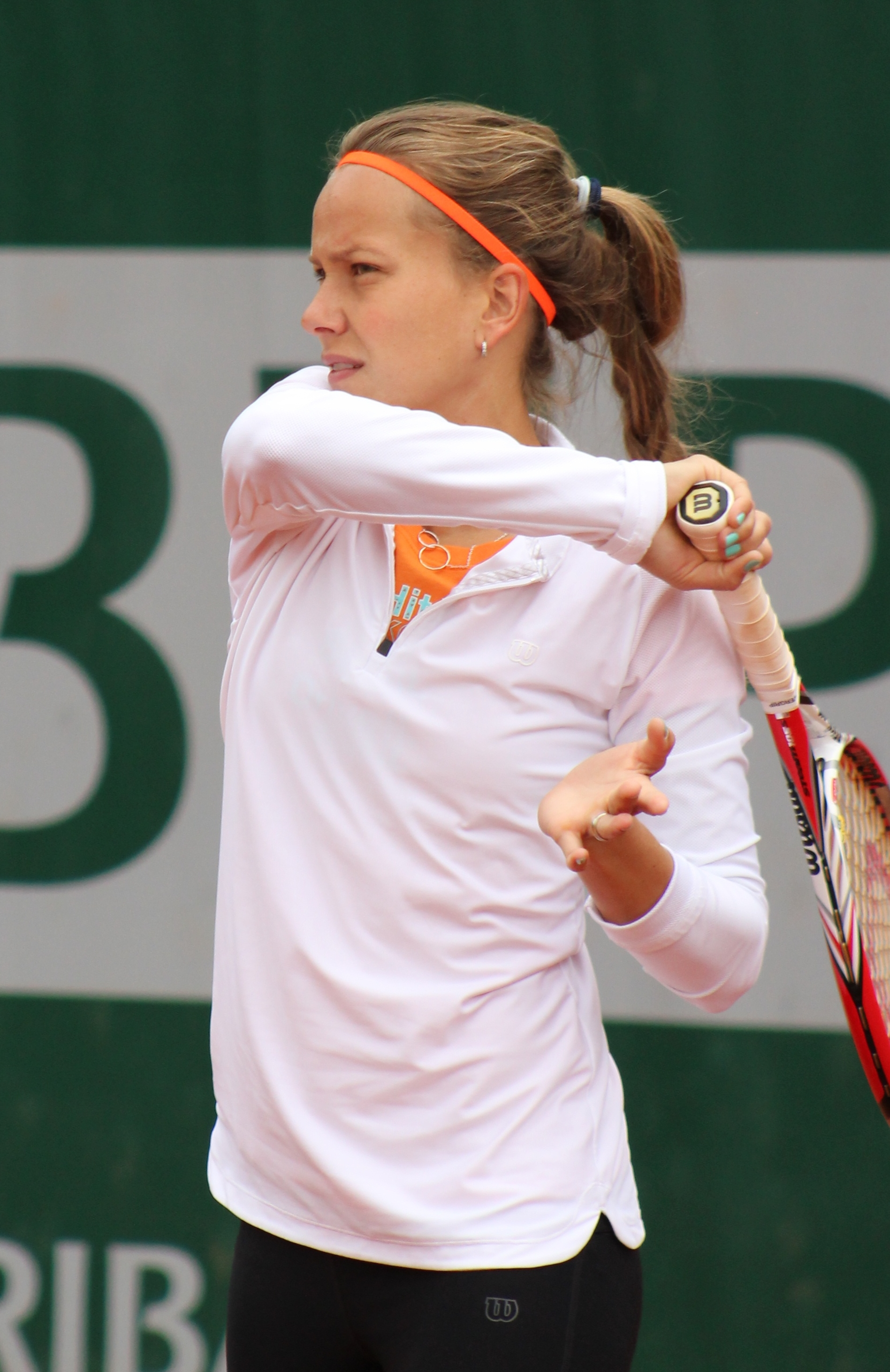
Barbora Strycova de retour à Roland Garros 2013.

De retour près d'un mois plus tard à Wimbledon sur le circuit WTA, elle s'extirpe une nouvelle fois des qualifications, et victorieuse pour son entrée en lice contre la Slovaque Magdaléna Rybáriková qui s'effondre et perd pour la sixième fois de suite à ce stade au Temple (5-7, 6-0, 6-1). Elle s'incline au tour suivant, contrée par la Bulgare Tsvetana Pironkova (5-7, 3-6), ancienne demi-finaliste du tournoi. Elle s'illustre également en double avec Julia Görges, écartant Janette Husárová et Irina-Camelia Begu (6-3, 6-4), les Françaises Alizé Cornet et Pauline Parmentier (6-4, 6-0) et renversant les Italiennes Sara Errani et Roberta Vinci, numéros une, titrées à l'Open d'Australie et l'US Open et finalistes à Roland Garros (3-6, 6-3, 6-2). Cet exploit permet à la Tchèque de participer à son premier quart de finale en Majeur. Contre la paire Shuko Aoyama-Chanelle Scheepers qui disputent elles aussi leur premier quart, elles ne profitent pas de l'opportunité et s'inclinent dans un match serré (6-7, 7-5, 4-6).
Son retour dans le Top 100 après le tournoi londonien est furtif, Strycova étant sortie comme l'année passée par Sara Errani, sixième mondiale au deuxième tour de Palerme (3-6, 2-6). Elle continue de briller en doubles, parvenant jusqu'en quarts à l'Open du Canada, défaite par Anna-Lena Grönefeld et Květa Peschke (5-7, 2-6) et gagnant ses premiers matchs à Cincinnati contre les locales Raquel Atawo et Abigail Spears (6-3, 6-3) ainsi que les championnes Errani-Vinci (4-6, 6-2, 11-9) pour rejoindre sa première demi-finale de l'année an Premier 5. Toujours avec l'Allemande, elles subissent encore une fois la loi d'Anna-Lena Grönefeld et Květa Peschke (3-6, 2-6). Sa belle tournée américaine en double n'est pas confirmée à l'US Open, où elle perd au second tour. En simple, elle s'incline au premier tour des qualifications mais réussit sa fin d'année avec un deuxième tour à Québec City, une qualification dans le tableau final de Tokyo mais surtout un bon parcours à Osaka, son dernier tournoi de la saison. Elle y bat l'atypique Hsieh Su-wei (6-2, 6-2) ainsi que la repêchée Vania King (2-6, 6-3, 6-1), deux spécialistes de double et échoue en quarts contre la jeune Eugenie Bouchard (6-2, 4-6, 1-6) qui joue sa première saison sur le circuit et remporte quelques jours plus tard son premier titre en carrière.

### 2014. 1/4 à Wimbledon et 2 finales en simple, 1/2 à l'US Open en double
Elle commence l'année par le tournoi de Shenzen, où elle écarte la Biélorusse Olga Govortsova (7-5, 6-3) et la locale Zheng Jie qui joue sa dernière saison pleine (6-0, 7-6) mais est surprise par une autre surprise du tournoi, l'Américaine Vania King (2-6, 4-6) en quarts. Elle remporte un nouveau match à l'Open d'Australie contre sa future coéquipière de double, Hsieh Su-wei (6-1, 4-6, 6-1), et est défaite par Victoria Azarenka, tenante du titre et numéro deux mondiale (1-6, 4-6) au tour suivant, la Biélorusse remportant son deuxième Majeur quelques jours plus tard. Elle est repêchée des qualifications fin janvier à Paris sur moquette mais perd d'entrée face à Alizé Cornet (3-6, 7-6, 3-6) puis s'envole pour la tournée américaine après une nouvelle défaite sur ocre à Rio contre l'Allemande Dinah Pfizenmaier (6-2, 4-6, 3-6).
Elle dispute le Premier Mandatory d'Indian Wells suite à une défaite au second tour à Indianapolis et prend sa revanche sur Vania King (6-0, 3-6, 6-2) avant de subir la loi de la Russe Svetlana Kuznetsova, ancienne vainqueur de l'US Open (3-6, 3-6). Elle sort sa première performance de l'année en double en parvenant avec la Japonaise Kimiko Date, ancienne numéro quatre en simple en quarts du tournoi californien, les deux joueuses renversées de nouveau par la Russe accompagnée de l'Australienne Samantha Stosur (6-1, 3-6, 6-10). Elle confirme ses bonnes sensations à Miami, où elle prend l'avantage sur la Roumaine Monica Niculescu (6-3, 6-4) et l'Italienne Roberta Vinci, quatorzième joueuse mondiale (6-4, 2-6, 7-5), quart de finaliste du dernier US Open. Elle est renversée au troisième tour par la jeune Ukrainienne Elina Svitolina (6-4, 1-6, 4-6) qui parvient pour la première fois de sa carrière en huitièmes de finale d'un tournoi de cette catégorie.
Elle montre des difficultés sur terre, ne remportant qu'un seul match, à Oeiras contre Romina Oprandi (4-6, 6-1, 6-4), encaissant deux roues de bicyclette contre la tête de série numéro une Carla Suárez Navarro au tour suivant (0-6, 0-6). Elle est éliminée d'entrée à Charleston par l'ancienne championne Venus Williams (3-6, 6-0, 5-7), à Nuremberg contre Eugenie Bouchard qui effectue la meilleure saison de sa carrière (la Canadienne parvenant jusqu'en demi-finale à Roland cette année-là) et à Roland Garros face à la qualifiée Britannique Heather Watson (3-6, 4-6). Les résultats ne sont pas meilleurs en doubles, la Tchèque s'arrêtant au deuxième tour Porte d'Auteuil avec Kimiko Date.
La saison sur herbe commence pour elle à Birmingham, début juin. Elle renverse difficilement pour son entrée en lice la locale Naomi Broady, invitée (5-7, 6-4, 6-3) puis prend le dessus sur sa compatriote Lucie Šafářová (6-3, 3-6, 7-5). Elle remporte une nouvelle bataille en trois manches contre la Hongroise Tímea Babos (6-2, 0-6, 6-3), repêchée pour rallier les quarts de finale du tournoi britannique. Elle surprend la Belge Kirsten Flipkens, demi-finaliste à Wimbledon la saison passée (6-4, 6-2), ce qui lui permet de disputer sa première demi-finale de l'année en simple. Elle y affronte une autre surprise du tournoi, l'Australienne Casey Dellacqua (7-6, 6-1), spécialiste de double et joue sa première finale sur gazon en carrière contre la tête de série numéro une, Ana Ivanović. Elle s'incline après ce bon parcours (3-6, 2-6), laissant l'ancienne numéro une remporter son seul et unique titre sur gazon en carrière. Ce beau parcours lui permet de revenir dans le Top 50. Après une nouvelle défaite contre Carla Suárez Navarro à Bois-Le-Duc (4-6, 2-6), elle se ressaisit à Wimbledon, se montrant solide face à deux Russes, Alla Kudryavtseva (6-2, 6-2) qui joue pour la dernière fois le tournoi londonien, et contre Elena Vesnina (6-4, 6-2). Elle joue au troisième tour la Chinoise Li Na, numéro deux mondiale et titrée à l'Open d'Australie. Au terme d'un match accroché, la Tchèque provoque à la surprise des observateurs la défaite de son adversaire en gagnant les deux tie-breaks du match. Cette première victoire sur une Top 10, lui permet de disputer pour la première fois de sa carrière une deuxième semaine en Majeur. La Tchèque met également fin sans le savoir à la carrière de la Chinoise, handicapée par une blessure au genou. Le match d'après la voit confrontée à l'ancienne numéro une Caroline Wozniacki qui s'incline pour la quatrième fois de sa carrière en autant de participations à ce stade du tournoi (6-2, 7-5). Barbora voit une autre de ses compatriotes, Petra Kvitová, ancienne vainqueur mettre fin à son tournoi (1-6, 5-7) en quarts de finale, remportant quelques jours plus tard son deuxième sacre à Wimbledon.

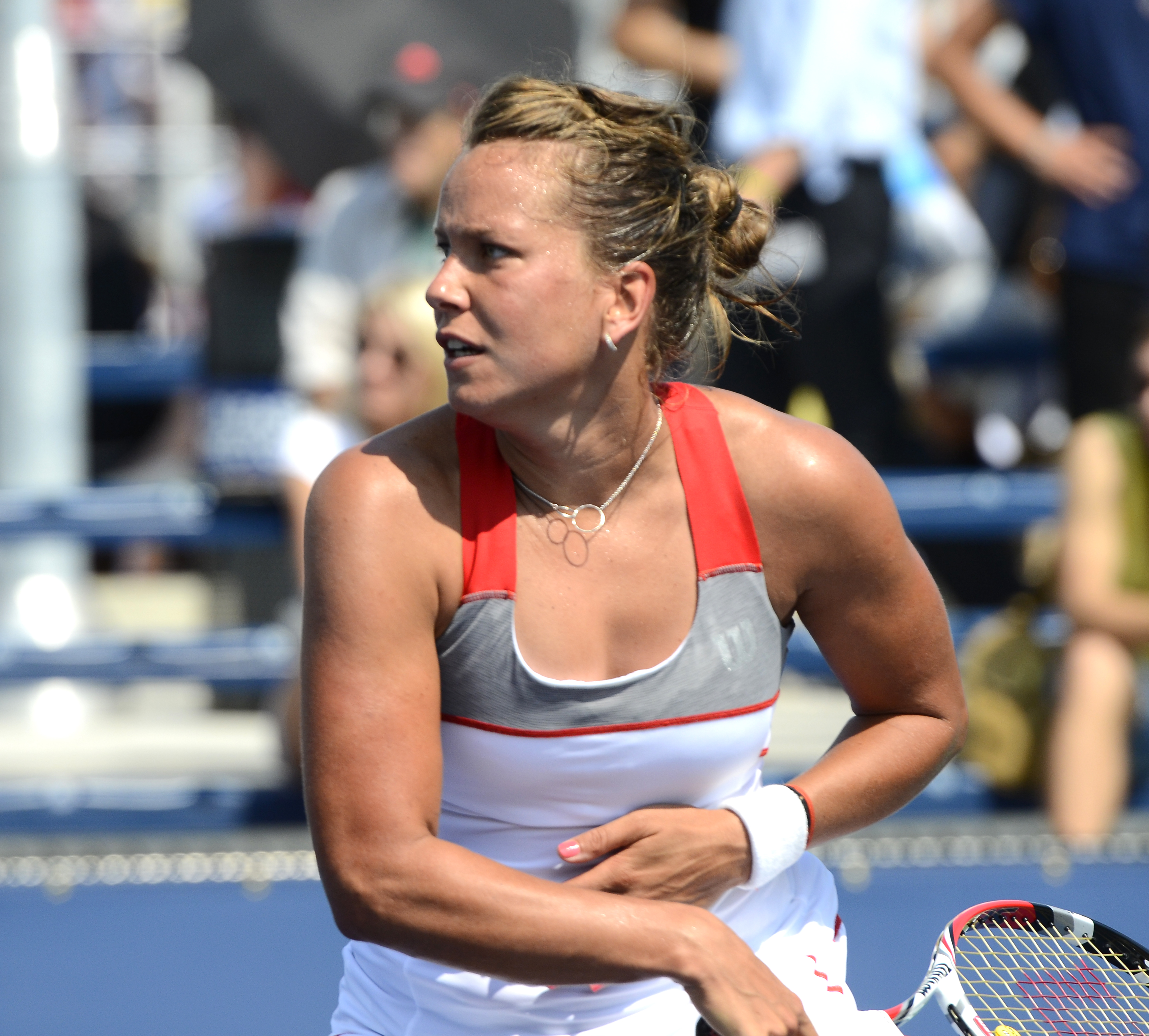
Lors de sa victoire contre Ashleigh Barty à l'US Open 2014.

Jouissant d'une nouvelle stature, la Tchèque montre des résultats corrects sur le dur américain, d'abord à Montréal où elle est sortie au deuxième tour par la numéro cinq Agnieszka Radwańska, demi-finaliste en début de saison à l'Open d'Australie (4-6, 4-6) après avoir de nouveau écarté Roberta Vinci (7-5, 7-5). Pour sa première collaboration avec la Néerlandaise Michaëlla Krajicek, elle rejoint les quarts en double, les deux joueuses étant sorties par le duo Taïwanais Chan-Chan (3-6, 3-6). La Tchèque voit l'Allemande Mona Barthel s'effondrer à Cincinnati (7-5, 6-0) puis voit la locale Sloane Stephens l'emporter à son tour (5-7, 1-6). Elle joue un nouveau quart de finale à New Haven, mi-août, battant difficilement la très jeune Suissesse Belinda Bencic (6-4, 5-7, 6-3) et la Française Caroline Garcia (7-5, 6-2) avant de voir son parcours de nouveau barré par Petra Kvitová (4-6, 1-6). Elle joue pour la première fois le troisième tour de l'US Open la semaine suivante, sortant la jeune qualifiée Ashleigh Barty (6-1, 6-3) et Monica Niculescu (4-6, 6-4, 6-2), ne s'inclinant que face à Eugenie Bouchard, récente autrice de sa seule finale à Wimbledon (2-6, 7-6, 4-6). Elle joue le tournoi en double avec Kimiko Date. Les deux joueuses parviennent à faire déjouer la paire Américaine Anna Tatishvili-Irina Hartman (7-5, 4-6, 6-3) puis prennent leur revanche sur le duo Chan-Chan (6-3, 6-2). Elles sortent deux autres joueuses Asiatiques, Hsieh Su-wei et Peng Shuai (7-6, 6-4) pour permettre à la Tchèque de jouer son troisième quart de finale en double en Majeur. Elle sortent vainqueurs de la paire Andrea Hlaváčková-Zheng Jie (6-3, 4-6, 6-3), cette victoire leur donnant accès pour la première fois aux demi-finale d'un Majeur. Confrontées aux Russes Ekaterina Makarova et Elena Vesnina, finalistes en début d'année à l'Open d'Australie (5-7, 3-6).
En Asie, elle s'incline de nouveau contre Elina Svitolina à Tokyo (4-6, 1-6) mais parvient au troisième tour à la première édition du tournoi de Wuhan, écartant en deux tie-breaks Daniela Hantuchová, ancienne numéro cinq mondiale, puis la jeune Américaine Madison Keys (3-6, 6-2, 6-2) avant de subir une défaite écrasante contre la numéro huit, Angelique Kerber (1-6, 1-6). Un tirage difficile l'attend pour le dernier tournoi asiatique de l'année qu'elle dispute, jouant la numéro deux Simona Halep, auteur de sa première finale en Majeur à Roland Garros quelques mois plus tôt et s'inclinant logiquement (1-6, 4-6) à Pékin.
Après une défaite à Linz contre Stefanie Vögele (6-7, 5-7) d'entrée, elle remontre de beaux résultats pour son dernier tournoi de l'année à Luxembourg. Tête de série numéro quatre, elle n'affronte que des joueuses moins bien classées qu'elle et ne lâche aucun set contre Silvia Soler Espinosa (6-4, 6-3), Alison Van Uytvanck (6-4, 7-6), la qualifiée Johanna Larsson (6-0, 6-2) et l'Allemande Mona Barthel (6-3, 6-2) pour disputer sa deuxième finale de l'année, la première sur dur en carrière. Elle joue une autre Allemande, Annika Beck, finaliste l'année passée qui brise les rêves de titre de la Tchèque (2-6, 1-6), remportant à l'occasion son premier titre en carrière.

### 2015. Aucune finale mais victoire en Fed Cup et 1/2 à l'Open d'Australie en double
La Tchèque commence la saison dans le Top 30 et assume son classement à Auckland, écartant en trois sets la Sud-Africaine Chanelle Scheepers (6-1, 3-6, 6-2), la locale Marina Erakovic (6-0, 2-6, 6-4) et l'Américaine Coco Vandeweghe plus facilement (6-4, 7-5). Pour sa première demi-finale de l'année, elle montre de belles dispositions contre la Danoise Caroline Wozniacki, huitième mondiale et récente finaliste à l'US Open mais voit le cours du match renversé par son adversaire (6-4, 3-6, 4-6). Elle confirme à Sydney en prenant sa revanche à Sydney, sur abandon (6-4, 1-1 ab.), battant pour la première fois une Top 10 sur dur. Elle sort ensuite la locale Samantha Stosur (7-6, 6-2), ancienne vainqueur de l'US Open avant de butter sur une autre surprise, la qualifiée Bulgare Tsvetana Pironkova qui remporte quelques jours plus tard son unique titre en carrière (4-6, 1-6). Sérieuse à l'Open d'Australie, elle est solide contre la Hongroise Tímea Babos (6-4, 6-4) et l'invitée Taïwanaise Chang Kai-chen qui vient de remporter son dernier match en Majeur (6-1, 7-5). Confrontée à la double tenante du titre Victoria Azarenka, qui l'avait éliminé du tournoi l'année passée, la Tchèque perd le match (4-6, 4-6), s'arrêtant ainsi au troisième tour. En doubles, faisant équipe depuis la fin de saison dernière avec la Néerlandaise Michaëlla Krajicek, elles éliminent très difficilement la paire Marina Erakovic-Mónica Puig (6-7, 7-6, 6-3) puis les locales Jarmila Wolfe-Ajla Tomljanović (7-5, 6-3). Elles sortent Gabriela Dabrowski et Alicja Rosolska (6-2, 3-6, 6-4) puis pour leur premier quart de finale dans le Majeur australien, renversent les Américaines Raquel Atawo et Abigail Spears (3-6, 6-3, 7-6). Cette deuxième demi-finale pour les deux joueuses sera la dernière en Majeur pour sa coéquipière. Confrontée à Latisha Chan et Zheng Jie, la Chinoise jouant sa dernière saison sur le circuit, elles s'arrêtent une nouvelle fois aux portes de la finale (3-6, 2-6).

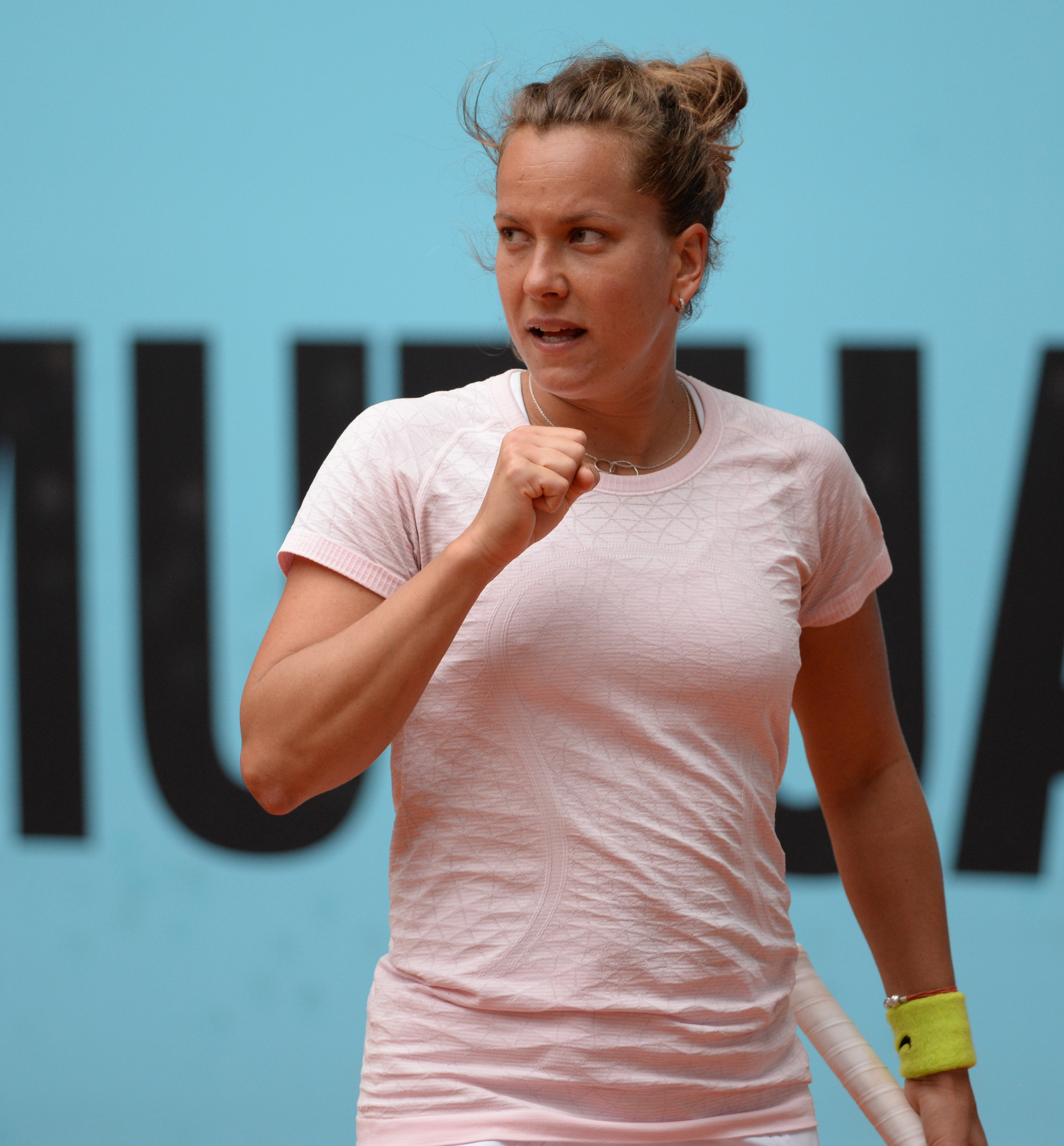
Strycova à Madrid en 2015.

Barbora dispute sa deuxième et dernière demi-finale de la saison à Anvers, ne lâchant aucune manche contre l'invitée Yanina Wickmayer (6-2, 6-2), la Française Alizé Cornet (6-4, 6-2) et Mona Barthel (6-2, 6-2), sortie dans un duel serré par une autre Allemande, Andrea Petkovic en deux jeux décisifs. Sur la tournée arabe, elle s'arrête à Dubaï et Doha au deuxième tour, sortie respectivement par Karolína Plíšková (4-6, 2-6) et de justesse par l'ancienne championne Venus Williams (5-7, 6-3, 6-7). Elle s'immisce de manière éclair dans le Top 20 à la fin du tournoi qatari. Ses deux derniers tournois sur dur aboutissent à deux défaites au premier tour, à Indian Wells contre la Russe Anastasia Pavlyuchenkova (3-6, 3-6) et Miami contre la Française Kristina Mladenovic (5-7, 2-6).
Après une défaite à Stuttgart face à la jeune Garbiñe Muguruza, quart de finaliste à Roland Garros l'année passée (1-6, 4-6), elle brise sa mauvaise série dans son pays natal, à Prague, dominant Madison Brengle qui joue sa première saison pleine (7-6, 6-3) et Elena Vesnina (6-3, 6-3), sortie en quarts de finale par sa jeune compatriote spécialiste de double Kateřina Siniaková (4-6, 2-6).
Elle vainc sa première Top 10 sur ocre, la Canadienne Eugenie Bouchard, sixième mondiale et demi-finaliste Porte d'Auteuil la saison passée après un départ tonitruant (6-0, 3-6, 6-3). Elle fait une deuxième victime, l'Américaine Varvara Lepchenko (6-4, 6-2) mais est stoppée par la terrienne Irina-Camelia Begu (4-6, 4-6). Sa fin de saison sur terre est décevante, avec deux matchs perdus au premier tour à Rome, contre la qualifiée Américaine Christina McHale (6-7, 1-6), qui ira jusqu'en quart de finale et à Roland Garros de nouveau battu par Tsvetana Pironkova (6-7, 2-6), échouant à remporter un match lors du Grand Chelem parisien pour la septième année de suite. Elle réussit néanmoins un bon parcours en doubles après des résultats maussades depuis l'Open d'Australie, toujours accompagnée de Michaëlla Krajicek. Le duo profitent de l'effondrement des Françaises Julie Coin et Pauline Parmentier (7-6, 6-0) ainsi que de la paire Kimiko Date-Francesca Schiavone (7-6, 6-1). Les deux joueuses sortent en huitièmes de finale les championnes Daniela Hantuchová et Samantha Stosur (6-4, 3-6, 6-2) pour disputer leur premier quart de finale ici. Elles s'inclinent à ce stade, éliminées par Casey Dellacqua et Yaroslava Shvedova (3-6, 5-7).
Elle gagne quelques matchs sur gazon à Birmingham contre Monica Niculescu (6-2, 3-6, 6-2) et sa compatriote spécialiste de double elle aussi, Lucie Hradecká (6-3, 6-4), puis perd encore contre Kristina Mladenovic (6-7, 2-6). Après avoir sorti Irina-Camelia Begu (6-4, 6-2) à Eastbourne, elle est défaite de justesse par Sara Errani (2-6, 7-6, 6-7), manquant deux balles de match, puis essuie une défaite au premier tour de Wimbledon contre Sloane Stephens, ancienne quart de finaliste (4-6, 2-6). Elle joue son dernier tournoi européen de la saison à Bastad, sur ocre, parvenant jusqu'en quarts de finale où elle est sortie par la locale Johanna Larsson (2-6, 3-6) qui remporte la même semaine son premier tournoi en carrière.

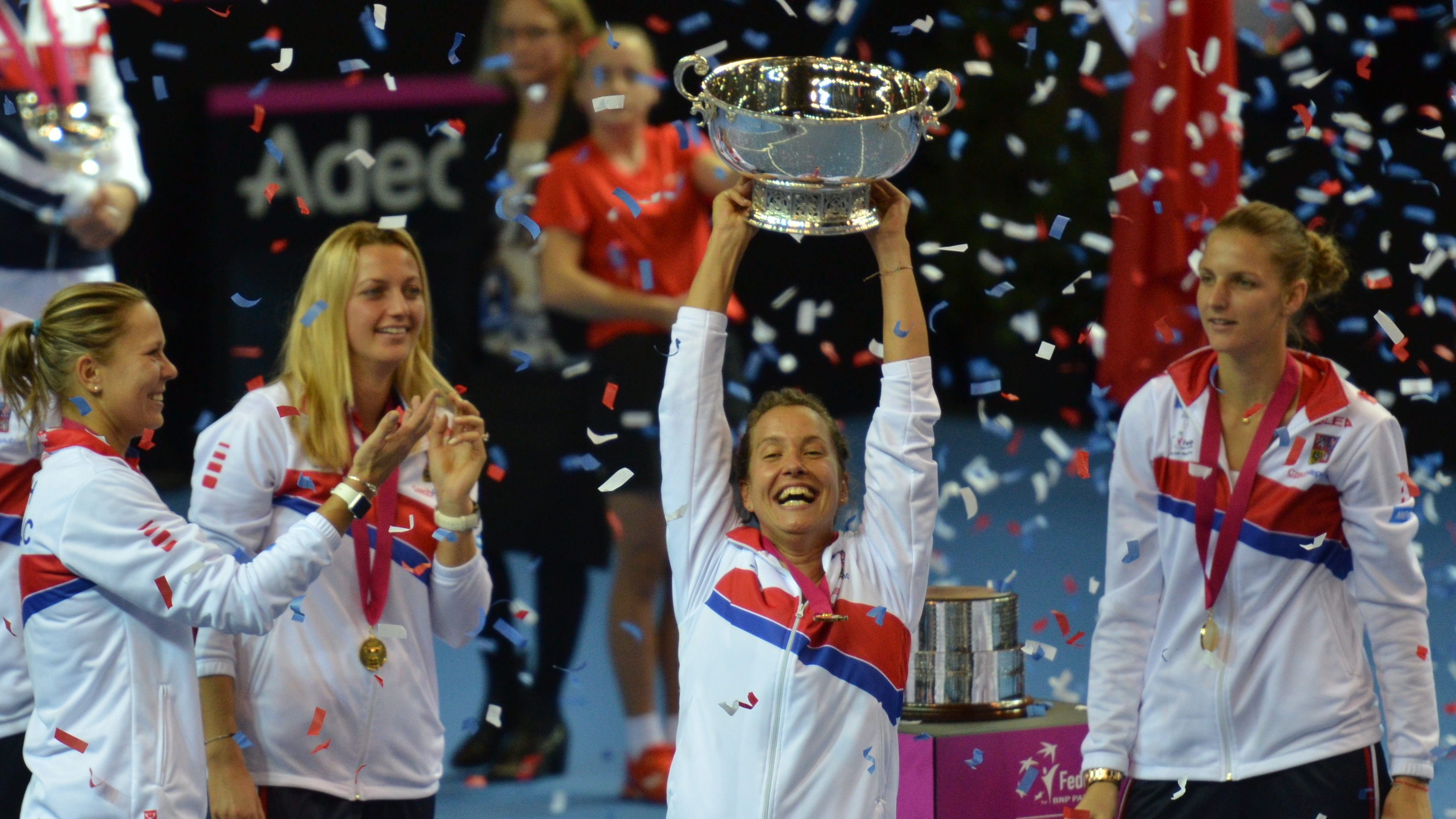
Strycova, victorieuse de sa deuxième Fed Cup en 2016 avec Hradecka, Kvitova et Pliskova.

Sa tournée américaine est plutôt décevante, elle s'incline au deuxième tour à Toronto et New Haven ainsi qu'au premier tour à Cincinnati renversée par Varvara Lepchenko (6-2, 5-7, 6-7) en ratant quatre balles de match et en ayant mené cinq jeux à un dans le troisième set. Elle parvient néanmoins jusqu'au troisième tour à l'US Open, dominant la quatorzième joueuse mondiale, Timea Bacsinszky, demi-finaliste à Roland Garros (7-5, 6-0) ainsi que la Chinoise Wang Qiang (6-2, 4-6, 7-5) avant de subir la loi de Sabine Lisicki (4-6, 6-4, 5-7) comme à Toronto, en ayant de nouveau mené 5 jeux à 1 dans la dernière manche, l'Allemande remportant à cette occasion son dernier match à Flushing Meadows. Après une défaite logique au deuxième tour à Tokyo face à l'Espagnol Garbiñe Muguruza, auteur de sa première finale en Majeur à Wimbledon et huitième mondiale (3-6, 4-6), elle gagne un match à Wuhan contre Tímea Babos (7-6, 6-2). Confrontée au second tour à la championne et numéro trois mondiale Maria Sharapova, qui a disputé en début d'année sa dernière finale en Grand Chelem à l'Open d'Australie, elle crée la surprise et profite de l'abandon de la Russe (6-7, 7-6, 1-2 ab.) pour se hisser en huitièmes mais ne confirme pas, sortie après un nouveau gros duel par Coco Vandeweghe, quart de finaliste à Wimbledon (6-3, 2-6, 6-7).
Elle termine la saison par des éliminations au premier tour à Pékin, au deuxième tour à Linz et en quarts de finale à Luxembourg,. En doubles, elle atteint le troisième tour à Wimbledon et l'US Open avec Michaëlla Krajicek mais rompt sa collaboration avec la Néerlandaise après le Majeur étasunien, n'obtenant pas de résultats probants.

### 2016. Meilleure saison en simple avec 2 finales, 3 titres dont Cincinnati et médaille de bronze aux Jeux Olympiques en double
Elle commence sa saison 2016 par une victoire à Auckland sur la qualifiée Kiki Bertens (6-2, 6-4), demi-finaliste à Roland Garros cette année-là mais s'incline au tour suivant contre l'Allemande Julia Görges (4-6, 6-7). Elle joue pour la troisième fois de sa carrière et la première fois depuis neuf ans la finale du tournoi en compagnie de la Monténégrine Danka Kovinić mais les deux joueuses perdent le titre contre la paire Belge Elise Mertens-An-Sophie Mestach (6-2, 3-6, 5-10). Après une nouvelle défaite à Hobart contre Johanna Larsson (2-6, 4-6), elle part à Melbourne disputer l'Open d'Australie. Vainqueur de la Française Caroline Garcia (6-2, 6-4), elle sort la spécialiste de double Vania King (7-6, 6-4) pour atteindre le troisième tour une nouvelle fois. Confrontée à la numéro trois Garbiñe Muguruza, elle crée la surprise en éliminant l'Espagnole, qui sera quelques mois plus tard titrée pour la première fois en Majeur à Roland Garros (6-3, 6-2). Cette victoire, synonyme de qualifications en deuxième semaine pour la première fois ici pour la Tchèque est suivie par une défaite contre Victoria Azarenka (2-6, 4-6) qui met fin pour la troisième année de suite au parcours de Barbora ici. La Tchèque affronte la Biélorusse pour la dernière fois de sa carrière à cette occasion, ayant essuyé cinq défaites en autant de rencontres sans jamais remporter un seul set.
Après une contre-performance à Moscou contre la 177e mondiale Kateryna Baindl (3-6, 4-6), elle joue le tournoi de Dubaï, et sort la qualifiée Tsvetana Pironkova (6-4, 6-3), prend sa revanche sur Julia Görges (2-6, 6-3, 6-1) et élimine en quarts l'ancienne numéro une Ana Ivanović qui joue sa dernière saison sur le circuit (7-6, 6-3). Elle retrouve Caroline Garcia et comme à l'Open d'Australie bat la Française (6-2, 3-6, 6-3) pour jouer sa première finale de la saison, la seule de sa carrière en Asie. Elle subit une défaite très sèche face à l'Italienne Sara Errani qui remporte son neuvième et dernier titre en carrière (6-0, 6-2) à cette occasion. Elle franchit ensuite en février un tour à Doha contre Kristina Mladenovic (6-3, 6-4), s'inclinant au tour suivant contre sa compatriote Petra Kvitová, neuvième joueuse mondiale (6-7, 4-6).
Elle continue d'afficher ses progrès durant la première tournée américaine, à Indian Wells, où elle se défait de la Biélorusse Aliaksandra Sasnovich (6-1, 6-3) qui joue son premier tournoi dans cette catégorie puis renverse Andrea Petkovic, demi-finaliste à Doha (5-7, 6-4, 7-5) ainsi que la qualifiée Japonaise Kurumi Nara (3-6, 6-1, 6-2). Elle abandonne pour son premier huitième de finale dans un tournoi de cette catégorie contre la numéro cinq, Simona Halep, tenante du titre (3-6, 0-1 ab.). Si son parcours est moins resplendissant à Miami, où elle est écrasée par la numéro trois Angelique Kerber, autrice de sa meilleure saison sur le circuit en carrière (1-6, 1-6), cette année-là, elle performe en doubles avec la Russe Ekaterina Makarova, multi finaliste de Grand Chelem, en parvenant jusqu'en quart du tournoi floridien, les deux joueuses étant défaites par la paire Chinoise Xu Yifan-Zheng Saisai, demi-finalistes à l'Open d'Australie (2-6, 2-6). Elle est appelée en Fed Cup contre la Suisse et sort très facilement Timea Bacsinszky, demi-finaliste l'année passée à Roland Garros (6-0, 6-2). Sa défaite renversante contre Viktorija Golubic n'a pas de conséquence pour la Tchéquie (6-3, 6-7, 1-6).
Elle commence la saison sur terre, chez elle, à Prague, dominant deux joueuses hors du Top 100, avant de plier de justesse contre Samantha Stosur, demi-finaliste Porte d'Auteuil quelques semaines plus tard (3-6, 7-6, 6-7). Ayant héritée d'Angelique Kerber, vainqueur de l'Open d'Australie en début de saison, à Madrid, elle réussit l'exploit d'éliminer l'Allemande (6-4, 6-2), peu à l'aise sur terre. Cette victoire n'est pas confirmée, la Tchèque subissant les foudres de Madison Keys (3-6, 3-6) qui fera cette année son entrée dans le Top 10 pour la première fois de sa carrière. Elle profite d'un tableau clément à Rome pour se hisser jusqu'en quart de finale, son premier et unique dans la capitale italienne, écartant la locale Karin Knapp (6-2, 6-2), la Britannique Heather Watson (6-4, 6-2) et ne cédant qu'un petit jeu contre Eugenie Bouchard (6-1, 6-0), toutes les trois jouant pour la dernière fois de leur carrière le tournoi romain. Elle retombe contre Madison Keys qui joue quelques jours plus tard sa première finale en Premier 5 (4-6, 6-4, 3-6). Vainqueur de son premier match à Roland Garros depuis douze ans contre sa compatriote Lucie Hradecká (6-4, 7-5) qui joue à cette occasion son dernier match en simple en Grand Chelem, elle aligne une deuxième victoire de suite face à la Slovène Polona Hercog (6-4, 6-4) et prend pour la première fois de sa carrière une manche à la numéro deux, Agnieszka Radwańska (2-6, 7-6, 2-6), sa bête noire, au troisième tour.

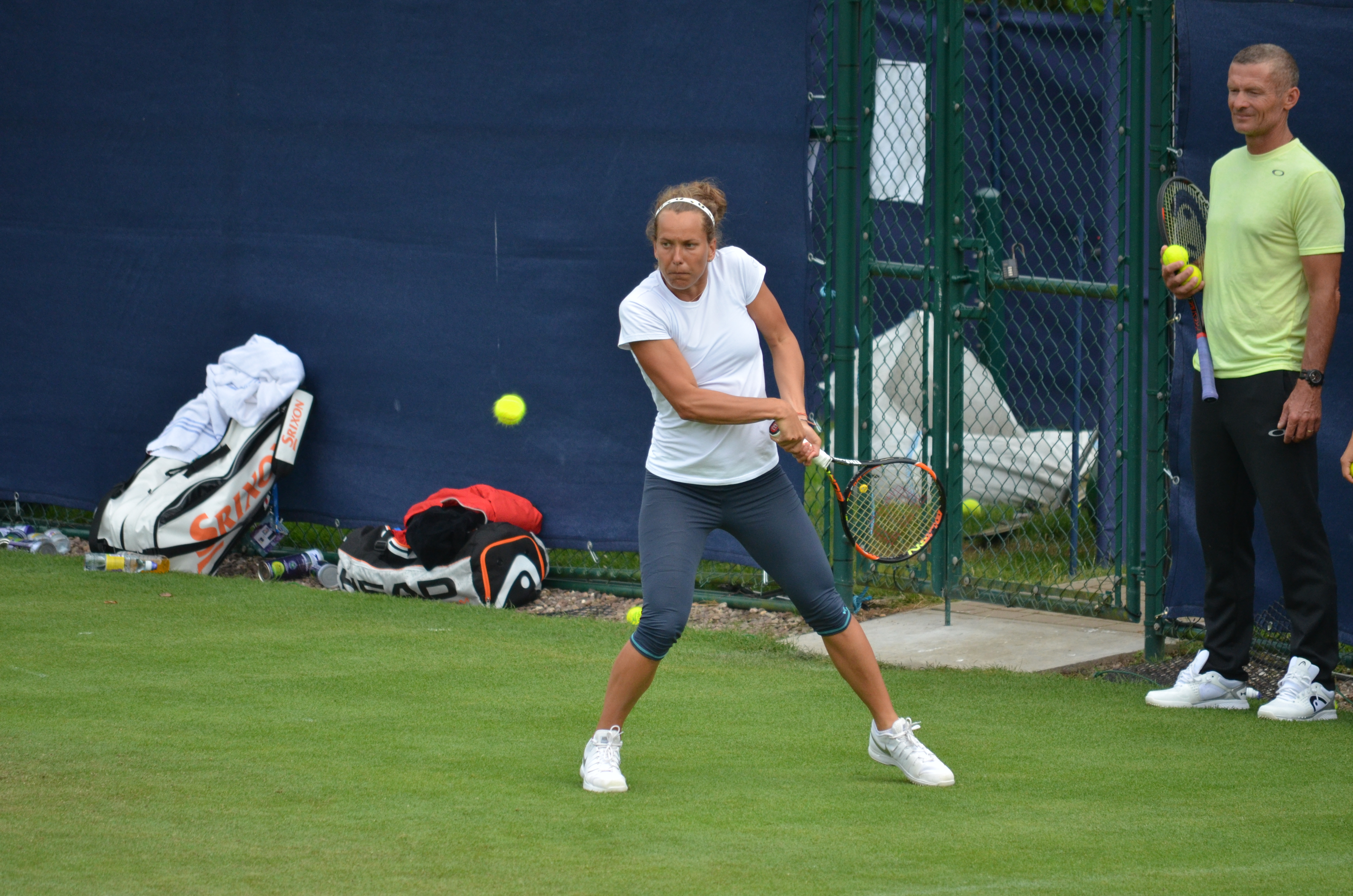
Barbora Strycova à l'entraînement sur les courts de Birmingham.

Elle continue sur sa lancée à Birmingham, où elle sort sa partenaire de double Karolína Plíšková (6-4, 7-6) qui jouera la finale de l'US Open en fin d'année. Elle bat pour la deuxième fois Heather Watson (7-5, 6-4) et pour la troisième fois de la saison Tsvetana Pironkova (6-2, 7-5). Malgré un début de match compliqué, elle renverse la situation face à l'Américaine Coco Vandeweghe (2-6, 6-4, 6-3) pour jouer pour la deuxième fois de sa carrière la finale à Birmingham. Malheureusement pour elle, Madison Keys met fin une nouvelle fois à son parcours (3-6, 4-6), remportant son deuxième titre en carrière. Elle parvient avec sa compatriote Tchèque jusqu'en finale, les deux joueuses se débarrassant de Vania King et Alla Kudryavtseva (6-3, 7-6), l'Américaine jouant sa dernière finale en carrière. Tête de série à Wimbledon, elle renverse la jeune Estonienne Anett Kontaveit (4-6, 6-4, 6-4) ainsi que la Russe Ievguenia Rodina (6-4, 6-0), s'inclinant au troisième tour contre Ekaterina Makarova, ancienne Top 10 (4-6, 2-6).
Après une défaite contre Venus Williams à Montréal (3-6, 0-6), récente demi-finaliste au Temple et sixième mondiale, elle se rend à Rio pour disputer les Jeux Olympiques. Son parcours s'arrête au deuxième tour en simple, écartée par Sara Errani (2-6, 2-6) mais continue en double avec Lucie Šafářová qui remportera en fin de saison l'US Open. Les Tchèques affrontent les sœurs Williams au premier tour (6-3, 6-4) puis sortent après avoir été menée la paire Canadienne Eugenie Bouchard-Gabriela Dabrowski (6-7, 6-2, 6-4) ainsi que les Italiennes Sara Errani-Roberta Vinci (4-6, 6-4, 6-4). Toutes ces victoires leur permettent d'accéder aux demi-finale. Contre les Russes Ekaterina Makarova et Elena Vesnina, finalistes à Roland Garros, elles perdent leur rêve de médaille d'or (6-7, 4-6). Néanmoins, elles parviennent à s'octroyer une médaille de bronze grâce à une victoire sur deux autres Tchèques, Andrea Hlaváčková et Lucie Hradecká, finalistes à l'Open d'Australie en début d'année (7-5, 6-1).
Sa fin de saison en simple est passable, la Tchèque écartant une nouvelle fois Eugenie Bouchard, obligée de passer par les qualifications (6-4, 6-0) et l'Australienne Samantha Stosur ancienne numéro quatre (7-6, 6-3) et seizième mondiale à Cincinnati. Défaite logiquement par l'Allemande Angelique Kerber, désormais numéro deux (6-7, 4-6) et finaliste à Wimbledon, elle déçoit à l'US Open en perdant dès son premier match contre Monica Niculescu (3-6, 7-6, 1-6). Une nouvelle défaite au deuxième tour à Tokyo contre la quatrième au classement WTA, Agnieszka Radwańska (3-6, 6-3, 5-7) est suivie d'un bon parcours à Wuhan où elle se défait enfin de Sara Errani (6-1, 3-6, 6-1) et remportent de nouvelles batailles en trois sets contre la Japonaise Misaki Doi (5-7, 6-0, 6-2) et la Serbe Jelena Janković, ancienne numéro une (1-6, 6-4, 7-5). Son quart de finale contre la Slovaque Dominika Cibulková, douzième, est conclut par une défaite (6-3, 3-6, 4-6). Elle termine la saison en ralliant le deuxième tour à Pékin, sortie pour la quatrième fois de l'année par Angelique Kerber, nouvelle numéro une et vainqueur de l'US Open (3-6, 6-7), et à Zhuhai, encore battue par Petra Kvitová (1-6, 4-6), mais surtout par une victoire importante en Fed Cup contre la Française Alizé Cornet (6-2, 7-6), fêtant son nouveau statut de Top 20.
C'est en double qu'elle impressionne, faisant équipe avec l'Indienne Sania Mirza, vainqueur avec la Suissesse Martina Hingis de l'Open d'Australie en début de saison. Les deux joueuses pour leur premier tournoi en carrière à Cincinnati, ne perdent aucun set, éliminant coups sur coup les locales Christina McHale et Maria Sanchez (6-4, 6-4), Tímea Babos et Yaroslava Shvedova (7-6, 6-1), les Taïwanaises Chan-Chan (6-2, 7-5) ainsi que Martina Hingis et Coco Vandeweghe (7-5, 6-4). La Tchèque remporte alors son unique titre à Cincinnati, et le premier dans cette catégorie depuis six saisons. La paire indo-tchèque continue de performer à Tokyo, sortant dans un âpre duel les locales Misaki Doi et Kurumi Nara (6-7, 7-5, 10-8), les Asiatiques Miyu Kato et Xu Yifan (6-2, 6-2) ainsi que Gabriela Dabrowski et María José Martínez Sánchez (4-6, 6-3, 10-5). Contre la paire chinoise formée de Liang Chen et Yang Zhaoxuan, elles remportent un nouveau titre (6-1, 6-1). Outsiders à l'US Open, elles commencent solidement le tournoi, en sortant Jada Myii Hart et Ena Shibahara (6-3, 6-2), Viktorija Golubic et Nicole Melichar (6-2, 7-6) ainsi que Nicole Gibbs et Nao Hibino (7-5, 7-5) mais sont surprises en quarts par les deux Françaises Kristina Mladenovic et Caroline Garcia (6-7, 1-6).
A Wuhan, elles sortent de nouveau Gabriela Dabrowski et María José Martínez Sánchez (3-6, 6-3, 10-5), Tímea Babos et Yaroslava Shvedova (6-3, 7-6) et Chan-Chan (6-4, 3-6, 10-7), jouant une nouvelle finale en Premier 5, elles voient Bethanie Mattek-Sands et Lucie Šafářová mettre fin à leurs espoirs de remporter un troisième trophée en deux mois (1-6, 4-6). Elles sont barrées pour leur dernier tournoi de la saison ensemble à Pékin dès le premier tour, subissant la vengeance de Gabriela Dabrowski et María José Martínez Sánchez (6-4, 1-6, 4-10).

### 2017. 2etitre en simple, 2 finales en double dont Miami et 1/2 à l'US Open
Elle démarre la saison par deux victoires en simple à Auckland contre ses compatriotes Barbora Štefková (6-4, 6-3) et Lucie Šafářová (7-5, 3-6, 7-6), s'inclinant contre l'Américaine Lauren Davis en quarts (1-6, 6-7), future vainqueur de son premier titre en carrière le dimanche de la même semaine. A Sydney, elle élimine Ekaterina Makarova (6-3, 7-5), Roberta Vinci (6-2, 6-3) qui joue sa dernière saison complète, et l'ancienne numéro une Caroline Wozniacki (7-5, 6-7, 6-4), demi-finaliste du dernier US Open avant de subir une septième défaite en autant de matchs contre la numéro trois mondiale Agnieszka Radwańska (1-6, 2-6), autrice de sa 28e et dernière finale en carrière en Australie et bête noire de Barbora. En double, elle fait équipe durant quelques mois avec l'Indienne Sania Mirza et confirme la réussite de leur fin de saison précédente, en parvenant jusqu'en finale du tournoi, seulement sorties par Tímea Babos et Anastasia Pavlyuchenkova (4-6, 4-6). Elle parvient jusqu'en huitième de finale à l'Open d'Australie pour la deuxième année de suite, augurant son meilleur classement en carrière (16e) à l'occasion du Majeur australien en écartant facilement Elizaveta Kulichkova (6-3, 6-2) qui joue son dernier Majeur en carrière, Andrea Petkovic (6-0, 7-5) et Caroline Garcia (6-2, 7-5). Elle perd de nouveau à ce stade contre la légende Serena Williams, numéro deux mondiale et vainqueur de son dernier Grand Chelem (5-7, 4-6) à l'issue du tournoi. Le tournoi est moins heureux en double pour la Tchèque, écartée au troisième tour par les Japonaises Eri Hozumi et Miyu Kato qui iront jusqu'en demi-finale (3-6, 6-2, 2-6).

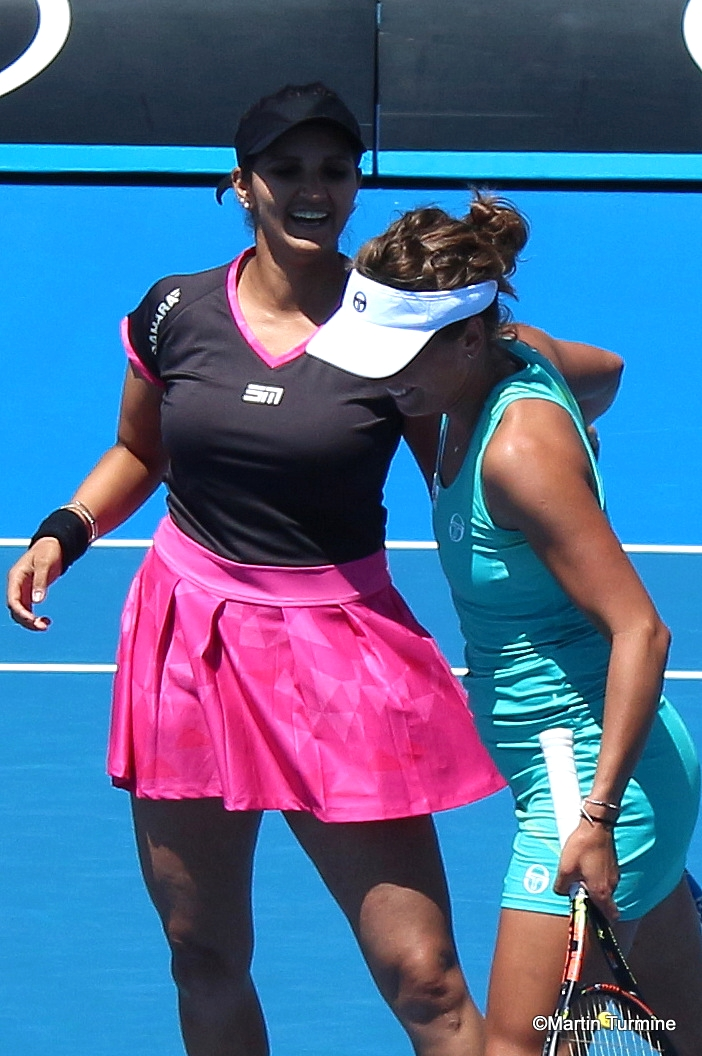
Avec Sania Mirza à l'Open d'Australie 2017.

Les semaines suivantes sont plus compliquées pour elle, Barbora se faisant sortir dès son entrée en lice à Dubaï, par l'invitée Peng Shuai (3-6, 2-6) et au second tour de Doha (contre la vétérane Samantha Stosur) et Indian Wells. Elle aligne les résultats réguliers en doubles, parvenant jusqu'en demi à Dubaï et en quarts à Californie. En simple, elle sort difficilement la Suédoise Johanna Larsson (4-6, 6-3, 7-6) et la Slovaque Jana Čepelová (6-2, 6-4), ne s'inclinant que contre la numéro trois Karolína Plíšková, finaliste du dernier US Open (1-6, 4-6). Elle dispute avec l'Indienne son unique finale à Miami en carrière, renversant Tímea Babos et Anastasia Pavlyuchenkova (1-6, 6-1, 10-4) et Latisha Chan et Martina Hingis (6-7, 6-1, 10-4) et écartant Vania King et Yaroslava Shvedova (6-4, 6-1). Elles perdent leur deuxième finale de la saison contre Gabriela Dabrowski et Xu Yifan (4-6, 3-6).
Elle profite de l'abandon de l'Allemande Julia Görges pour se hisser en demi-finale du tournoi de Bienne, en Suisse. Elle y est battue par sa jeune compatriote Markéta Vondroušová (6-7, 2-6), qui remporte son premier titre en carrière le lendemain. Le début de sa saison sur terre est encourageant avec une victoire sur Jennifer Brady à Stuttgart (6-2, 6-2), écartée au deuxième tour par la spécialiste de la surface Simona Halep, numéro cinq mondiale (2-6, 3-6) et finaliste pour la deuxième fois à Roland Garros quelques mois plus tard. Profitant d'un tableau ouvert à Prague, elle se débarrasse encore de Julia Görges (6-4, 6-0), et des Tchèques spécialistes de double comme elle, Lucie Hradecká (6-3, 7-5) et Kateřina Siniaková (6-3, 5-7, 6-3). Elle manque une nouvelle fois d'accéder en finale d'un tournoi, alors qu'elle est favorite contre Mona Barthel, qualifiée Allemande (6-3, 2-6, 3-6) et mène un set à zéro.
Elle échoue à chaque fois au deuxième tour par la suite, à Madrid, Rome (battue par Timea Bacsinszky, demi-finaliste de Roland Garros cette saison) et Porte d'Auteuil contre la locale Alizé Cornet (4-6, 1-6). Le même sort l'attend à Birmingham, où elle perd face à l'Australienne Ashleigh Barty qui revient sur le circuit (3-6, 6-3, 1-6) et jouera quelques jours plus tard sa première finale sur gazon en carrière. Elle enchaîne pour la première fois depuis près de deux mois deux victoires de suite à Eastbourne, contre Eugenie Bouchard (6-3, 3-6, 6-2), ancienne cinquième mondiale et Garbiñe Muguruza (6-1, 6-0) qui remporte cette saison son deuxième et dernier Majeur à Wimbledon. Un tableau ouvert lui permet de sa présenter en quarts, à a faveur d'une victoire sur la repêchée Lauren Davis (7-5, 6-2) mais elle s'incline contre l'invitée Heather Watson (1-6, 6-1, 4-6). A Wimbledon, elle remporte un match contre la Paraguyenne Verónica Cepede Royg (6-3, 6-3) mais perd au tour suivant contre une jeune Japonaise, Naomi Osaka qui joue pour la première fois le tournoi (1-6, 6-0, 4-6).

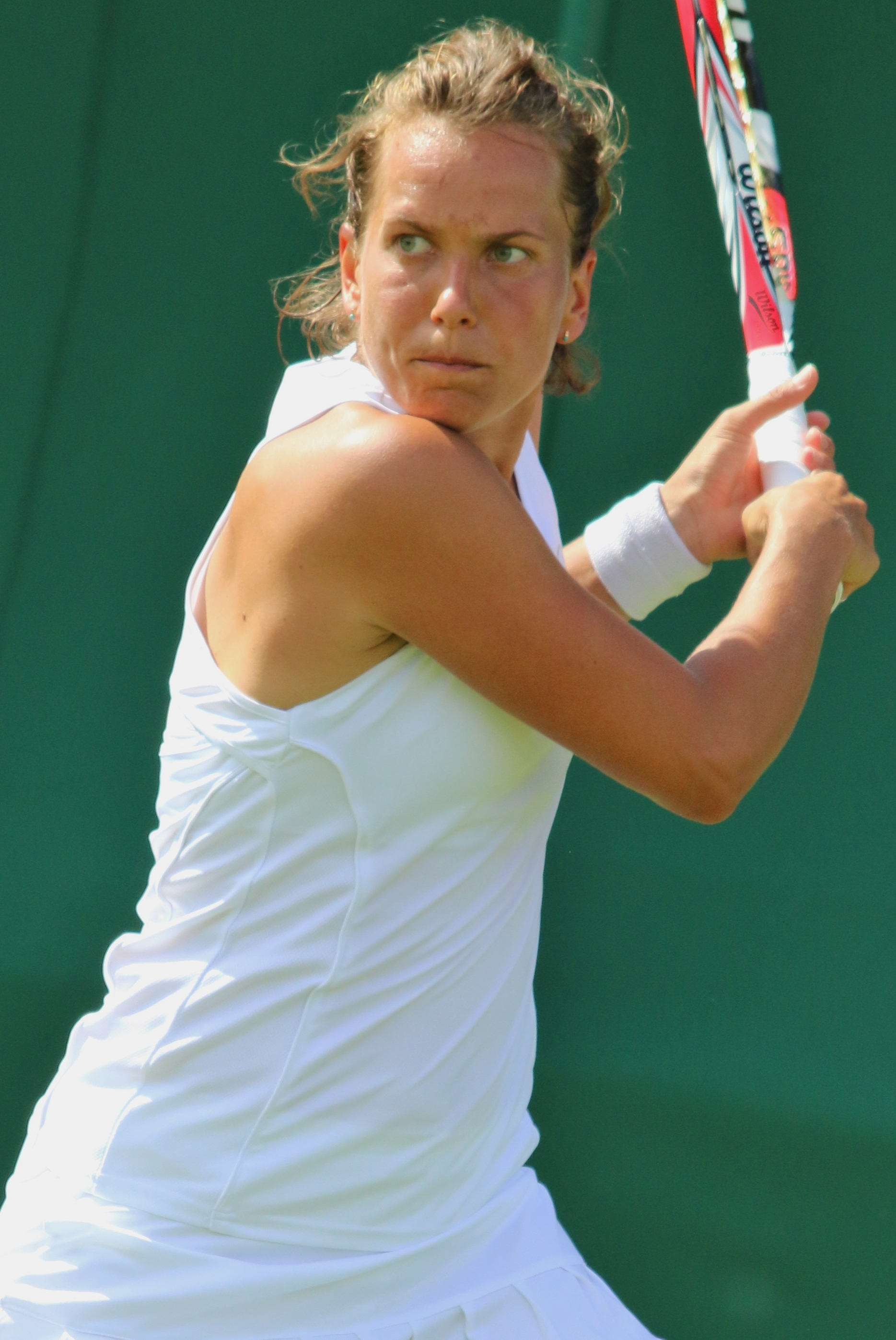
Barbora Strycova à Wimbledon.

Elle ne cède que cinq jeux contre Kristina Mladenovic, treizième joueuse mondiale à l'Open du Canada (6-2, 6-3) et s'impose difficilement contre l'Australienne Daria Gavrilova (4-6, 7-6, 6-3), passant à deux points de la défaite dans le deuxième set avant de s'incliner sèchement pour son deuxième duel de la saison contre la numéro deux mondiale, Simona Halep (1-6, 0-6), future vainqueur du tournoi. En simple, elle est défaite dès son entrée à Cincinnati par Ekaterina Makarova (4-6, 1-6) et à New Haven contre une autre Russe, la jeune Daria Kasatkina (5-7, 3-6). Elle casse sa mauvaise série à l'US Open, remportant son premier tour contre la Japonaise Misaki Doi (6-1, 6-3) mais ne remportant que deux jeux au tour suivant contre la très jeune locale Jennifer Brady (1-6, 1-6) qui joue sa première saison complète sur le circuit WTA. En doubles, elle aligne les bonnes performances avec sa compatriote Lucie Šafářová, parvenant jusqu'en demi-finale sur les trois tournois, seulement battue à l'US Open par ses compatriotes Lucie Hradecká et Kateřina Siniaková qui rejoignent ensemble respectivement, leur dernière et première finale en Majeur.
La tournée asiatique lui permet de se relancer, elle sort Magdaléna Rybáriková (7-6, 6-2) et sa première Top 10 de la saison, la Britannique Johanna Konta, septième (7-5, 7-6) à Tokyo, ne s'inclinant qu'en quarts, renversée par Anastasia Pavlyuchenkova (7-5, 3-6, 1-6). Elle bat la jeune Tunisienne Ons Jabeur (6-1, 6-3) à Wuhan mais perd après avoir de nouveau mené le match contre la toute jeune Lettone Jeļena Ostapenko, vainqueur de Roland Garros (6-2, 5-7, 3-6). Elle profite de l'abandon de la numéro une, Garbiñe Muguruza (6-1, 2-0 ab.) pour continuer sa route à Pékin et se montre solide contre son ancienne coéquipière de double Julia Görges (6-4, 6-2) et Daria Saville (6-0, 6-4) avant de plier face à l'ancienne numéro deux Petra Kvitová (3-6, 4-6). En double, associée à Kateřina Siniaková, elle parvient jusqu'en quarts de finale. Elle remporte son second titre sur le circuit professionnel WTA lors du tournoi de Linz le 15 octobre 2017 en battant en finale Magdaléna Rybáriková (6-4, 6-1), demi-finaliste à Wimbledon cette année-là. Elle avait éliminé au cours du tournoi autrichien l'Américaine Madison Brengle (7-5, 6-3), renversé Jana Fett (2-6, 6-3, 6-3), perdant son seul set du tournoi, et battu l'Allemande Tatjana Maria (6-1, 6-3) et la qualifiée Mihaela Buzărnescu (6-3, 7-6). Elle termine sa saison par un deuxième tour à Zhuhai.

### 2018. En double, 3 titres dont Indian Wells et Pékin, finales à Rome et Wuhan, 1/2 à Roland Garros et entrée dans le Top 10
Elle ne brille pas particulièrement en simple sur la saison mais montre de beaux progrès en double. Elle démarre en simple par deux quarts de finale à Auckland éliminée par la Taïwanaise Hsieh Su-wei contre qui elle s'effondre (6-0, 2-6, 2-6) et Sydney (par Ashleigh Barty, pas encore Top 10). Elle atteint pour la troisième année consécutive la deuxième semaine, profitant d'un tableau ouvert en battant deux Américaines classées hors du Top 100, Kristie Ahn (6-1, 7-5) et Bernarda Pera (6-2, 6-2) qui dispute son premier Majeur, sa dernière victoire en carrière dans le Grand Chelem australien ainsi que l'Espagnole Lara Arruabarrena (6-3, 6-4). Elle continue de s'associer avec Lucie Šafářová et les deux joueuses sortant facilement Anna Smith et Naomi Broady (6-2, 6-1) ainsi que Raluca Olaru et Olga Savchuk (6-2, 6-2). Elles renversent en huitièmes Sorana Cîrstea et Beatriz Haddad Maia (2-6, 6-0, 6-4) mais doivent s'incliner en quarts contre Hsieh-Shuai (1-6, 4-6).
Elle s''offre une victoire à Doha contre la Serbe Aleksandra Krunić (6-4, 6-4) mais s'incline au tour suivant contre son ancienne coéquipière de double, désormais dixième mondiale, Julia Görges (2-6, 6-3, 1-6). Cette défaite est la première d'une longue série, la Tchèque échouant coup sur coup sur Angelique Kerber, neuvième mondiale (2-6, 1-6) à Dubaï, Petra Martić à Indian Wells (5-7, 4-6), Christina McHale à Miami (1-6, 4-6) et Laura Siegemund, 100e et invitée du tournoi de Stuttgart (4-6, 3-6). Elle remporte une manche contre Camila Giorgi (0-6, 6-2, 2-6) à Prague, mais poursuit sa série maudite à Madrid contre la locale Carla Suárez Navarro, ancienne sixième mondiale (3-6, 3-6) et Rome, contre Sloane Stephens, vainqueur du dernier US Open (7-6, 3-6, 1-6) et à Roland Garros cette saison. Elle parvient à échapper à une neuvième défaite consécutive à Roland Garros, renversant le cours du jeu contre Kurumi Nara (1-6, 6-3, 6-4). Elle surprend en enchaînant deux nouvelles victoires sur Ekaterina Makarova (6-4, 6-2) qui joue pour la dernière fois le tournoi et Kateřina Siniaková (6-2, 6-3), réussissant pour la seule et unique fois de sa carrière à aller en deuxième semaine Porte d'Auteuil. Jouant une autre surprise, la Kazakh Yulia Putintseva, 98e, elle ne saisit pas sa chance (4-6, 3-6).
En parallèles des défaites en simple, elle abandonne à Doha dès son entrée en lice et déclare forfait à Dubaï. Elle cesse de faire équipe avec Lucie Šafářová et joue le tournoi d'Indian Wells en compagnie de Hsieh Su-wei, son premier avec la Taïwanaise en carrière. Après avoir souffert pour écarter Alicja Rosolska et Abigail Spears (3-6, 6-4, 10-8) ainsi que Chan-Chan (6-4, 5-7, 10-6), elles montrent plus de facilités contre Vania King et Katarina Srebotnik, anciennes Top 10 (6-4, 6-1) et Dabrowski-Xu (7-6, 6-3). Opposées aux redoutables Russes Makarova-Vesnina, elle s'imposent (6-4, 6-4), décrochant leur premier titre ensemble. C'est également le troisième en Masters 1000 pour la Tchèque. Malgré ce succès, elle refait équipe à Miami avec sa compatriote Andrea Hlaváčková pour un premier tour peu probant, puis à Prague avec son homonyme Barbora Štefková, les deux Tchèques parvenant jusqu'en demi-finale à domicile. Elle revient à Madrid avec Andrea Hlaváčková et fera équipe avec elle durant le reste de la saison. Les deux Tchèques montrent de beaux progrès sur terre, sortant Nadiia Kichenok et Anastassia Rodionova (7-6, 6-1) à Madrid, ainsi que Chan Yung-jan et Bethanie Mattek-Sands (6-4, 1-6, 10-6). Elles ne baisseront le bât que contre Babos-Mladenovic, vainqueurs de l'Open d'Australie en début d'année, de justesse (2-6, 6-3, 8-10) en demi-finale. Elles sortent ensuite à Rome Yang Zhaoxuan et Chan Hao-ching, demi-finalistes cette année-ci à Roland Garros (6-2, 6-4), Vania King et Katarina Srebotnik sur le score inverse et Atawo-Grönefeld sur le même score. Jouant leur première finale ensemble, elles perdent le trophée aux dépens d'Ashleigh Barty et Demi Schuurs (3-6, 4-6). Malgré la défaite, la Tchèque s'insère pour la première fois de sa vie dans le Top 10.
Attendues parmi les favorites grâce à ses beaux parcours, elles ne déçoivent pas à Roland Garros, écartant en trois manches les Ukrainiennes Lyudmyla Kichenok et Lesia Tsurenko (6-4, 3-6, 6-1) et Anastasia Pavlyuchenkova accompagnée de l'Australienne Samantha Stosur (3-6, 6-3, 6-4). Elles s'imposent sans bavure devant Duan Ying-Ying et Aliaksandra Sasnovich (6-3, 6-3) puis réussissent à remporter leur quart de finale contre Lara Arruabarrena et Katarina Srebotnik (6-3, 6-1). La Tchèque joue pour sa seule et unique demi-finale Porte d'Auteuil ses compatriotes Barbora Krejčíková et Kateřina Siniaková qui ont commencé cette saison leur collaboration et qui après l'avoir battu (3-6, 2-6) gagneront leur premier Majeur ensemble à l'issue du tournoi.

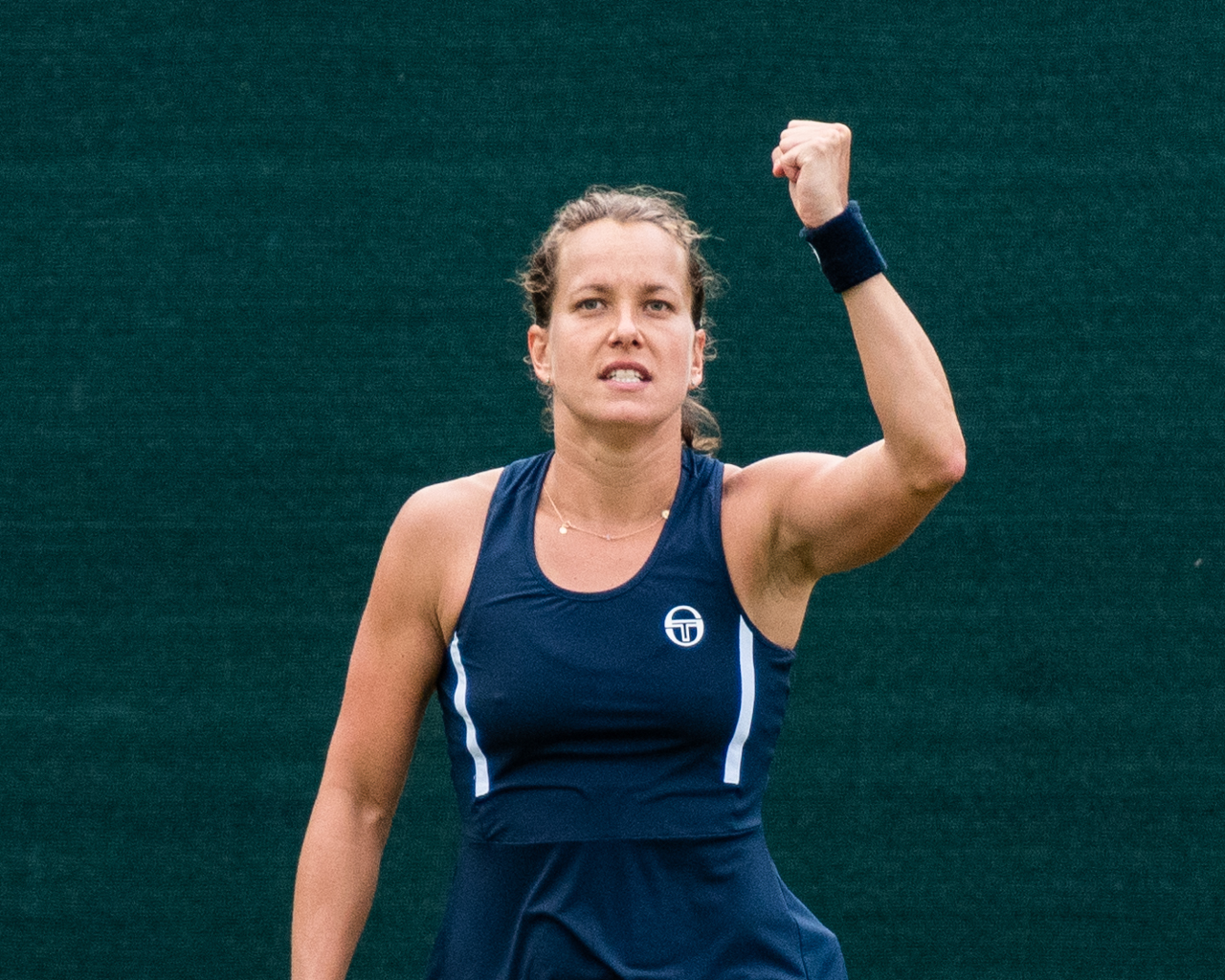
Barbora Strycova au tournoi de Birmingham.

En simple, elle confirme sa grande forme sur gazon à Birmingham, renversant l'Américaine Jennifer Brady (3-6, 7-5, 6-3) mais surtout écartant la numéro trois mondiale Garbiñe Muguruza (6-2, 6-4), tenante du titre à Wimbledon et demi-finaliste récente lors du Grand Chelem parisien. Elle profite de l'abandon de Lesia Tsurenko (7-5, 3-0 ab.) pour jouer sa seule demi-finale de la saison contre la Slovaque Magdaléna Rybáriková qui la sort (6-7, 1-6) et se permet ainsi de jouer sa dernière finale en carrière. Elle ne confirme pas sur les tournois suivants, essuyant une défaite au deuxième tour à Eastbourne contre la numéro sept Karolína Plíšková (3-6, 4-6) puis une autre au troisième tour de Wimbledon après avoir battu de nouveau Lesia Tsurenko (6-1, 6-4) et l'ancienne numéro deux Svetlana Kuznetsova (7-6, 7-5), contre Julia Görges dans un match extrêmement indécis (6-7, 6-3, 8-10), l'Allemande parvenant quelques jours plus tard à disputer la seule demi-finale de sa carrière en Majeur. Elle enchaîne trois nouvelles défaites à Montréal, Cincinnati et New Haven avant de commencer l'US Open. A New York, elle hérite de la 238e Danielle Lao (6-3, 6-4), écrase Lara Arruabarrena (6-0, 6-1), ce qui est son dernier match remporté dans le Grand Chelem étasunien, avant de tomber logiquement contre la quinzième mondiale Elise Mertens, demi-finaliste en début de saison à l'Open d'Australie (3-6, 6-7).
En double, le gazon ne la voit pas briller, essuyant des défaites au premier tour à Birmingham et Eastbourne et au troisième tour à Wimbledon contre Mattek-Sands-Šafářová, la Tchèque jouant son dernier Wimbledon en carrière (6-2, 6-7, 4-6). Après une nouvelle défaite d'entrée à l'Open du Canada et en quarts à Cincinnati, elles remportent leur premier titre ensemble à New Haven, au terme du super tie-break contre Hsieh Su-wei et Laura Siegemund (6-4, 6-7, 10-4). Après avoir acquis deux victoires contre les locales Allie Kiick et Jamie Loeb (6-1, 7-5), ainsi que face à Han Xinyun et Raluca Olaru (6-1, 7-6), elles sont sortis du tournoi par Ashleigh Barty et Coco Vandeweghe (3-6, 3-6) qui gagneront quelques jours plus tard leur premier et dernier Majeur en doubles. Les deux Tchèques ne se démotivent pas cependant, et attaquent la tournée asiatique de manière éclatante, parvenant en finale sans perdre un seul set à Tokyo, se débarrassant des locales Erina Hayashi et Moyuka Uchijima (6-4, 6-0), de Miharu Imanishi et Anna Zaja (6-4, 6-2) ainsi que de Atawo-Grönefeld (6-3, 7-5). Opposées aux Japonaises Miyu Kato et Makoto Ninomiya dans leur quatrième finale de l'année, elles laissent passer leur chance (4-6, 4-6). Elles enchaînent deux autres finales à Wuhan, d'abord, après un duel âpre au premier tour contre Hsieh Su-wei et Bethanie Mattek-Sands (7-6, 2-6, 10-7), un match solide contre Nicole Melichar et Květa Peschke (7-5, 6-4) et un forfait. Elle s'inclinent de nouveau contre Elise Mertens et Demi Schuurs (3-6, 3-6), la Tchèque laissant passer pour la dernière fois l'opportunité de remporter le titre chinois.

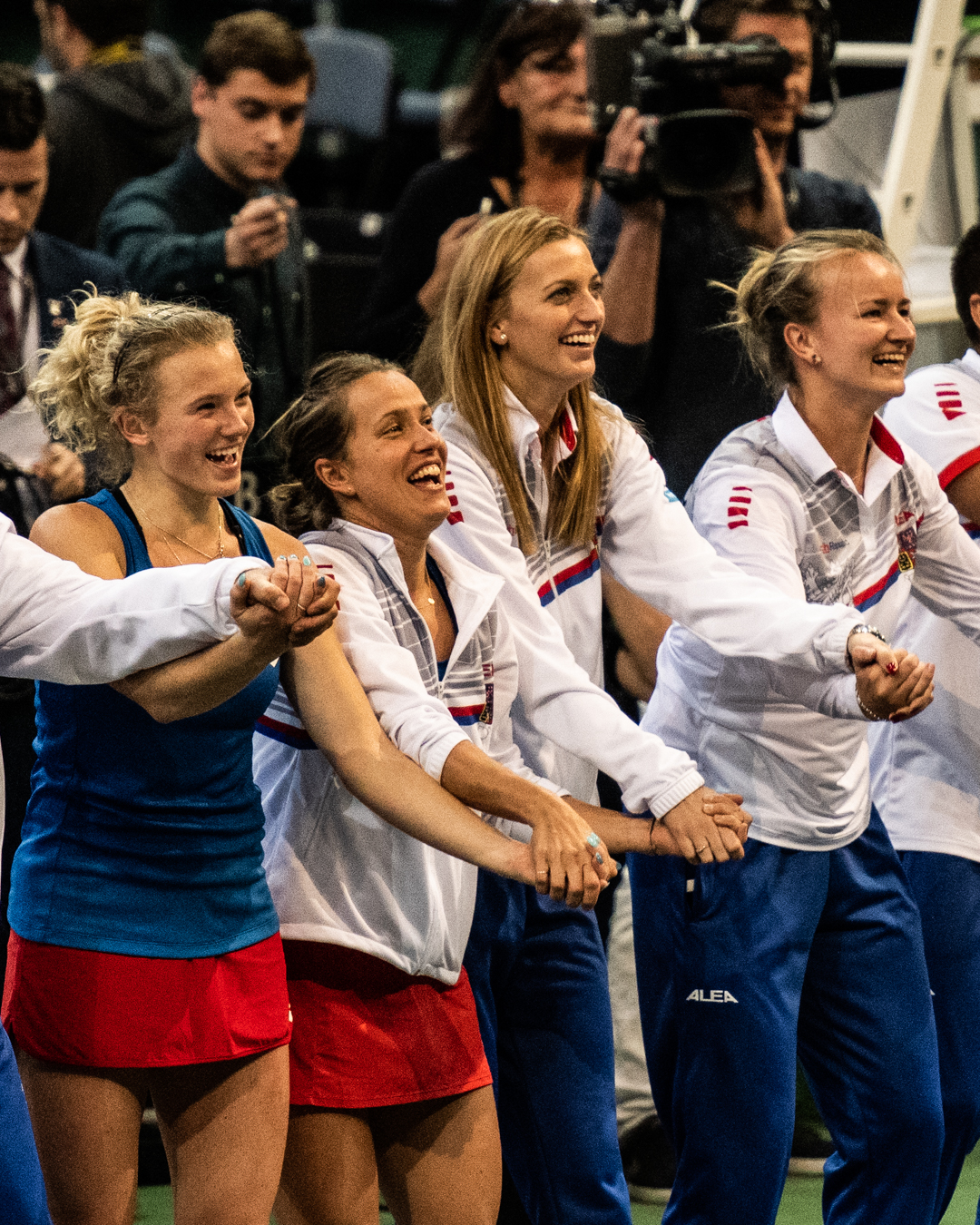
Siniakova, Strycova, Kvitova et Krejcikova victorieuses de la Fed Cup.

Elle se consolent néanmoins avec le tournoi de Pékin, où elles renversent Aleksandra Krunić et Kateřina Siniaková (2-6, 7-6, 10-4), écrasent Klepač et Martínez (6-3, 6-0), prennent leur revanche sur Mertens-Schuurs (6-0, 7-5) et s'imposent en finale contre Dabrowski-Xu (4-6, 6-4, 10-8). Leur belle saison est récompensées par une participation au Masters de fin d'année. Les deux Tchèques l'emportent aisément en octobre contre Klepač et Martínez encore une fois (6-1, 6-2) mais demeurent impuissantes contre Krejčíková-Siniaková, vainqueur également à Wimbledon cette saison là (3-6, 2-6).
En simple, elle effectue une fin de saison convenable à son classement, prenant sa revanche sur Anett Kontaveit à Tokyo (7-6, 3-6, 7-5) et subissant la loi de la locale Naomi Osaka en quarts, récente vainqueur de son premier Majeur à l'US Open (3-6, 4-6). Elle rallie également les quarts à Linz, joue un deuxième tour à Wuhan mais s'incline d'entrée à Pékin.

### 2019. En double, 1erWimbledon, vainqueur à Dubaï et Madrid, finaliste au Masters et numéro une mondiale, en simple, 1/2 à Wimbledon
La Tchèque commence la saison par une victoire sur l'Américaine Taylor Townsend (6-2, 6-7, 6-3) avant de tomber face à la très jeune Amanda Anisimova (3-6, 3-6) qui explose cette année-là et ira jusqu'en demi-finale à Roland Garros. Elle subit deux nouvelles défaites en qualifications à Sydney et au premier tour de l'Open d'Australie, contre Yulia Putintseva (4-6, 6-7). Elle fait équipe en doubles lors du Majeur australien avec la gauchère Markéta Vondroušová. Ensemble, les deux Tchèques écartent Dabrowski-Xu (6-2, 3-6, 6-3), puis Barbora prend sa revanche sur la Kazakhstanaise Yulia Putintseva accompagnée de Zarina Diyas (6-2, 6-2). Deux duels gagnés en deux sets contre Nao Hibino et Desirae Krawczyk (6-2, 6-4) et Andreja Klepač-María José Martínez Sánchez (6-4, 6-4) lui permettent de rejoindre pour la seconde fois de sa carrière le dernier carré du tournoi. Comme il y a quatre ans, elle est stoppée à ce stade par la locale Samantha Stosur et Zhang Shuai (5-7, 6-4, 5-7) qui gagneront ensemble le tournoi. A l'exception du tournoi d'Istanbul, la Tchèque fait équipe durant toute la saison avec la Taïwanaise Hsieh Su-wei, ancienne numéro une en double et vainqueur de Roland Garros et Wimbledon.
Elle remporte en simple deux matchs sur la tournée arabe à Doha contre l'invitée Fatma Al Nabhani (6-1, 6-1) et contre la Russe Anna Blinkova (6-0, 3-6, 6-0) avant de perdre deux matchs consécutifs, contre la numéro six Angelique Kerber, vainqueur de son dernier Grand Chelem l'année passée à Wimbledon (6-1, 2-6, 5-7) et à Dubaï contre l'Espagnole Carla Suárez Navarro (1-6, 3-6), sa neuvième et dernière défaite contre son adversaire en dix rencontres. Si elle s'incline d'entrée en double, elle remporte en revanche avec brio le tournoi de Dubaï, ne lâchant aucune manche tout au long de son parcours, les deux joueuses sortant successivement les Japonaises Kato-Ninomiya (6-3,6 -2), la paire européenne Anna-Lena Grönefeld-Demi Schuurs (6-2, 6-4), les Taïwanaises Chan-Chan (6-2, 6-1) et Lucie Hradecká et Ekaterina Makarova en finale (6-4, 6-4), cette dernière jouant son dernier tournoi en carrière.
Victorieuse contre Viktorija Golubic (6-2, 7-6) à Indian Wells, elle s'incline sur les deux matchs suivants, contre la numéro deux mondiale Simona Halep (2-6, 4-6), vainqueur à Roland Garros l'année dernière et à Miami contre Markéta Vondroušová (3-6, 2-6). Elle joue sa première demi-finale à l'occasion du premier tournoi sur terre battue de l'année à Istanbul, éliminant difficilement la Slovaque Viktória Hrunčáková (5-7, 7-5, 6-4), la Roumaine Sorana Cîrstea (6-2, 1-6, 6-3) et renversant totalement la jeune Russe Elena Rybakina (0-6, 7-6, 6-0) qui passe à deux points de la victoire et qui joue sa première saison complète sur le circuit. Elle perd sèchement une nouvelle fois contre Markéta Vondroušová (2-6, 1-6), finaliste Porte d'Auteuil cette saison là. Elle enchaîne néanmoins avec une nouveau dernier carré à Prague, éliminant l'Allemande Mona Barthel (6-4, 6-2), l'Américaine Jessica Pegula (7-5, 6-2) et sa compatriote Kateřina Siniaková en ne lâchant que trois petits jeux (6-1, 6-2). Favorite contre la qualifiée 146e mondiale Jil Teichmann, elle se fait surprendre (3-6, 0-6) par la Suissesse qui remportera le lendemain son premier titre en carrière. Malgré ces résultats encourageants, elle ne brille pas lors des gros tournois sur ocre, enchaînant trois revers consécutifs à Madrid (contre la qualifiée Française Kristina Mladenovic), Rome (pour la troisième fois contre Markéta Vondroušová et alors qu'elle domine cinq jeux à deux la troisième manche) et Roland Garros (contre l'ancienne finaliste Samantha Stosur et qui joue pour la dernière fois le tournoi parisien).
Avec Hsieh Su-wei, elle renverse Andreea Mitu et Alexandra Panova (3-6, 6-4, 10-3) au premier tour de Madrid puis s'imposent devant Jennifer Brady et Jessica Moore (6-3, 7-6). Elles prennent également leur revanche sur Stosur-Zhang (6-2, 6-4). Vainqueurs d'un duel serré contre Veronika Kudermetova et Galina Voskoboeva (6-4, 4-6, 10-7) en demi-finale, elles rejoignent la finale mais voient la paire Dabrowski-Xu s'imposer en capitale espagnole (3-6, 1-6). Les deux joueuses perdent ensuite au deuxième tour à Rome et au troisième à Roland Garros.

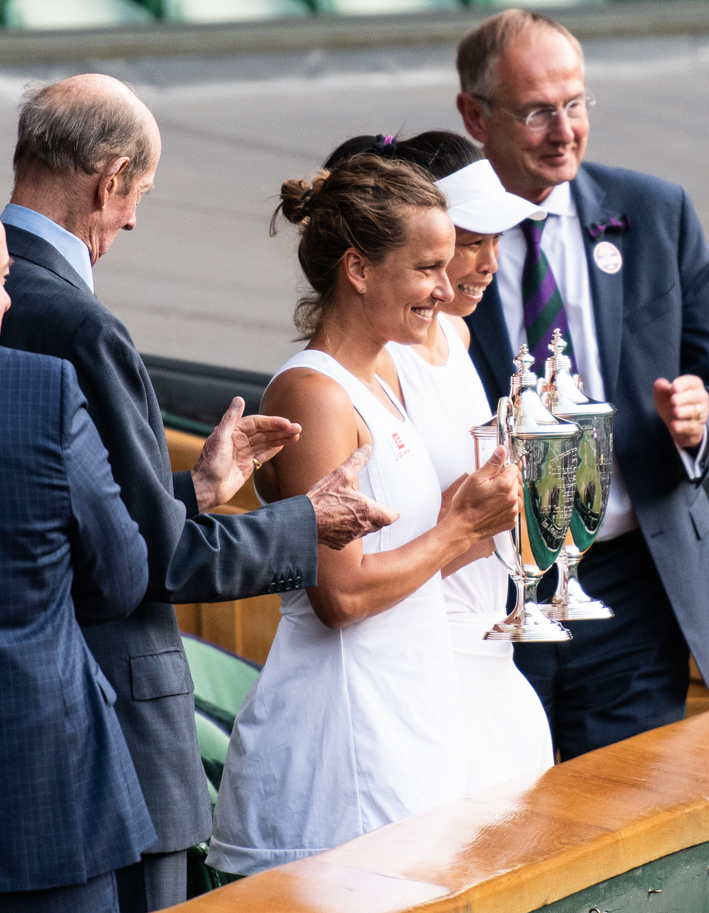
Avec Hsieh Su-Wei, tenant le trophée à Wimbledon.

La Tchèque attaque la saison sur gazon par un beau parcours à Birmingham en simple comme en double. Elle profite d'un tableau ouvert pour jouer sa troisième demi-finale, après des victoires sur l'invitée Heather Watson (3-6, 6-3, 6-4), sa coéquipière Hsieh Su-wei (7-6, 6-3) et sa compatriote Kristýna Plíšková (6-2, 6-4), étant privée de finale logiquement par la numéro deux mondiale Ashleigh Barty, récente vainqueur en juin de son premier titre en Grand Chelem à Roland Garros (4-6, 4-6). Avec la Taïwanaise, elle inscrit pour la deuxième fois son nom sur le trophée, les deux joueuses sortant gagnantes d'un match accroché contre Katarina Srebotnik et Darija Jurak (4-6, 6-1, 10-8), puis profitant de l'abandon de Raquel Atawo et Lyudmyla Kichenok (4-1 ab.). Elles écrasent ensuite Jeļena Ostapenko et Galina Voskoboeva (6-0, 6-3) puis dominent difficilement Grönefeld-Schuurs (6-4, 6-7, 10-8) en finale. Après un abandon d'entrée à Eastbourne contre la qualifiée Polona Hercog (6-7, 0-1 ab.), la Tchèque va connaître son plus beau parcours en carrière à Wimbledon. Elle s'impose en ne lâchant aucun set durant ses trois premiers tours contre l'Ukrainienne Lesia Tsurenko (6-3, 6-2) comme l'année passée, l'Allemande Laura Siegemund (6-3, 7-5) qui vient de gagner son premier match au Temple et la numéro quatre Kiki Bertens (7-5, 6-1), sa dernière victoire en carrière sur une Top 10. Elle renverse en huitièmes son match contre la Belge Elise Mertens (4-6, 7-5, 6-2) qui mène 5 à 2 dans le deuxième set, pour rejoindre son deuxième quart de finale en Grand Chelem. Elle est opposée à la locale Johanna Konta qui soutenue par le public, ne parvient néanmoins pas à s'imposer (7-6, 6-1), laissant la Tchèque jouer sa première et unique demi-finale en Grand Chelem en carrière. Son parcours est brutalement stoppé par la légende Serena Williams, sept fois vainqueur au Temple et qui rejoint facilement (1-6, 2-6) sa dernière finale à Wimbledon.
Elle se console en doubles en effectuant aussi un parcours étincelant, ne cédant aucune manche contre Mona Barthel et Xenia Knoll (6-2, 6-1), Ekaterina Alexandrova et Viktorija Golubic (6-2, 6-2), les Roumaines Irina-Camelia Begu et Monica Niculescu (6-3, 6-4) pour accéder à son premier quart de finale ici. Elles enchaînent, vainqueurs d'Elise Mertens et Aryna Sabalenka qui remporteront l'US Open en fin d'année (6-4, 6-2) et contre Babos-Mladenovic, finalistes des trois derniers Majeurs (7-6, 6-4) pour atteindre la finale du tournoi. Elles y affrontent pour le titre Dabrowski-Xu qui jouent elles aussi leur première finale en Grand Chelem. Plus solides, la Tchèque et la Taïwanaise s'offrent leur premier Wimbledon (6-2, 6-4). Barbora atteint à l'issue du tournoi la première place mondiale en double.
Sa fin d'année en simple est plus laborieuse en simple, ne remportant qu'un match à Wuhan et perdant lors de son entrée en lice à Cincinnati, New York, l'US Open, Pékin (durant lequel elle cède sa place de numéro une mondiale à Kristina Mladenovic), et Linz ainsi qu'en double, ne dépassant pas les quarts de finale dans les tournois restants de l'année à l'exception du Masters fin octobre. Elles voient le super tie-break décider du sort de la rencontre lors de leurs trois matchs de poule, contre Stosur-Zhang (6-4, 4-6, 10-5), Krejčíková-Siniaková (6-2, 1-6, 10-5) et contre Dabrowski-Xu (6-2, 4-6, 9-11). Elles s'offrent facilement le droit de jouer une finale en éliminant la paire Grönefeld-Schuurs (6-1, 6-2) mais s'inclinent sur la dernière marche contre les tenantes du titre Babos-Mladenovic (1-6, 3-6), Barbora jouant son dernier Masters en carrière.

### 2020. En double, finale à l'Open d'Australie, 4 titres dont Doha et Rome
A partir de cette saison, la Tchèque se fait moins présente sur les tournois en simple, privilégiant le double. Elle franchit tout de même un tour à Brisbane contre la douzième mondiale Johanna Konta (6-2, 3-6, 6-3), quart de finaliste du dernier US Open avant de céder contre Alison Riske (3-6, 4-6). Elle enchaîne deux défaite à Adelaïde contre la qualifiée Bernarda Pera (6-7, 3-6) et à l'Open d'Australie contre la Roumaine Sorana Cîrstea (2-6, 6-7). Elle reste dans le Top 40 durant toute la saison, le classement ayant été modifié à cause de la pandémie de Covid-19 et franchit un tour à Dubaï, comme à Doha en février. De retour en simple six mois plus tard, à Prague, elle s'incline pour son retour contre Sara Sorribes Tormo (6-7, 1-6) puis accède au deuxième tour à Rome, s'inclinant contre sa compatriote numéro quatre mondiale et tenante du titre Karolína Plíšková (3-6, 3-6). Elle dispute son dernier Roland Garros en septembre, et vainc la qualifiée Varvara Lepchenko (7-5, 6-2) avant d'être éliminée par son homonyme Barbora Krejčíková (4-6, 6-3, 3-6) qui gagne ses premiers matchs Porte d'Auteuil. Elle termine l'année par une défaite d'entrée à Ostrava contre la Tunisienne Ons Jabeur (2-6, 2-6), quart de finaliste en Australie en début de saison.
En doubles, elle continue sa carrière avec Hsieh Su-wei, les deux joueuses continuant leur moisson de trophée à Brisbane où elle sortent vainqueurs d'un match serré contre les championnes de simple Ashleigh Barty et Kiki Bertens (3-6, 7-6, 10-8), puis la Tchèque rallie pour la troisième fois le dernier carré à l'Open d'Australie, en ne cédant pas un seul set contre Marie Bouzková et Tamara Zidanšek (6-3, 7-5), Lauren Davis et Viktorija Golubic (6-1, 7-5), la paire Serbo-Croate Darija Jurak-Nina Stojanović (6-4, 6-4) et les Américaines Jennifer Brady et Caroline Dolehide (6-2, 6-2). Elles jouent à ce stade le duo Krejčíková-Siniaková qui accèdent pour la première fois à ce niveau à Melbourne et sortent un match solide (6-2, 6-3). La Tchèque joue alors sa seule et unique finale à l'Open d'Australie en carrière contre ses bourreaux du Masters, Babos-Mladenovic, finalistes des deux dernières éditions et comme lors du tournoi des maîtres, les deux joueuses ne font pas le poids (2-6, 1-6). Malgré cette défaite, elles continuent d'impressionner, s'offrant le tournoi de Dubaï en écartant en finale Barbora Krejčíková et Zheng Saisai (7-5, 3-6, 10-5) ainsi que le titre à Doha, éliminant les soeurs Kichenok (6-2, 6-2), Sofia Kenin et Belinda Bencic (6-4, 6-2), de nouveau Krejčíková-Siniaková (6-4, 4-6, 10-10) et en finale la Canadienne Gabriela Dabrowski et la Lettone Jeļena Ostapenko (6-2, 5-7, 10-2). Ce trentième titre en double en carrière pour Barbora est suivi d'un nouveau à Rome où elle est Hsieh Su-wei écartent les Japonaises Nao Hibino et Makoto Ninomiya en ne cédant aucun jeu (6-0, 6-0), Veronika Kudermetova et Kateřina Siniaková (7-6, 6-4), Hayley Carter et Luisa Stefani (7-5, 6-4) ainsi qu'Anna-Lena Friedsam et Raluca Olaru en finale (6-2, 6-2), les deux joueuses gagnant alors leur 21ème match sur leurs 22 dernières rencontres disputées ensemble.
Favorites à Roland Garros, elles écartent d'abord Maria Sanchez et Astra Sharma (6-1, 6-4) et Marie Bouzková-Arantxa Rus (7-5, 6-1) mais voient la paire composée d'Alexa Guarachi et Desirae Krawczyk créer la surprise en les sortant du tournoi (4-6, 5-7). Elle boucle sa saison à Ostrava où avec l'Américaine Bethanie Mattek-Sands, elles accèdent au deuxième tour.

### 2021-2023. Retrait du circuit, 2èmevictoire surprise à Wimbledon et retraite
Ne participant qu'a deux tournois en simple, notamment son dernier Open d'Australie auquel elle s'incline dès le premier tour contre l'ancienne numéro deux Svetlana Kuznetsova (2-6, 2-6) qui remporte son dernier match en Grand Chelem, elle dispute autant de tournois en doubles, s'inclinant dès le deuxième tour dans le Majeur australien avec Hsieh Su-wei dans un duel serré contre Darija Jurak et Nina Stojanović (6-7, 6-3, 5-7). Elle ne joue plus de tournois, déclare avoir pris sa retraite en mai 2021, mais elle annonce se préparer pour jouer le tournoi de Madrid en double avec sa partenaire Hsieh Su-wei en avril 2023.

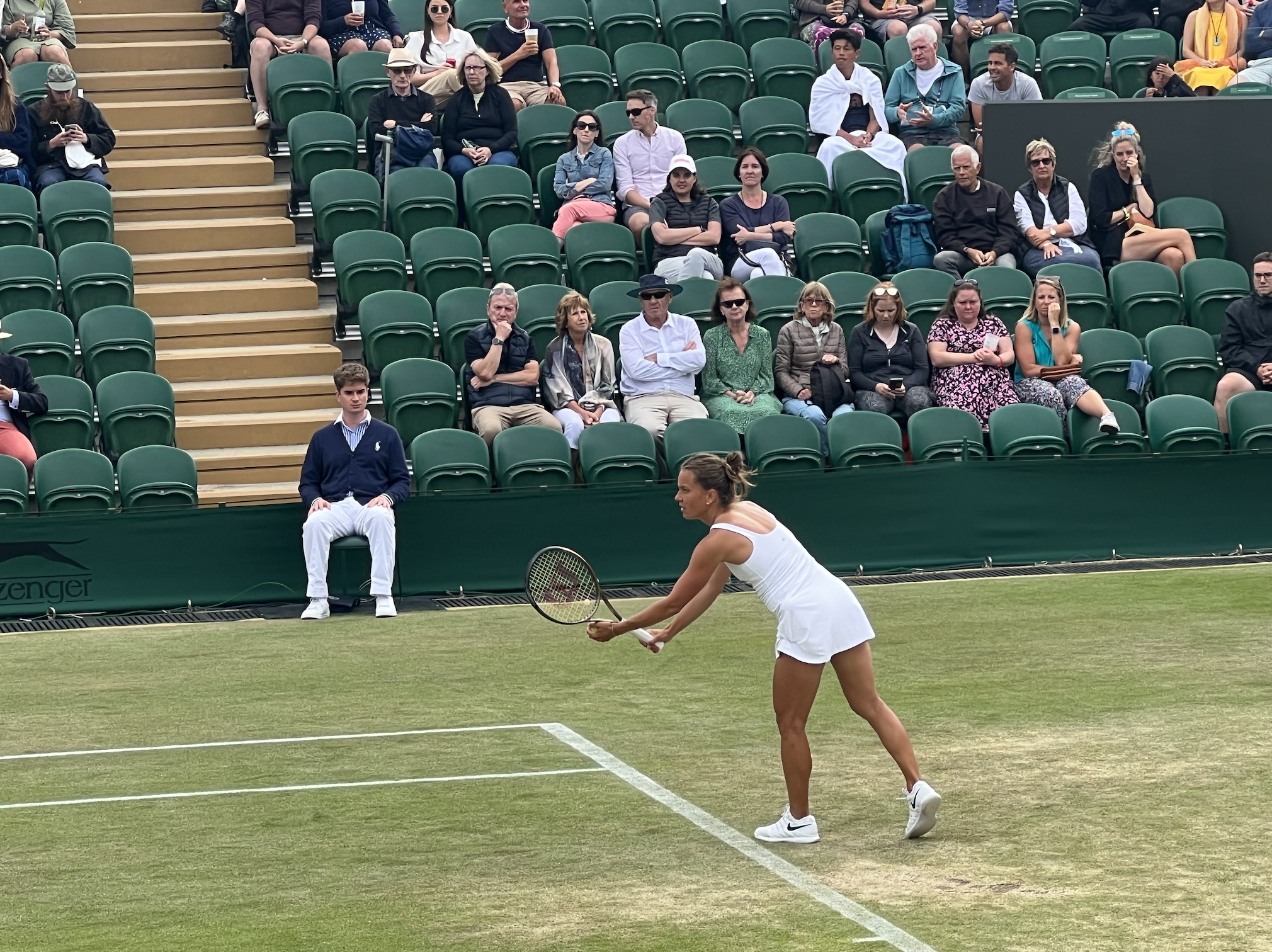
Strycova au service au tournoi de Wimbledon 2023.

Elle remporte les trois premiers tours au tournoi de Madrid mais s'incline en double en quart de finale puis au premier tour au tournoi de Rome. En simple, elle remporte son premier tour en capitale italienne contre Maryna Zanevska (6-1, 3-6, 6-3) puis s'incline au second contre María Sákkari, tête de série n°9 (1-6, 3-6), ancienne demi-finaliste à Roland Garros. Elle cède prématurément à Eastbourne et Birmingham en simple comme en double, et joue le tournoi de Wimbledon sans attente. Elle écarte de nouveau Maryna Zanevska, sa dernière victoire en Grand Chelem (6-1, 7-5) et offre une belle résistance contre Magda Linette (4-6, 7-6, 3-6), demi-finaliste en début d'année à l'Open d'Australie. En doubles, elle sort facilement Anna Blinkova et Varvara Gracheva (6-1, 6-2) puis renverse Ekaterina Alexandrova et Yang Zhaoxuan (3-6, 6-2, 6-4). Vainqueurs de Miyu Kato-Aldila Sutjiadi (7-5, 7-6) puis de Caroline Garcia et Luisa Stefani (7-6, 6-4), elle rallie avec la Taïwanaise le dernier carré du tournoi londonien. A la faveur d'une nouvelle victoire sur Marie Bouzková et Sara Sorribes Tormo qui disputent leur première demi en Majeur (6-4, 6-1), elle accède à sa troisième finale en Grand Chelem. Jouant la paire australo-belge Storm Hunter-Elise Mertens, cette dernière ayant gagné au Temple avec Hsieh Su-wei deux ans auparavant, elle remporte le match (7-5, 6-4) et son deuxième et dernier Wimbledon de manière innatendue.
Après une défaite en simple lors de l'US Open 2023 contre l'Estonienne Kaia Kanepi (4-6, 4-6), l'abandon de sa partenaire, Markéta Vondroušová en double puis sa défaite avec Santiago González, en double mixte, contre la paire Ena Shibahara / Mate Pavić (4-6, 6-7 (6)), elle met un terme le 5 septembre 2023 à sa carrière après vingt deux ans sur le circuit professionnel.

## Palmarès

### Titres en simple dames
| No | Date       | Nom et lieu du tournoi     | Catégorie | Dotation  | Surface         | Finaliste            | Score         |          |
| -- | ---------- | -------------------------- | --------- | --------- | --------------- | -------------------- | ------------- | -------- |
| 1  | 12-09-2011 | Challenge Bell, Québec     | Intern'l  | 220 000 $ | Moquette (int.) | Marina Erakovic      | 4-6, 6-1, 6-0 | Parcours |
| 2  | 09-10-2017 | Upper Austria Ladies, Linz | Intern'l  | 250 000 $ | Dur (int.)      | Magdaléna Rybáriková | 6-4, 6-1      | Parcours |

### Finales en simple dames
| No | Date       | Nom et lieu du tournoi                | Catégorie | Dotation    | Surface      | Vainqueure   | Score         |          |
| -- | ---------- | ------------------------------------- | --------- | ----------- | ------------ | ------------ | ------------- | -------- |
| 1  | 12-07-2010 | ECM Open, Prague                      | Intern'l  | 220 000 $   | Terre (ext.) | Ágnes Szávay | 6-2, 1-6, 6-2 | Parcours |
| 2  | 09-07-2012 | XXV Internazionali Femminili, Palerme | Intern'l  | 220 000 $   | Terre (ext.) | Sara Errani  | 6-1, 6-3      | Parcours |
| 3  | 09-06-2014 | Aegon Classic, Birmingham             | Premier   | 710 000 $   | Gazon (ext.) | Ana Ivanović | 6-3, 6-2      | Parcours |
| 4  | 13-10-2014 | BNP Paribas Open, Luxembourg          | Intern'l  | 250 000 $   | Dur (int.)   | Annika Beck  | 6-2, 6-1      | Parcours |
| 5  | 15-02-2016 | Tennis Championships, Dubaï           | Premier   | 2 000 000 $ | Dur (ext.)   | Sara Errani  | 6-0, 6-2      | Parcours |
| 6  | 13-06-2016 | Aegon Classic, Birmingham             | Premier   | 780 900 $   | Gazon (ext.) | Madison Keys | 6-3, 6-4      | Parcours |

### Titres en double dames
| No | Date       | Nom et lieu du tournoi               | Catégorie | Dotation      | Surface         | Partenaire           | Finalistes                                    | Score             |          |
| -- | ---------- | ------------------------------------ | --------- | ------------- | --------------- | -------------------- | --------------------------------------------- | ----------------- | -------- |
| 1  | 25-04-2005 | J&S Cup Varsovie                     | Tier II   | 585 000 $     | Terre (ext.)    | Tatiana Perebiynis   | Klaudia Jans Alicja Rosolska                  | 6-1, 6-4          | Parcours |
| 2  | 02-05-2005 | GP Princesse Lalla Meryem Rabat      | Tier IV   | 140 000 $     | Terre (ext.)    | Émilie Loit          | Lourdes Domínguez Lino Nuria Llagostera Vives | 3-6, 7-65, 7-5    | Parcours |
| 3  | 28-07-2008 | Nordic Light Open Stockholm          | Tier IV   | 145 000 $     | Dur (ext.)      | Iveta Benešová       | Petra Cetkovská Lucie Šafářová                | 7-5, 6-4          | Parcours |
| 4  | 14-09-2009 | Challenge Bell Québec                | Intern'l  | 220 000 $     | Moquette (int.) | Vania King           | Sofia Arvidsson Séverine Beltrame             | 6-1, 6-3          | Parcours |
| 5  | 19-10-2009 | BGL Open Luxembourg                  | Intern'l  | 220 000 $     | Dur (int.)      | Iveta Benešová       | Vladimíra Uhlířová Renata Voráčová            | 1-6, 6-0, [10-7]  | Parcours |
| 6  | 08-02-2010 | Open GDF Suez Paris                  | Premier   | 700 000 $     | Dur (int.)      | Iveta Benešová       | Cara Black Liezel Huber                       | forfait           | Parcours |
| 7  | 22-02-2010 | Abierto Mexicano Acapulco            | Intern'l  | 220 000 $     | Terre (ext.)    | Polona Hercog        | Sara Errani Roberta Vinci                     | 2-6, 6-1, [10-2]  | Parcours |
| 8  | 01-03-2010 | Abierto Monterrey Monterrey          | Intern'l  | 220 000 $     | Dur (ext.)      | Iveta Benešová       | Anna-Lena Grönefeld Vania King                | 3-6, 6-4, [10-8]  | Parcours |
| 9  | 26-09-2010 | Pan Pacific Open Tokyo               | Premier 5 | 2 000 000 $   | Dur (ext.)      | Iveta Benešová       | Shahar Peer Peng Shuai                        | 6-4, 4-6, [10-8]  | Parcours |
| 10 | 11-10-2010 | Generali Ladies Linz                 | Intern'l  | 220 000 $     | Dur (int.)      | Renata Voráčová      | Květa Peschke Katarina Srebotnik              | 7-5, 7-66         | Parcours |
| 11 | 09-01-2011 | Medibank International Sydney        | Premier   | 618 000 $     | Dur (ext.)      | Iveta Benešová       | Květa Peschke Katarina Srebotnik              | 4-6, 6-4, [10-7]  | Parcours |
| 12 | 28-02-2011 | Monterrey Open Monterrey             | Intern'l  | 220 000 $     | Dur (ext.)      | Iveta Benešová       | Anna-Lena Grönefeld Vania King                | 6-78, 6-2, [10-6] | Parcours |
| 13 | 25-04-2011 | Barcelona Ladies Open Barcelone      | Intern'l  | 220 000 $     | Terre (ext.)    | Iveta Benešová       | Natalie Grandin Vladimíra Uhlířová            | 5-7, 6-4, [11-9]  | Parcours |
| 14 | 13-06-2011 | Unicef Open Bois-le-Duc              | Intern'l  | 220 000 $     | Gazon (ext.)    | Klára Zakopalová     | Dominika Cibulková Flavia Pennetta            | 1-6, 6-4, [10-7]  | Parcours |
| 15 | 17-10-2011 | BNP Paribas Open Luxembourg          | Intern'l  | 220 000 $     | Dur (int.)      | Iveta Benešová       | Lucie Hradecká Ekaterina Makarova             | 7-5, 6-3          | Parcours |
| 16 | 23-04-2012 | Porsche Tennis Grand Prix Stuttgart  | Premier   | 740 000 $     | Terre (int.)    | Iveta Benešová       | Julia Görges Anna-Lena Grönefeld              | 6-4, 7-5          | Parcours |
| 17 | 09-07-2012 | XXV Internazionali Femminili Palerme | Intern'l  | 220 000 $     | Terre (ext.)    | Renata Voráčová      | Darija Jurak Katalin Marosi                   | 7-65, 6-4         | Parcours |
| 18 | 13-06-2016 | Aegon Classic Birmingham             | Premier   | 846 000 $     | Gazon (ext.)    | Karolína Plíšková    | Vania King Alla Kudryavtseva                  | 6-3, 7-61         | Parcours |
| 19 | 15-08-2016 | Western & Southern Open Cincinnati   | Premier 5 | 2 804 000 $   | Dur (ext.)      | Sania Mirza          | Martina Hingis Coco Vandeweghe                | 7-5, 6-4          | Parcours |
| 20 | 19-09-2016 | Pan Pacific Open Tokyo               | Premier   | 885 500 $     | Dur (ext.)      | Sania Mirza          | Liang Chen Yang Zhaoxuan                      | 6-1, 6-1          | Parcours |
| 21 | 07-03-2018 | BNP Paribas Open Indian Wells        | PREMIER*  | 8 648 508 $   | Dur (ext.)      | Hsieh Su-wei         | Ekaterina Makarova Elena Vesnina              | 6-4, 6-4          | Parcours |
| 22 | 20-08-2018 | Connecticut Open New Haven           | Premier   | 710 900 $     | Dur (ext.)      | Andrea S. Hlaváčková | Hsieh Su-wei Laura Siegemund                  | 6-4, 6-77, [10-4] | Parcours |
| 23 | 29-09-2018 | China Open Pékin                     | PREMIER*  | 6 381 679 $   | Dur (ext.)      | Andrea S. Hlaváčková | Gabriela Dabrowski Xu Yifan                   | 4-6, 6-4, [10-8]  | Parcours |
| 24 | 17-02-2019 | Duty Free Tennis Championships Dubaï | Premier 5 | 2 527 250 $   | Dur (ext.)      | Hsieh Su-wei         | Lucie Hradecká Ekaterina Makarova             | 6-4, 6-4          | Parcours |
| 25 | 04-05-2019 | Mutua Madrid Open Madrid             | PREMIER*  | 6 536 160 € $ | Terre (ext.)    | Hsieh Su-wei         | Gabriela Dabrowski Xu Yifan                   | 6-3, 6-1          | Parcours |
| 26 | 17-06-2019 | Nature Valley Classic Birmingham     | Premier   | 941 163 $     | Gazon (ext.)    | Hsieh Su-wei         | Anna-Lena Grönefeld Demi Schuurs              | 6-4, 6-74, [10-8] | Parcours |
| 27 | 03-07-2019 | The Championships Wimbledon          | G. Chelem | 17 769 000£ $ | Gazon (ext.)    | Hsieh Su-wei         | Gabriela Dabrowski Xu Yifan                   | 6-2, 6-4          | Parcours |
| 28 | 06-01-2020 | Brisbane International Brisbane      | Premier   | 1 434 900 $   | Dur (ext.)      | Hsieh Su-wei         | Ashleigh Barty Kiki Bertens                   | 3-6, 7-67, [10-8] | Parcours |
| 29 | 17-02-2020 | Tennis Championships Dubaï           | Premier   | 2 529 740 $   | Dur (ext.)      | Hsieh Su-wei         | Barbora Krejčíková Zheng Saisai               | 7-5, 3-6, [10-5]  | Parcours |
| 30 | 23-02-2020 | Qatar Open 2020 Doha                 | Premier 5 | 2 939 695 $   | Dur (ext.)      | Hsieh Su-wei         | Gabriela Dabrowski Jeļena Ostapenko           | 6-2, 5-7, [10-2]  | Parcours |
| 31 | 14-09-2020 | Internazionali d'Italia Rome         | Premier 5 | 2 098 290 $   | Terre (ext.)    | Hsieh Su-wei         | Anna-Lena Friedsam Raluca Olaru               | 6-2, 6-2          | Parcours |
| 32 | 06-07-2023 | The Championships Wimbledon          | G. Chelem | 44 700 000 £  | Gazon (ext.)    | Hsieh Su-wei         | Storm Hunter Elise Mertens                    | 7-5, 6-4          | Parcours |

### Finales en double dames
| No | Date       | Nom et lieu du tournoi       | Catégorie | Dotation      | Surface         | Vainqueures                          | Partenaire            | Score            |          |
| -- | ---------- | ---------------------------- | --------- | ------------- | --------------- | ------------------------------------ | --------------------- | ---------------- | -------- |
| 1  | 14-02-2005 | Copa Colsanitas Bogota       | Tier III  | 170 000 $     | Terre (ext.)    | Emmanuelle Gagliardi Tina Pisnik     | Ľubomíra Kurhajcová   | 6-4, 6-3         | Parcours |
| 2  | 09-05-2005 | ECM Open Prague              | Tier IV   | 140 000 $     | Terre (ext.)    | Émilie Loit Nicole Pratt             | Jelena Kostanić       | 6-76, 6-4, 6-4   | Parcours |
| 3  | 02-01-2006 | ASB Classic Auckland         | Tier IV   | 145 000 $     | Dur (ext.)      | Elena Likhovtseva Vera Zvonareva     | Émilie Loit           | 6-3, 6-4         | Parcours |
| 4  | 31-12-2007 | ASB Classic Auckland         | Tier IV   | 145 000 $     | Dur (ext.)      | Mariya Koryttseva Lilia Osterloh     | Martina Müller        | 6-3, 6-4         | Parcours |
| 5  | 02-03-2009 | Abierto Monterrey Monterrey  | Intern'l  | 220 000 $     | Dur (ext.)      | Nathalie Dechy Mara Santangelo       | Iveta Benešová        | 6-3, 6-4         | Parcours |
| 6  | 13-07-2009 | ECM Open Prague              | Intern'l  | 220 000 $     | Terre (ext.)    | Alona Bondarenko Kateryna Bondarenko | Iveta Benešová        | 6-1, 6-2         | Parcours |
| 7  | 05-07-2010 | Swedish Open Women Båstad    | Intern'l  | 220 000 $     | Terre (ext.)    | Gisela Dulko Flavia Pennetta         | Renata Voráčová       | 7-60, 6-0        | Parcours |
| 8  | 13-09-2010 | Challenge Bell Québec        | Intern'l  | 220 000 $     | Moquette (int.) | Sofia Arvidsson Johanna Larsson      | Bethanie Mattek-Sands | 6-1, 2-6, [10-6] | Parcours |
| 9  | 18-10-2010 | BGL Open Luxembourg          | Intern'l  | 220 000 $     | Dur (int.)      | Timea Bacsinszky Tathiana Garbin     | Iveta Benešová        | 6-4, 6-4         | Parcours |
| 10 | 08-10-2012 | Generali Ladies Linz         | Intern'l  | 220 000 $     | Dur (int.)      | Anna-Lena Grönefeld Květa Peschke    | Julia Görges          | 6-3, 6-4         | Parcours |
| 11 | 04-01-2016 | ASB Classic Auckland         | Intern'l  | 250 000 $     | Dur (ext.)      | Elise Mertens An-Sophie Mestach      | Danka Kovinić         | 2-6, 6-3, [10-5] | Parcours |
| 12 | 25-09-2016 | Wuhan Open Wuhan             | Premier 5 | 2 589 000 $   | Dur (ext.)      | Bethanie Mattek-Sands Lucie Šafářová | Sania Mirza           | 6-1, 6-4         | Parcours |
| 13 | 08-01-2017 | Apia International Sydney    | Premier   | 776 000 $     | Dur (ext.)      | Tímea Babos Anastasia Pavlyuchenkova | Sania Mirza           | 6-4, 6-4         | Parcours |
| 14 | 21-03-2017 | Miami Open Miami             | PREMIER*  | 7 669 423 $   | Dur (ext.)      | Gabriela Dabrowski Xu Yifan          | Sania Mirza           | 6-4, 6-3         | Parcours |
| 15 | 14-05-2018 | Internazionali d'Italia Rome | Premier 5 | 3 351 720 $   | Terre (ext.)    | Ashleigh Barty Demi Schuurs          | Andrea Hlaváčková     | 6-3, 6-4         | Parcours |
| 16 | 17-09-2018 | Pan Pacific Open Tokyo       | Premier   | 890 100 $     | Dur (ext.)      | Miyu Kato Makoto Ninomiya            | Andrea Hlaváčková     | 6-4, 6-4         | Parcours |
| 17 | 23-09-2018 | Dongfeng Motor Open Wuhan    | Premier 5 | 2 365 250 $   | Dur (ext.)      | Elise Mertens Demi Schuurs           | Andrea Hlaváčková     | 6-3, 6-3         | Parcours |
| 18 | 27-10-2019 | WTA Finals Shenzhen          | Masters   | 14 000 000 $  | Dur (int.)      | Tímea Babos Kristina Mladenovic      | Hsieh Su-wei          | 6-1, 6-3         | Parcours |
| 19 | 20-01-2020 | Australian Open Melbourne    | G. Chelem | 3 884 000 AU$ | Dur (ext.)      | Tímea Babos Kristina Mladenovic      | Hsieh Su-wei          | 6-2, 6-1         | Parcours |

## Parcours en Grand Chelem

### En simple dames
| Année | Open d'Australie | Open d'Australie     | Internationaux de France | Internationaux de France | Wimbledon       | Wimbledon           | US Open         | US Open              |
| ----- | ---------------- | -------------------- | ------------------------ | ------------------------ | --------------- | ------------------- | --------------- | -------------------- |
| 2003  | Q2               | Julia Vakulenko      | —                        | —                        | 1er tour (1/64) | Tatiana Perebiynis  | Q3              | Mara Santangelo      |
| 2004  | 2e tour (1/32)   | Lina Krasnoroutskaïa | 2e tour (1/32)           | Anastasia Myskina        | 1er tour (1/64) | Silvija Talaja      | 1er tour (1/64) | Anabel Medina        |
| 2005  | 1er tour (1/64)  | Tamarine Tanasugarn  | 1er tour (1/64)          | Elena Dementieva         | 2e tour (1/32)  | Dinara Safina       | 1er tour (1/64) | Marion Bartoli       |
| 2006  | Q2               | Nathalie Viérin      | Q3                       | Yuliya Beygelzimer       | Q3              | Vasilisa Bardina    | Q2              | Emmanuelle Gagliardi |
| 2007  | Q2               | Klára Zakopalová     | Q1                       | Monica Niculescu         | 1er tour (1/64) | Tamira Paszek       | Q1              | Junri Namigata       |
| 2008  | Q2               | Hsieh Su-wei         | Q1                       | Ekaterina Dzehalevich    | 3e tour (1/16)  | Svetlana Kuznetsova | 1er tour (1/64) | Vera Zvonareva       |
| 2009  | 1er tour (1/64)  | Stéphanie Cohen      | 1er tour (1/64)          | L. Domínguez             | 1er tour (1/64) | Ekaterina Makarova  | 2e tour (1/32)  | Victoria Azarenka    |
| 2010  | 2e tour (1/32)   | Dinara Safina        | 1er tour (1/64)          | R. de los Ríos           | 3e tour (1/16)  | Maria Sharapova     | 1er tour (1/64) | Maria Kirilenko      |
| 2011  | 3e tour (1/16)   | Li Na                | 1er tour (1/64)          | Li Na                    | 2e tour (1/32)  | Francesca Schiavone | 1er tour (1/64) | Petra Martić         |
| 2012  | 2e tour (1/32)   | Serena Williams      | 1er tour (1/64)          | Stéphanie Foretz         | 1er tour (1/64) | Serena Williams     | 1er tour (1/64) | Kirsten Flipkens     |
| 2013  | —                | —                    | 1er tour (1/64)          | Bojana Jovanovski        | 2e tour (1/32)  | Tsvetana Pironkova  | Q1              | Madison Brengle      |
| 2014  | 2e tour (1/32)   | Victoria Azarenka    | 1er tour (1/64)          | Heather Watson           | 1/4 de finale   | Petra Kvitová       | 3e tour (1/16)  | Eugenie Bouchard     |
| 2015  | 3e tour (1/16)   | Victoria Azarenka    | 1er tour (1/64)          | Tsvetana Pironkova       | 1er tour (1/64) | Sloane Stephens     | 3e tour (1/16)  | Sabine Lisicki       |
| 2016  | 1/8 de finale    | Victoria Azarenka    | 3e tour (1/16)           | Agnieszka Radwańska      | 3e tour (1/16)  | Ekaterina Makarova  | 1er tour (1/64) | Monica Niculescu     |
| 2017  | 1/8 de finale    | Serena Williams      | 2e tour (1/32)           | Alizé Cornet             | 2e tour (1/32)  | Naomi Osaka         | 2e tour (1/32)  | Jennifer Brady       |
| 2018  | 1/8 de finale    | Karolína Plíšková    | 1/8 de finale            | Yulia Putintseva         | 3e tour (1/16)  | Julia Görges        | 3e tour (1/16)  | Elise Mertens        |
| 2019  | 1er tour (1/64)  | Yulia Putintseva     | 1er tour (1/64)          | Samantha Stosur          | 1/2 finale      | Serena Williams     | 1er tour (1/64) | Aliona Bolsova       |
| 2020  | 1er tour (1/64)  | Sorana Cîrstea       | 2e tour (1/32)           | Barbora Krejčíková       | Annulé          | Annulé              | —               | —                    |
| 2021  | 1er tour (1/64)  | Svetlana Kuznetsova  | —                        | —                        | —               | —                   | —               | —                    |
|       |                  |                      |                          |                          |                 |                     |                 |                      |
| 2023  | —                | —                    | —                        | —                        | 2e tour (1/32)  | Magda Linette       | 1er tour (1/64) | Kaia Kanepi          |

N.B. : à droite du résultat se trouve le nom de l'ultime adversaire.

### En double dames
| Année | Open d'Australie                                                                 | Open d'Australie                                                                  | Internationaux de France                                                        | Internationaux de France                                                   | Wimbledon                                                                         | Wimbledon      | US Open                                | US Open |
| ----- | -------------------------------------------------------------------------------- | --------------------------------------------------------------------------------- | ------------------------------------------------------------------------------- | -------------------------------------------------------------------------- | --------------------------------------------------------------------------------- | -------------- | -------------------------------------- | ------- |
| 2005  | —                                                                                | —                                                                                 | 2e tour (1/16) Dushevina \|\| style="text-align:left;" \| Stewart Stosur        | 1/8 de finale Loit \|\| style="text-align:left;" \| Black Huber            | 1er tour (1/32) Peschke \|\| style="text-align:left;" \| Camerin Garbin           |                |                                        |         |
| 2006  | 1er tour (1/32) Vaidišová \|\| style="text-align:left;" \| Hantuchová Sugiyama   | 1/8 de finale Benešová \|\| style="text-align:left;" \| Yan Zi Zheng Jie          | 2e tour (1/16) Benešová \|\| style="text-align:left;" \| Gajdošová Harkleroad   | 1er tour (1/32) Benešová \|\| style="text-align:left;" \| Yan Zi Zheng Jie |                                                                                   |                |                                        |         |
| 2007  | 1er tour (1/32) Benešová \|\| style="text-align:left;" \| Beltrame Mauresmo      | 1er tour (1/32) Paszek \|\| style="text-align:left;" \| Grandin Granville         | 2e tour (1/16) Vaidišová \|\| style="text-align:left;" \| Bartoli Meilen Tu     | 1er tour (1/32) Kostanić \|\| style="text-align:left;" \| Medina Ruano     |                                                                                   |                |                                        |         |
| 2008  | 1/8 de finale Vaidišová \|\| style="text-align:left;" \| Yan Zi Zheng Jie        | 1er tour (1/32) Arvidsson \|\| style="text-align:left;" \| Vesnina Zvonareva      | —                                                                               | —                                                                          | 1er tour (1/32) K. Zakopalová \|\| style="text-align:left;" \| Poutchek Rodionova |                |                                        |         |
| 2009  | 2e tour (1/16) Benešová \|\| style="text-align:left;" \| Szávay Vesnina          | 2e tour (1/16) Benešová \|\| style="text-align:left;" \| Pavlyuchenkova Schiavone | 1/8 de finale Benešová \|\| style="text-align:left;" \| Black Huber             | 2e tour (1/16) Benešová \|\| style="text-align:left;" \| Black Huber       |                                                                                   |                |                                        |         |
| 2010  | 2e tour (1/16) Benešová \|\| style="text-align:left;" \| Hlaváčková Hradecká     | 1/8 de finale Benešová \|\| style="text-align:left;" \| Huber Medina              | 1/8 de finale Benešová \|\| style="text-align:left;" \| Vesnina Zvonareva       | 1/8 de finale Benešová \|\| style="text-align:left;" \| King Shvedova      |                                                                                   |                |                                        |         |
| 2011  | 1/8 de finale Benešová \|\| style="text-align:left;" \| Mattek-Sands Shaughnessy | 1er tour (1/32) Benešová \|\| style="text-align:left;" \| Hlaváčková Hradecká     | 1/8 de finale Benešová \|\| style="text-align:left;" \| Erakovic Tanasugarn     | 1/4 de finale Benešová \|\| style="text-align:left;" \| Huber Raymond      |                                                                                   |                |                                        |         |
| 2012  | 2e tour (1/16) Benešová \|\| style="text-align:left;" \| Fujiwara Morita         | 1er tour (1/32) Benešová \|\| style="text-align:left;" \| Kerber Radwańska        | 2e tour (1/16) Benešová \|\| style="text-align:left;" \| Govortsova Minella     | 2e tour (1/16) Benešová \|\| style="text-align:left;" \| Kerber Paszek     |                                                                                   |                |                                        |         |
| 2013  | —                                                                                | —                                                                                 | 1er tour (1/32) Cibulková \|\| style="text-align:left;" \| Kuznetsova Pennetta  | 1/4 de finale Görges \|\| style="text-align:left;" \| Aoyama Scheepers     | 2e tour (1/16) Görges \|\| style="text-align:left;" \| Hercog Raymond             |                |                                        |         |
| 2014  | 2e tour (1/16) Görges \|\| style="text-align:left;" \| Adamczak Rogowska         | 2e tour (1/16) Date \|\| style="text-align:left;" \| Hradecká Krajicek            | 2e tour (1/16) Date \|\| style="text-align:left;" \| Barty Dellacqua            | 1/2 finale Date \|\| style="text-align:left;" \| Makarova Vesnina          |                                                                                   |                |                                        |         |
| 2015  | 1/2 finale Krajicek \|\| style="text-align:left;" \| Chan Yung-jan Zheng Jie     | 1/4 de finale Krajicek \|\| style="text-align:left;" \| Dellacqua Shvedova        | 1/8 de finale Krajicek \|\| style="text-align:left;" \| Babos Mladenovic        | 1/8 de finale Krajicek \|\| style="text-align:left;" \| Hingis Mirza       |                                                                                   |                |                                        |         |
| 2016  | 3e tour (1/8) Lučić \|\| style="text-align:left;" \| Grönefeld Vandeweghe        | 2e tour (1/16) Krajicek \|\| style="text-align:left;" \| Friedsam Siegemund       | 3e tour (1/8) Krajicek \|\| style="text-align:left;" \| Makarova Vesnina        | 1/4 de finale Mirza \|\| style="text-align:left;" \| Garcia Mladenovic     |                                                                                   |                |                                        |         |
| 2017  | 3e tour (1/8) Mirza \|\| style="text-align:left;" \| Hozumi Kato                 | —                                                                                 | —                                                                               | 3e tour (1/8) Görges \|\| style="text-align:left;" \| Grönefeld Peschke    | 1/2 finale Šafářová \|\| style="text-align:left;" \| Hradecká Siniaková           |                |                                        |         |
| 2018  | 1/4 de finale Šafářová \|\| style="text-align:left;" \| Hsieh Su-wei Peng Shuai  | 1/2 finale Hlaváčková \|\| style="text-align:left;" \| Krejčíková Siniaková       | 1/8 de finale Hlaváčková \|\| style="text-align:left;" \| Mattek-Sands Šafářová | 1/8 de finale Hlaváčková \|\| style="text-align:left;" \| Barty Vandeweghe |                                                                                   |                |                                        |         |
| 2019  | 1/2 finale Vondroušová \|\| style="text-align:left;" \| Stosur Zhang Shuai       | 1/8 de finale Hsieh Su-wei \|\| style="text-align:left;" \| Kichenok Ostapenko    | Victoire Hsieh Su-wei                                                           | Dabrowski Xu Yifan                                                         | 1/8 de finale Hsieh Su-wei \|\| style="text-align:left;" \| Kichenok Ostapenko    |                |                                        |         |
| 2020  | Finale Hsieh Su-wei                                                              | Babos Mladenovic                                                                  | 1/8 de finale Hsieh Su-wei \|\| style="text-align:left;" \| Guarachi Krawczyk   | Annulé                                                                     | Annulé                                                                            | —              | —                                      |         |
| 2021  | 2e tour (1/16) Hsieh Su-wei \|\| style="text-align:left;" \| Jurak Stojanović    | —                                                                                 | —                                                                               | —                                                                          | —                                                                                 | —              | —                                      |         |
|       |                                                                                  |                                                                                   |                                                                                 |                                                                            |                                                                                   |                |                                        |         |
| 2023  | —                                                                                | —                                                                                 | —                                                                               | —                                                                          | Victoire Hsieh Su-wei                                                             | Hunter Mertens | 1/8 de finale Vondroušová \|\| Forfait |         |

N.B. : le nom de la partenaire se trouve sous le résultat ; les noms des ultimes adversaires se trouvent à droite.

### En double mixte
| Année | Open d'Australie                                                           | Open d'Australie                                                       | Internationaux de France                                                        | Internationaux de France                                             | Wimbledon                                                                     | Wimbledon                                                                     | US Open                                                                       | US Open |
| ----- | -------------------------------------------------------------------------- | ---------------------------------------------------------------------- | ------------------------------------------------------------------------------- | -------------------------------------------------------------------- | ----------------------------------------------------------------------------- | ----------------------------------------------------------------------------- | ----------------------------------------------------------------------------- | ------- |
| 2004  | —                                                                          | —                                                                      | —                                                                               | —                                                                    | 1/4 de finale Rikl \|\| style="text-align:left;" \| Molik Woodbridge          | —                                                                             | —                                                                             |         |
|       |                                                                            |                                                                        |                                                                                 |                                                                      |                                                                               |                                                                               |                                                                               |         |
| 2009  | —                                                                          | —                                                                      | —                                                                               | —                                                                    | 2e tour (1/16) Petzschner \|\| style="text-align:left;" \| B. Mattek Bryan    | —                                                                             | —                                                                             |         |
| 2010  | 1/4 de finale Marach \|\| style="text-align:left;" \| Pennetta Melo        | 2e tour (1/8) Čermák \|\| style="text-align:left;" \| Shvedova Knowle  | 1er tour (1/32) Petzschner \|\| style="text-align:left;" \| Hsieh Su-wei Soares | —                                                                    | —                                                                             |                                                                               |                                                                               |         |
| 2011  | 2e tour (1/8) Marach \|\| style="text-align:left;" \| Chuang Ch-j. Norman  | 2e tour (1/8) Tecău \|\| style="text-align:left;" \| Uhlířová Mertiňák | 2e tour (1/16) Petzschner \|\| style="text-align:left;" \| Dulgheru R. Ram      | 1/4 de finale Petzschner \|\| style="text-align:left;" \| Oudin Sock |                                                                               |                                                                               |                                                                               |         |
| 2012  | —                                                                          | —                                                                      | —                                                                               | —                                                                    | —                                                                             | —                                                                             | 1er tour (1/16) Polášek \|\| style="text-align:left;" \| Voskoboeva Bracciali |         |
|       |                                                                            |                                                                        |                                                                                 |                                                                      |                                                                               |                                                                               |                                                                               |         |
| 2015  | 1er tour (1/16) Bopanna \|\| style="text-align:left;" \| Mladenovic Nestor | —                                                                      | —                                                                               | 1er tour (1/32) Melzer \|\| style="text-align:left;" \| Keys Kyrgios | —                                                                             | —                                                                             |                                                                               |         |
|       |                                                                            |                                                                        |                                                                                 |                                                                      |                                                                               |                                                                               |                                                                               |         |
| 2020  | 1er tour (1/16) Melo \|\| style="text-align:left;" \| Mattek-Sands Murray  | Annulé                                                                 | Annulé                                                                          | Annulé                                                               | Annulé                                                                        | Annulé                                                                        | Annulé                                                                        |         |
| 2021  | 1er tour (1/16) Mektić \|\| style="text-align:left;" \| Carter Gillé       | —                                                                      | —                                                                               | —                                                                    | —                                                                             | —                                                                             | —                                                                             |         |
|       |                                                                            |                                                                        |                                                                                 |                                                                      |                                                                               |                                                                               |                                                                               |         |
| 2023  | —                                                                          | —                                                                      | —                                                                               | —                                                                    | 1er tour (1/16) González \|\| style="text-align:left;" \| Sutjiadi Middelkoop | 1/4 de finale González \|\| style="text-align:left;" \| E. Shibahara M. Pavić |                                                                               |         |

N.B. : le nom du partenaire se trouve sous le résultat ; les noms des ultimes adversaires se trouvent à droite.

## Parcours en «Premier» et WTA 1000
Les tournois WTA « Premier Mandatory » et « Premier 5 » (entre 2009 et 2020) et WTA 1000 (à partir de 2021) constituent les catégories d'épreuves les plus prestigieuses, après les quatre levées du Grand Chelem.

### En simple dames
| Année |       |                             |                                   |                                  |                                |                                   |                                |                               |                              |                                   |  |                             |
| Doha  | Dubaï | Indian Wells                | Miami                             | Madrid                           | Rome                           | Canada                            | Cincinnati                     | Pékin                         |                              | Tokyo                             |  |                             |
| Doha  | Dubaï | Indian Wells                | Miami                             | Madrid                           | Rome                           | Canada                            | Cincinnati                     | Pékin                         | Wuhan                        |                                   |  |                             |
| Doha  | Dubaï | Indian Wells                | Miami                             | Madrid                           | Rome                           | Canada                            | Cincinnati                     | Pékin                         | Guadalajara                  |                                   |  |                             |
| 2009  |       | Hors calendrier             |                                   | 1er tour (1/64) N. Llagostera    | 2e tour (1/32) A. Cornet       |                                   |                                |                               |                              |                                   |  |                             |
| 2010  |       | Hors calendrier             |                                   | 2e tour (1/32) K. Clijsters      | 1er tour (1/64) P. Hercog      |                                   |                                |                               |                              | 1er tour (1/32) A. Dulgheru       |  | 1er tour (1/32) S. Errani   |
| 2011  |       | WTA 500                     |                                   | 3e tour (1/16) A. Ivanović       | 2e tour (1/32) A. Radwańska    | 1er tour (1/32) I. Benešová       | 1er tour (1/32) L. Domínguez   |                               |                              | 1er tour (1/32) A. Pavlyuchenkova |  | 2e tour (1/16) J. Janković  |
| 2012  |       | 1er tour (1/32) I. Benešová | WTA 500                           | 2e tour (1/32) P. Kvitová        | 2e tour (1/32) C. Wozniacki    |                                   |                                |                               |                              |                                   |  | 1er tour (1/32) R. Vinci    |
| 2013  |       |                             | WTA 500                           |                                  |                                |                                   |                                |                               |                              |                                   |  | 1er tour (1/32) K. Flipkens |
| 2014  |       |                             | WTA 500                           | 2e tour (1/32) S. Kuznetsova     | 3e tour (1/16) E. Svitolina    |                                   |                                | 2e tour (1/16) A. Radwańska   | 2e tour (1/16) Stephens      | 1er tour (1/32) S. Halep          |  | 3e tour (1/8) A. Kerber     |
| 2015  |       | WTA 500                     | 2e tour (1/16) Ka. Plíšková       | 2e tour (1/32) A. Pavlyuchenkova | 2e tour (1/32) K. Mladenovic   | 3e tour (1/8) I.-C. Begu          | 1er tour (1/32) C. McHale      | 2e tour (1/16) S. Lisicki     | 1er tour (1/32) V. Lepchenko | 1er tour (1/32) K. Bondarenko     |  | 3e tour (1/8) C. Vandeweghe |
| 2016  |       | 2e tour (1/16) P. Kvitová   | WTA 500                           | 4e tour (1/8) S. Halep           | 2e tour (1/32) A. Kerber       | 2e tour (1/16) M. Keys            | 1/4 de finale M. Keys          | 2e tour (1/16) V. Williams    | 3e tour (1/8) A. Kerber      | 2e tour (1/16) A. Kerber          |  | 1/4 de finale D. Cibulková  |
| 2017  |       | WTA 500                     | 2e tour (1/16) Peng S.            | 3e tour (1/16) A. Pavlyuchenkova | 4e tour (1/8) Ka. Plíšková     | 2e tour (1/16) L. Arruabarrena    | 2e tour (1/16) T. Bacsinszky   | 3e tour (1/8) S. Halep        | 1er tour (1/32) E. Makarova  | 1/4 de finale P. Kvitová          |  | 2e tour (1/16) J. Ostapenko |
| 2018  |       | 2e tour (1/16) J. Görges    | WTA 500                           | 2e tour (1/32) P. Martić         | 2e tour (1/32) C. McHale       | 1er tour (1/32) C. Suárez Navarro | 1er tour (1/32) S. Stephens    | 1er tour (1/32) M. Rybáriková | 1er tour (1/32) A. Kontaveit | 1er tour (1/32) P. Martić         |  | 2e tour (1/16) D. Gavrilova |
| 2019  |       | WTA 500                     | 1er tour (1/32) C. Suárez Navarro | 2e tour (1/32) S. Halep          | 1er tour (1/64) M. Vondroušová | 1er tour (1/32) K. Mladenovic     | 1er tour (1/32) M. Vondroušová |                               | 1er tour (1/32) D. Kasatkina | 1er tour (1/32) V. Williams       |  | 2e tour (1/16) S. Halep     |
| 2020  |       | 2e tour (1/16) J. Ostapenko | WTA 500                           | Annulé                           | Annulé                         | Annulé                            | 2e tour (1/16) Ka. Plíšková    | Annulé                        |                              | Annulé                            |  | Annulé                      |
|       |       | WTA 1000                    |                                   |                                  |                                |                                   |                                |                               |                              |                                   |  |                             |
| 2023  |       | WTA 500                     |                                   |                                  |                                | 1er tour (1/64) E. Cocciaretto    | 2e tour (1/32) M. Sákkari      |                               |                              |                                   |  |                             |

Sous le résultat, l’ultime adversaire.
1. 1 2   Les tournois de Doha et Dubaï alternent le statut de tournoi WTA 1000 (ex Premier 5) entre 2009 et 2023 : les trois premières éditions ont lieu à Dubaï, les trois suivantes à Doha, puis Dubaï accueille le tournoi de cette catégorie les années impaires et Dubaï les années paires. De 2011 à 2023, la ville qui n’accueille pas de WTA 1000 organise à la place un tournoi WTA 500 (ex Premier).
2. 1 2 3 4 5 6 7 8   L’ordre de déroulement des tournois a évolué depuis 2009 : Rome se dispute avant Madrid et Cincinnati avant Montréal/Toronto jusqu’en 2010, tandis que Tokyo (2009-2013)-Wuhan (2014-2019, 2024-)-Guadalajara (2022-2023) ont lieu avant Pékin jusqu’en 2023.
3. 1 2 3 4 5 6  Du fait de la pandémie de Covid-19, les tournois d’Indian Wells, de Miami, de Madrid, du Canada, de Wuhan et de Pékin sont annulés en 2020. Ces deux derniers le sont également en 2021. Pour des raisons d’organisation, le tournoi de Cincinnati 2020 a exceptionnellement lieu à Flushing Meadows à New York.

### En double dames
| Année                                                                         | Premier Mandatory                                                            | Premier Mandatory                                                            | Premier Mandatory                                                           | Premier Mandatory                                                          | Premier Mandatory                                                  | Premier Mandatory                                                              | Premier Mandatory                                                            | Premier Mandatory                                                            | Premier 5                                                                   | Premier 5                                                            | Premier 5                                                                    | Premier 5                                                                          | Premier 5                                                                 | Premier 5                                                              | Premier 5                                                             | Premier 5                                                               | Premier 5  | Premier 5  | Premier 5 | Premier 5 | Premier 5 | Premier 5 |             |             |
| Année                                                                         | Indian Wells                                                                 | Indian Wells                                                                 | Miami                                                                       | Miami                                                                      | Madrid                                                             | Madrid                                                                         | Pékin                                                                        | Pékin                                                                        | Dubaï                                                                       | Dubaï                                                                | Doha                                                                         | Doha                                                                               | Rome                                                                      | Rome                                                                   | Canada                                                                | Canada                                                                  | Cincinnati | Cincinnati | Tokyo     | Tokyo     | Wuhan     | Wuhan     | Guadalajara | Guadalajara |
| ----------------------------------------------------------------------------- | ---------------------------------------------------------------------------- | ---------------------------------------------------------------------------- | --------------------------------------------------------------------------- | -------------------------------------------------------------------------- | ------------------------------------------------------------------ | ------------------------------------------------------------------------------ | ---------------------------------------------------------------------------- | ---------------------------------------------------------------------------- | --------------------------------------------------------------------------- | -------------------------------------------------------------------- | ---------------------------------------------------------------------------- | ---------------------------------------------------------------------------------- | ------------------------------------------------------------------------- | ---------------------------------------------------------------------- | --------------------------------------------------------------------- | ----------------------------------------------------------------------- | ---------- | ---------- | --------- | --------- | --------- | --------- | ----------- | ----------- |
| 2009                                                                          |                                                                              |                                                                              |                                                                             |                                                                            |                                                                    |                                                                                |                                                                              |                                                                              |                                                                             |                                                                      |                                                                              |                                                                                    |                                                                           |                                                                        |                                                                       |                                                                         |            |            |           |           |           |           |             |             |
| 1/4 de finale Melzer \|\| style="text-align:left;" \| Dulko Peer              | 1er tour (1/32) Melzer \|\| style="text-align:left;" \| Chuang Mirza         | —                                                                            | —                                                                           | —                                                                          | —                                                                  | —                                                                              | —                                                                            |                                                                              |                                                                             | —                                                                    | —                                                                            | 1/4 de finale Melzer \|\| style="text-align:left;" \| Llagostera Sanchez           | —                                                                         | —                                                                      | —                                                                     | —                                                                       |            |            |           |           |           |           |             |             |
| 2010                                                                          |                                                                              |                                                                              |                                                                             |                                                                            |                                                                    |                                                                                |                                                                              |                                                                              |                                                                             |                                                                      |                                                                              |                                                                                    |                                                                           |                                                                        |                                                                       |                                                                         |            |            |           |           |           |           |             |             |
| 1/4 de finale Melzer \|\| style="text-align:left;" \| Petrova Stosur          | 1er tour (1/32) Melzer \|\| style="text-align:left;" \| Kleybanova Schiavone | 1er tour (1/32) Melzer \|\| style="text-align:left;" \| Mattek-Sands Yan     | —                                                                           | —                                                                          | —                                                                  | —                                                                              |                                                                              |                                                                              | —                                                                           | —                                                                    | 1/4 de finale Melzer \|\| style="text-align:left;" \| Garrigues Yan          | —                                                                                  | —                                                                         | Victoire Melzer                                                        | Peer Peng                                                             |                                                                         |            |            |           |           |           |           |             |             |
| 2011                                                                          |                                                                              |                                                                              |                                                                             |                                                                            |                                                                    |                                                                                |                                                                              |                                                                              |                                                                             |                                                                      |                                                                              |                                                                                    |                                                                           |                                                                        |                                                                       |                                                                         |            |            |           |           |           |           |             |             |
| 2e tour (1/16) Melzer \|\| style="text-align:left;" \| Mirza Vesnina          | 2e tour (1/16) Melzer \|\| style="text-align:left;" \| Ivanovic Petkovic     | 1er tour (1/32) Melzer \|\| style="text-align:left;" \| Mirza Vesnina        | 2e tour (1/16) Melzer \|\| style="text-align:left;" \| Atawo Spears         | —                                                                          | —                                                                  |                                                                                |                                                                              | 2e tour (1/16) Melzer \|\| style="text-align:left;" \| Petrova Rodionova     | 1er tour (1/32) Melzer \|\| style="text-align:left;" \| Atawo Spears        | 1er tour (1/32) Melzer \|\| style="text-align:left;" \| Errani Vinci | 1er tour (1/32) Melzer \|\| style="text-align:left;" \| Dulko Pennetta       |                                                                                    |                                                                           |                                                                        |                                                                       |                                                                         |            |            |           |           |           |           |             |             |
| 2012                                                                          |                                                                              |                                                                              |                                                                             |                                                                            |                                                                    |                                                                                |                                                                              |                                                                              |                                                                             |                                                                      |                                                                              |                                                                                    |                                                                           |                                                                        |                                                                       |                                                                         |            |            |           |           |           |           |             |             |
| 1/2 finale Melzer \|\| style="text-align:left;" \| Huber Raymond              | 1er tour (1/32) Melzer \|\| style="text-align:left;" \| Groenefeld Martic    | 1er tour (1/32) Melzer \|\| style="text-align:left;" \| Hsieh Zheng          | 1/4 de finale Goerges \|\| style="text-align:left;" \| Llagostera Mirza     |                                                                            |                                                                    | 2e tour (1/16) Melzer \|\| style="text-align:left;" \| Jans-Ignacik Mladenovic | 1er tour (1/32) Melzer \|\| style="text-align:left;" \| Lisicki Peng         | 1er tour (1/32) Melzer \|\| style="text-align:left;" \| Hlavackova Hradecka  | —                                                                           | —                                                                    | 1/2 finale Goerges \|\| style="text-align:left;" \| Groenefeld Peschke       |                                                                                    |                                                                           |                                                                        |                                                                       |                                                                         |            |            |           |           |           |           |             |             |
| 2013                                                                          |                                                                              |                                                                              |                                                                             |                                                                            |                                                                    |                                                                                |                                                                              |                                                                              |                                                                             |                                                                      |                                                                              |                                                                                    |                                                                           |                                                                        |                                                                       |                                                                         |            |            |           |           |           |           |             |             |
| —                                                                             | —                                                                            | —                                                                            | —                                                                           | —                                                                          | —                                                                  | 2e tour (1/16) Goerges \|\| style="text-align:left;" \| Hsieh Peng             |                                                                              |                                                                              | —                                                                           | —                                                                    | —                                                                            | —                                                                                  | 1/4 de finale Goerges \|\| style="text-align:left;" \| Groenefeld Peschke | 1/2 finale Goerges \|\| style="text-align:left;" \| Groenefeld Peschke | 1/4 de finale Goerges \|\| style="text-align:left;" \| Hsieh Peng     |                                                                         |            |            |           |           |           |           |             |             |
| 2014                                                                          |                                                                              |                                                                              |                                                                             |                                                                            |                                                                    |                                                                                |                                                                              |                                                                              |                                                                             |                                                                      |                                                                              |                                                                                    |                                                                           |                                                                        |                                                                       |                                                                         |            |            |           |           |           |           |             |             |
| 1/4 de finale Date \|\| style="text-align:left;" \| Kuznetsova Stosur         | 2e tour (1/16) Date \|\| style="text-align:left;" \| Garrigues Shvedova      | —                                                                            | —                                                                           | —                                                                          | —                                                                  |                                                                                |                                                                              | —                                                                            | —                                                                           | —                                                                    | —                                                                            | 1/4 de finale Krajicek \|\| style="text-align:left;" \| Chan                       | 2e tour (1/16) Hantuchova \|\| style="text-align:left;" \| Errani Vinci   |                                                                        |                                                                       | 2e tour (1/16) Hantuchova \|\| style="text-align:left;" \| Atawo Spears |            |            |           |           |           |           |             |             |
| 2015                                                                          |                                                                              |                                                                              |                                                                             |                                                                            |                                                                    |                                                                                |                                                                              |                                                                              |                                                                             |                                                                      |                                                                              |                                                                                    |                                                                           |                                                                        |                                                                       |                                                                         |            |            |           |           |           |           |             |             |
| 2e tour (1/16) Krajicek \|\| style="text-align:left;" \| Makarova Vesnina     | 1er tour (1/32) Krajicek \|\| style="text-align:left;" \| Makarova Vesnina   | 1er tour (1/32) Krajicek \|\| style="text-align:left;" \| Husarova Olaru     | 1er tour (1/32) Bencic \|\| style="text-align:left;" \| Liang Wang          | 1er tour (1/32) Krajicek \|\| style="text-align:left;" \| Niculescu Panova |                                                                    |                                                                                | 1er tour (1/32) Krajicek \|\| style="text-align:left;" \| Dabrowski Rosolska | 2e tour (1/16) Krajicek \|\| style="text-align:left;" \| Mladenovic Pliskova | 2e tour (1/16) Krajicek \|\| style="text-align:left;" \| Dellacqua Shvedova |                                                                      |                                                                              | —                                                                                  | —                                                                         |                                                                        |                                                                       |                                                                         |            |            |           |           |           |           |             |             |
| 2016                                                                          |                                                                              |                                                                              |                                                                             |                                                                            |                                                                    |                                                                                |                                                                              |                                                                              |                                                                             |                                                                      |                                                                              |                                                                                    |                                                                           |                                                                        |                                                                       |                                                                         |            |            |           |           |           |           |             |             |
| 1er tour (1/32) Groenefeld \|\| style="text-align:left;" \| King Kudryavtseva | 1/4 de finale Makarova \|\| style="text-align:left;" \| Xu Zheng             | 1er tour (1/32) Peschke \|\| style="text-align:left;" \| Gasparyan Siniakova | 2e tour (1/16) Mirza \|\| style="text-align:left;" \| Dabrowski Sanchez     |                                                                            |                                                                    | 2e tour (1/16) Kvitova \|\| style="text-align:left;" \| Babos Georges          | 1er tour (1/32) Krajicek \|\| style="text-align:left;" \| Garcia Mladenovic  | 2e tour (1/16) Pliskova \|\| style="text-align:left;" \| Saville Stosur      | Victoire Mirza                                                              | Hingis Vandeweghe                                                    |                                                                              |                                                                                    | Finale Mirza                                                              | Mattek-Sands Safarova                                                  |                                                                       |                                                                         |            |            |           |           |           |           |             |             |
| 2017                                                                          |                                                                              |                                                                              |                                                                             |                                                                            |                                                                    |                                                                                |                                                                              |                                                                              |                                                                             |                                                                      |                                                                              |                                                                                    |                                                                           |                                                                        |                                                                       |                                                                         |            |            |           |           |           |           |             |             |
| 1/4 de finale Mirza \|\| style="text-align:left;" \| Chan Hingis              | Finale Mirza                                                                 | Dabrowski Xu                                                                 | 1er tour (1/32) Goerges \|\| style="text-align:left;" \| Groenefeld Peschke | 1/4 de finale Siniakova \|\| style="text-align:left;" \| Mirza Peng        | 1/2 finale Mirza \|\| style="text-align:left;" \| Makarova Vesnina |                                                                                |                                                                              | 1er tour (1/32) Pliskova \|\| style="text-align:left;" \| Krejcikova Zheng   | 1/2 finale Safarova \|\| style="text-align:left;" \| Groenefeld Peschke     | 1/2 finale Safarova \|\| style="text-align:left;" \| Chan Hingis     |                                                                              |                                                                                    | 1er tour (1/32) Saville \|\| style="text-align:left;" \| Melichar Smith   |                                                                        |                                                                       |                                                                         |            |            |           |           |           |           |             |             |
| 2018                                                                          |                                                                              |                                                                              |                                                                             |                                                                            |                                                                    |                                                                                |                                                                              |                                                                              |                                                                             |                                                                      |                                                                              |                                                                                    |                                                                           |                                                                        |                                                                       |                                                                         |            |            |           |           |           |           |             |             |
| Victoire Hsieh                                                                | Makarova Vesnina                                                             | 1er tour (1/32) Hlavackova \|\| style="text-align:left;" \| Atawo Groenefeld | 1/2 finale Hlavackova \|\| style="text-align:left;" \| Babos Mladenovic     | Victoire Hlavackova                                                        | Dabroswki Xu                                                       |                                                                                |                                                                              | 2e tour (1/16) Safarova \|\| style="text-align:left;" \| Dabroswki Ostapenko | Finale Hlavackova                                                           | Barty Schuurs                                                        | 2e tour (1/16) Hlavackova \|\| style="text-align:left;" \| Bertens Srebotnik | 1/4 de finale Hlavackova \|\| style="text-align:left;" \| Pavlyuchenkova Sevastova |                                                                           |                                                                        | Finale Hlavackova                                                     | Mertens Schuurs                                                         |            |            |           |           |           |           |             |             |
| 2019                                                                          |                                                                              |                                                                              |                                                                             |                                                                            |                                                                    |                                                                                |                                                                              |                                                                              |                                                                             |                                                                      |                                                                              |                                                                                    |                                                                           |                                                                        |                                                                       |                                                                         |            |            |           |           |           |           |             |             |
| 1/4 de finale Hsieh \|\| style="text-align:left;" \| Chan                     | 2e tour (1/16) Hsieh \|\| style="text-align:left;" \| Mertens Sabalenka      | Victoire Hsieh                                                               | Dabroswki Xu                                                                | 2e tour (1/16) Hsieh \|\| style="text-align:left;" \| Ostapenko Yastremska | Victoire Hsieh                                                     | Hradecka Makarova                                                              |                                                                              |                                                                              | 2e tour (1/16) Hsieh \|\| style="text-align:left;" \| Azarenka Barty        | —                                                                    | —                                                                            | 1/4 de finale Hsieh \|\| style="text-align:left;" \| Hradecka Klepac               |                                                                           |                                                                        | 2e tour (1/16) Hsieh \|\| style="text-align:left;" \| Kichenok Spears |                                                                         |            |            |           |           |           |           |             |             |
| 2020                                                                          |                                                                              |                                                                              |                                                                             |                                                                            |                                                                    |                                                                                |                                                                              |                                                                              |                                                                             |                                                                      |                                                                              |                                                                                    |                                                                           |                                                                        |                                                                       |                                                                         |            |            |           |           |           |           |             |             |
| —                                                                             | —                                                                            | —                                                                            | —                                                                           | —                                                                          | —                                                                  | —                                                                              | —                                                                            |                                                                              |                                                                             | Victoire Hsieh                                                       | Dabroswki Ostapenko                                                          | Victoire Hsieh                                                                     | Friedsam Olaru                                                            | —                                                                      | —                                                                     | —                                                                       | —          |            |           | —         | —         |           |             |             |
| WTA 1000                                                                      |                                                                              |                                                                              |                                                                             |                                                                            |                                                                    |                                                                                |                                                                              |                                                                              |                                                                             |                                                                      |                                                                              |                                                                                    |                                                                           |                                                                        |                                                                       |                                                                         |            |            |           |           |           |           |             |             |
| 2023                                                                          |                                                                              |                                                                              |                                                                             |                                                                            |                                                                    |                                                                                |                                                                              |                                                                              |                                                                             |                                                                      |                                                                              |                                                                                    |                                                                           |                                                                        |                                                                       |                                                                         |            |            |           |           |           |           |             |             |
| —                                                                             | —                                                                            | —                                                                            | —                                                                           | 1/4 de finale Hsieh \|\| style="text-align:left;" \| Fernandez Townsend    | —                                                                  | —                                                                              | —                                                                            | —                                                                            |                                                                             |                                                                      | 1er tour (1/32) Hsieh \|\| style="text-align:left;" \| Kichenok Zimmermann   | —                                                                                  | —                                                                         | —                                                                      | —                                                                     |                                                                         |            | —          | —         |           |           |           |             |             |

N.B. : le nom de la partenaire se trouve sous le résultat ; les noms des ultimes adversaires se trouvent à droite.

## Parcours aux Masters

### En double dames
| # | Date       | Nom de l'édition     | ($)        | Surface    | Résultat   | Partenaire           | Ultimes adversaires                   | Score    |          |
| - | ---------- | -------------------- | ---------- | ---------- | ---------- | -------------------- | ------------------------------------- | -------- | -------- |
| 1 | 21/10/2018 | WTA Finals Singapour | 7 000 000  | Dur (int.) | 1/2 finale | Andrea S. Hlaváčková | Barbora Krejčíková Kateřina Siniaková | 6-3, 6-2 | Parcours |
| 2 | 27/11/2019 | WTA Finals Shenzhen  | 14 000 000 | Dur (int.) | Finale     | Hsieh Su-wei         | Tímea Babos Kristina Mladenovic       | 6-1, 6-3 | Parcours |

## Parcours aux Jeux olympiques

### En simple dames
| # | Date       | Nom de l'olympiade                  | Surface    | Résultat        | Ultime adversaire      | Score    |          |
| - | ---------- | ----------------------------------- | ---------- | --------------- | ---------------------- | -------- | -------- |
| 1 | 15/08/2004 | Olympic Tennis Event Athènes        | Dur (ext.) | 1er tour (1/32) | Justine Henin Hardenne | 6-3, 6-4 | Parcours |
| 2 | 06/08/2016 | Olympic Tennis Event Rio de Janeiro | Dur (ext.) | 2e tour (1/16)  | Sara Errani            | 6-2, 6-2 | Parcours |

### En double dames
| # | Date       | Nom de l'olympiade                  | Surface    | Résultat        | Partenaire     | Ultimes adversaires                   | Score         |          |
| - | ---------- | ----------------------------------- | ---------- | --------------- | -------------- | ------------------------------------- | ------------- | -------- |
| 1 | 15/08/2004 | Olympic Tennis Event Athènes        | Dur (ext.) | 1er tour (1/16) | Libuše Průšová | Svetlana Kuznetsova Elena Likhovtseva | 6-2, 3-6, 6-1 | Parcours |
| 2 | 06/08/2016 | Olympic Tennis Event Rio de Janeiro | Dur (ext.) | Bronze          | Lucie Šafářová | Andrea Hlaváčková Lucie Hradecká      | 7-5, 6-1      | Parcours |

## Parcours en Fed Cup
| #                                                                               | Date       | Lieu        | Surface      | Gagnante(s)                            | Perdante(s)                         | Score            |                |
| ------------------------------------------------------------------------------- | ---------- | ----------- | ------------ | -------------------------------------- | ----------------------------------- | ---------------- | -------------- |
|                                                                                 |            |             |              |                                        |                                     |                  |                |
| 2002 - Barrage (groupe mondial I) - République tchèque - Canada - 5 : 0         |            |             |              |                                        |                                     |                  |                |
| 1                                                                               | 20/07/2002 | Přerov      | Terre (ext.) | Barbora Strýcová                       | Maureen Drake                       | 6-1, 6-0         | Parcours       |
| 1                                                                               | 20/07/2002 | Přerov      | Terre (ext.) | Petra Cetkovská Barbora Strýcová       | Marie-Ève Pelletier Vanessa Webb    | 6-2, 6-3         | Parcours       |
|                                                                                 |            |             |              |                                        |                                     |                  |                |
| 2003 - Barrage (groupe mondial I) - Afrique du Sud - République tchèque - 1 : 4 |            |             |              |                                        |                                     |                  |                |
| 2                                                                               | 19/07/2003 | Durban      | Dur (ext.)   | Amanda Coetzer                         | Barbora Strýcová                    | 3-6, 6-2, 6-2    | Parcours       |
| 2                                                                               | 19/07/2003 | Durban      | Dur (ext.)   | Barbora Strýcová                       | Chanelle Scheepers                  | 6-4, 7-65        | Parcours       |
| 2                                                                               | 19/07/2003 | Durban      | Dur (ext.)   | Klára Koukalová Barbora Strýcová       | Natalie Grandin Nicole Rencken      | 2-6, 6-4, 6-1    | Parcours       |
|                                                                                 |            |             |              |                                        |                                     |                  |                |
| 2004 - 1er tour (groupe mondial) - Italie - République tchèque - 3 : 1          |            |             |              |                                        |                                     |                  |                |
| 3                                                                               | 24/04/2004 | Lecce       | Terre (ext.) | Francesca Schiavone                    | Barbora Strýcová                    | 5-7, 6-1, 6-0    | Parcours       |
| 3                                                                               | 24/04/2004 | Lecce       | Terre (ext.) | Barbora Strýcová                       | Maria Elena Camerin                 | 7-5, 3-6, 7-5    | Parcours       |
|                                                                                 |            |             |              |                                        |                                     |                  |                |
| 2004 - Barrage (groupe mondial I) - Estonie - République tchèque - 2 : 3        |            |             |              |                                        |                                     |                  |                |
| 4                                                                               | 10/07/2004 | Tallinn     | Terre (ext.) | Barbora Strýcová                       | Maret Ani                           | 7-63, 5-7, 8-6   | Parcours       |
| 4                                                                               | 10/07/2004 | Tallinn     | Terre (ext.) | Barbora Strýcová                       | Margit Ruutel                       | 6-4, 6-4         | Parcours       |
|                                                                                 |            |             |              |                                        |                                     |                  |                |
| 2006 - 1er tour (groupe mondial II) - Thaïlande - République tchèque - 1 : 4    |            |             |              |                                        |                                     |                  |                |
| 5                                                                               | 22/04/2006 | Bangkok     | Dur (ext.)   | Iveta Benešová Barbora Z. Strýcová     | Nudnida Luangnam Napaporn Tongsalee | 6-2, 6-3         | Parcours       |
|                                                                                 |            |             |              |                                        |                                     |                  |                |
| 2007 - 1er tour (groupe mondial II) - Slovaquie - République tchèque - 0 : 5    |            |             |              |                                        |                                     |                  |                |
| 6                                                                               | 21/04/2007 | Bratislava  | Terre (ext.) | Barbora Z. Strýcová                    | Magdaléna Rybáriková                | 6-1, 2-1, ab.    | Parcours       |
| 6                                                                               | 21/04/2007 | Bratislava  | Terre (ext.) | Iveta Benešová Barbora Z. Strýcová     | Janette Husárová Dominika Cibulková | 6-3, 6-3         | Parcours       |
|                                                                                 |            |             |              |                                        |                                     |                  |                |
| 2007 - Barrage (groupe mondial I) - Espagne - République tchèque - 4 : 1        |            |             |              |                                        |                                     |                  |                |
| 7                                                                               | 14/07/2007 | Palafrugell | Terre (ext.) | Nuria Llagostera Virginia Ruano        | Petra Kvitová Barbora Z. Strýcová   | 6-4, 6-1         | Parcours       |
|                                                                                 |            |             |              |                                        |                                     |                  |                |
| 2011 - 1/4 de finale (groupe mondial) - Slovaquie - République tchèque - 2 : 3  |            |             |              |                                        |                                     |                  |                |
| 8                                                                               | 05/02/2011 | Bratislava  | Dur (int.)   | Jana Čepelová Magdaléna Rybáriková     | Květa Peschke Barbora Z. Strýcová   | 6-1, 4-6, 7-64   | Parcours       |
|                                                                                 |            |             |              |                                        |                                     |                  |                |
| 2011 - 1/2 finale (groupe mondial) - Belgique - République tchèque - 2 : 3      |            |             |              |                                        |                                     |                  |                |
| 9                                                                               | 16/04/2011 | Charleroi   | Dur (int.)   | Yanina Wickmayer                       | Barbora Z. Strýcová                 | 6-4, 6-4         | Parcours       |
| 9                                                                               | 16/04/2011 | Charleroi   | Dur (int.)   | Kirsten Flipkens                       | Barbora Z. Strýcová                 | 6-2, 6-3         | Parcours       |
| 9                                                                               | 16/04/2011 | Charleroi   | Dur (int.)   | Iveta Benešová Barbora Z. Strýcová     | Kirsten Flipkens Yanina Wickmayer   | 6-4, 6-4         | Parcours       |
|                                                                                 |            |             |              |                                        |                                     |                  |                |
| 2012 - 1er tour (groupe mondial) - Allemagne - République tchèque - 1 : 4       |            |             |              |                                        |                                     |                  |                |
| 10                                                                              | 04/02/2012 | Stuttgart   | Dur (int.)   | Iveta Benešová Barbora Z. Strýcová     | Julia Görges Anna-Lena Grönefeld    | 6-3, 7-64        | Parcours       |
|                                                                                 |            |             |              |                                        |                                     |                  |                |
| 2014 - 1er tour (groupe mondial) - Espagne - République tchèque - 2 : 3         |            |             |              |                                        |                                     |                  |                |
| 11                                                                              | 08/02/2014 | Séville     | Terre (ext.) | Carla Suárez Navarro                   | Barbora Z. Strýcová                 | 6-1, 6-4         | Parcours       |
| 11                                                                              | 08/02/2014 | Séville     | Terre (ext.) | Andrea Hlaváčková Barbora Z. Strýcová  | Silvia Soler Carla Suárez Navarro   | 7-67, 6-3        | Parcours       |
|                                                                                 |            |             |              |                                        |                                     |                  |                |
| 2015 - 1/2 finale (groupe mondial) - République tchèque - France - 3 : 1        |            |             |              |                                        |                                     |                  |                |
| 12                                                                              | 18/04/2015 | Ostrava     | Dur (int.)   | Kristina Mladenovic Pauline Parmentier | Lucie Šafářová Barbora Strýcová     | 0-6, 6-3, [10-8] | Parcours       |
|                                                                                 |            |             |              |                                        |                                     |                  |                |
| 2015 - Finale (groupe mondial) - République tchèque - Russie - 3 : 2            |            |             |              |                                        |                                     |                  |                |
| 13                                                                              | 14/11/2015 | Prague      | Dur (int.)   | Karolína Plíšková Barbora Strýcová     | A. Pavlyuchenkova Elena Vesnina     | 4-6, 6-3, 6-2    | Parcours       |
|                                                                                 |            |             |              |                                        |                                     |                  |                |
| 2016 - 1er tour (groupe mondial) - Roumanie - République tchèque - 2 : 3        |            |             |              |                                        |                                     |                  |                |
| 14                                                                              | 06/02/2016 | Cluj-Napoca | Dur (int.)   | Karolína Plíšková Barbora Strýcová     | Andreea Mitu Raluca Olaru           | 6-2, 6-3         | Parcours       |
|                                                                                 |            |             |              |                                        |                                     |                  |                |
| 2016 - 1/2 finale (groupe mondial) - Suisse - République tchèque - 2 : 3        |            |             |              |                                        |                                     |                  |                |
| 15                                                                              | 16/04/2016 | Lucerne     | Dur (int.)   | Barbora Strýcová                       | Timea Bacsinszky                    | 6-0, 6-2         | Parcours       |
| 15                                                                              | 16/04/2016 | Lucerne     | Dur (int.)   | Viktorija Golubic                      | Barbora Strýcová                    | 3-6, 7-66, 6-1   | Parcours       |
|                                                                                 |            |             |              |                                        |                                     |                  |                |
| 2016 - Finale (groupe mondial) - France - République tchèque - 2 : 3            |            |             |              |                                        |                                     |                  |                |
| 16                                                                              | 12/11/2016 | Strasbourg  | Dur (int.)   | Barbora Strýcová                       | Alizé Cornet                        | 6-2, 7-64        | Parcours       |
| 16                                                                              | 12/11/2016 | Strasbourg  | Dur (int.)   | Karolína Plíšková Barbora Strýcová     | Caroline Garcia Kristina Mladenovic | 7-5, 7-5         | Parcours       |
|                                                                                 |            |             |              |                                        |                                     |                  |                |
| 2017 - 1er tour (groupe mondial) - République tchèque - Espagne : 3 : 2         |            |             |              |                                        |                                     |                  |                |
| 17                                                                              | 11/02/2017 | Ostrava     | Dur (int.)   | Garbiñe Muguruza                       | Barbora Strýcová                    | 6-0, 3-6, 6-1    | Parcours       |
| 17                                                                              | 11/02/2017 | Ostrava     | Dur (int.)   | Barbora Strýcová                       | Lara Arruabarrena                   | 6-4, 6-4         | Parcours       |
|                                                                                 |            |             |              |                                        |                                     |                  |                |
| 2018 - 1/4 de finale (groupe mondial) - République tchèque - Suisse - 3 : 1     |            |             |              |                                        |                                     |                  |                |
| 18                                                                              | 10/02/2018 | Prague      | Dur (int.)   | Barbora Strýcová                       | Belinda Bencic                      | 6-2, 6-4         | Parcours       |
| 18                                                                              | 10/02/2018 | Prague      | Dur (int.)   | Timea Bacsinszky Jil Teichmann         | Lucie Šafářová Barbora Strýcová     | 1-6, 6-4, [10-8] | Parcours       |
|                                                                                 |            |             |              |                                        |                                     |                  |                |
| 2018 - Finale (groupe mondial) - République tchèque - États-Unis - 3 : 0        |            |             |              |                                        |                                     |                  |                |
| 19                                                                              | 10/11/2018 | Prague      | Dur (int.)   | Parcours                               |                                     |                  |                |
| 19                                                                              | 10/11/2018 | Prague      | Dur (int.)   | Parcours                               | Barbora Strýcová                    | Sofia Kenin      | 6-75, 6-1, 6-4 |

## Classements WTA en fin de saison
| Année          | 2002 | 2003 | 2004 | 2005 | 2006 | 2007 | 2008 | 2009 | 2010 | 2011 | 2012 | 2013 | 2014 | 2015 | 2016 | 2017 | 2018 | 2019 | 2020 | 2021 |
| Rang en simple | 222  | 161  | 56   | 142  | 164  | 156  | 76   | 69   | 67   | 44   | 92   | 92   | 26   | 41   | 20   | 23   | 33   | 33   | 37   | 336  |
| Rang en double | –    | 339  | 179  | 43   | 54   | 80   | 66   | 35   | 20   | 22   | 20   | 44   | 32   | 28   | 17   | 15   | 5    | 1    | 2    | 26   |

Source : (en) Classements de Barbora Strýcová sur le site officiel de la Fédération internationale de tennis

### Période au rang de numéro un mondiale
| # | Précédée par        | Dates                   | Suivie par          | Nombre de semaines | Cumul |
| - | ------------------- | ----------------------- | ------------------- | ------------------ | ----- |
| 1 | Kristina Mladenovic | 15/07/2019 - 06/10/2019 | Kristina Mladenovic | 12                 | 12    |
| 2 | Kristina Mladenovic | 21/10/2019 - 02/02/2020 | Hsieh Su-wei        | 15                 | 27    |

## Records et statistiques

### Confrontations avec ses principales adversaires
Confrontations lors des différents tournois WTA avec ses principales adversaires (5 confrontations minimum et avoir été membre du top 10). Classement par pourcentage de victoires. Situation au 03 avril 2025 :
Les joueuses retraitées sont en gris.
| Joueuse              | Meilleur classement | Confrontations | Victoires | Défaites | Pourcentage de victoires | Dernière confrontation                        |
| -------------------- | ------------------- | -------------- | --------- | -------- | ------------------------ | --------------------------------------------- |
| Victoria Azarenka    | 1                   | 5              | 0         | 5        | 0                        | défaite (2-6, 4-6) à l'Open Australie 2016    |
| Agnieszka Radwańska  | 2                   | 7              | 0         | 7        | 0                        | défaite (1-6, 2-6) à Sydney 2017              |
| Venus Williams       | 1                   | 5              | 0         | 5        | 0                        | défaite (3-6, 6-4, 5-7) à Pékin 2019          |
| Carla Suárez Navarro | 6                   | 10             | 1         | 9        | 10                       | défaite (1-6, 3-6) à Dubaï 2019               |
| Petra Kvitová        | 2                   | 9              | 1         | 8        | 11                       | défaite (3-6, 4-6) à Pékin 2017               |
| Angelique Kerber     | 1                   | 9              | 1         | 8        | 11                       | défaite (6-1, 2-6, 6-7) à Doha 2019           |
| Simona Halep         | 1                   | 7              | 1         | 6        | 14,3                     | défaite (3-6, 2-6) à Wuhan 2019               |
| Karolína Plíšková    | 1                   | 6              | 1         | 5        | 16                       | défaite (3-6, 3-6) à Rome 2020                |
| Sara Errani          | 5                   | 11             | 4         | 7        | 36                       | victoire (6-4, 6-73, 6-4) à Auckland 2018     |
| Sloane Stephens      | 3                   | 5              | 2         | 3        | 40                       | défaite (7-64, 3-6, 1-6) à Rome 2018          |
| Kristina Mladenovic  | 10                  | 5              | 2         | 3        | 40                       | défaite (3-6, 1-6) à Madrid 2019              |
| Samantha Stosur      | 4                   | 5              | 2         | 3        | 40                       | défaite (2-6, 6-7) à Roland Garros 2019       |
| Caroline Wozniacki   | 1                   | 7              | 3         | 4        | 43                       | victoire (7-5, 6-76, 6-4) à Sydney 2017       |
| Julia Görges         | 9                   | 12             | 6         | 6        | 50                       | défaite (6-73, 6-3, 8-10) à Wimbledon 2018    |
| Andrea Petkovic      | 9                   | 6              | 3         | 3        | 50                       | victoire (6-0, 7-5) à l'Open d'Australie 2017 |
| Roberta Vinci        | 7                   | 8              | 4         | 4        | 50                       | victoire (6-2, 6-3) à Sydney 2017             |
| Eugenie Bouchard     | 5                   | 7              | 4         | 3        | 57                       | victoire (6-3, 3-6, 6-2) à Eastbourne 2017    |
| Garbiñe Muguruza     | 1                   | 7              | 4         | 3        | 57                       | victoire (6-2, 6-4) à Birmingham 2018         |
| Lucie Šafářová       | 5                   | 5              | 3         | 2        | 60                       | victoire (5-7, 6-3, 6-3) à Madrid 2017        |
| Ekaterina Makarova   | 8                   | 8              | 5         | 3        | 63                       | victoire (6-4, 6-2) à Roland-Garros 2018      |
| Timea Bacsinszky     | 9                   | 5              | 4         | 1        | 80                       | défaite (4-6, 2-6) à Rome 2017                |
| Caroline Garcia      | 4                   | 7              | 6         | 1        | 86                       | victoire (6-2, 7-5) à l'Open d'Australie 2017 |

### Victoires sur le top 10
Toutes ses victoires sur des joueuses classées dans le top 10 de la WTA lors de la rencontre.
| Légende      |
| Grand Chelem |
| Premier      |
| Intern'l     |
| Fed Cup      |

| #  |       |  | Tournoi          | Année | Surface      |  | Adversaire         | Rang | Tour | Score               | Tableau |
| -- | ----- |  | ---------------- | ----- | ------------ |  | ------------------ | ---- | ---- | ------------------- | ------- |
| 1  | no 43 |  | Wimbledon        | 2014  | Gazon        |  | Li Na              | no 2 | 1/16 | 7-65, 7-65          | Tableau |
| 2  | no 25 |  | Sydney           | 2015  | Dur          |  | Caroline Wozniacki | no 8 | 1/16 | 6-4, 1-1 ab.        | Tableau |
| 3  | no 23 |  | Madrid           | 2015  | Terre battue |  | Eugenie Bouchard   | no 6 | 1/32 | 0-6, 6-3, 6-3       | Tableau |
| 4  | no 41 |  | Wuhan            | 2015  | Dur          |  | Maria Sharapova    | no 3 | 1/16 | 6-71, 7-64, 1-2 ab. | Tableau |
| 5  | no 48 |  | Open d'Australie | 2016  | Dur          |  | Garbiñe Muguruza   | no 3 | 1/16 | 6-3, 6-2            | Tableau |
| 6  | no 33 |  | Madrid           | 2016  | Terre battue |  | Angelique Kerber   | no 3 | 1/32 | 6-4, 6-2            | Tableau |
| 7  | no 25 |  | Tokyo            | 2017  | Dur          |  | Johanna Konta      | no 7 | 1/8  | 7-5, 7-65           | Tableau |
| 8  | no 29 |  | Pékin            | 2017  | Dur          |  | Garbiñe Muguruza   | no 1 | 1/32 | 6-1, 2-0 ab.        | Tableau |
| 9  | no 24 |  | Birmingham       | 2018  | Gazon        |  | Garbiñe Muguruza   | no 3 | 1/16 | 6-2, 6-4            | Tableau |
| 10 | no 54 |  | Wimbledon        | 2019  | Gazon        |  | Kiki Bertens       | no 4 | 1/16 | 7-5, 6-1            | Tableau |